# Alan Stivell
Vous lisez un « article de qualité » labellisé en 2013.
Alan Stivell, né Alain Cochevelou le 6 janvier 1944 à Riom (Puy-de-Dôme), est un auteur-compositeur-interprète et musicien français d'origine bretonne.
Multi-instrumentiste, il joue principalement de la harpe celtique, mais aussi du piano, du claviers, de la flûte irlandaise, de la bombarde, de la cornemuse écossaise et des percussions. Il est également chanteur et auteur (en plusieurs langues).
Il milite pour faire admettre[Quoi ?] le peuple breton avec sa langue, sa culture, son territoire.
À partir des années 1950, Alan Stivell participe à la renaissance de la harpe celtique de Bretagne grâce au travail de son père Georges Cochevelou de refabrication de l'instrument. À partir de 1966, Alan Stivell est le premier chanteur breton professionnel chantant principalement en langue bretonne (brezhoneg). Héritier du premier renouveau musical breton (qui avait vu la création des bagadoù), inspiré par le rock et le folk-song anglo-saxons, il contribue aux mouvements folk et folk rock français et celtique des années 1960 et 1970.
Alan Stivell révolutionne la musique bretonne en y incorporant principalement des influences gaéliques et anglo-saxonnes, mais aussi celle de la musique classique d'hier et aujourd'hui et celle des autres continents. Il y apporte aussi les innovations techniques de la fin du XXe siècle. À l'époque, d'autres interprètes bretons s'expriment déjà, mais à l'exception de Glenmor, ils n'entrent pas dans le professionnalisme et leur modernisme ne s’aventure pas au-delà de la guitare classique (à une exception près[réf. nécessaire]). Il est le premier à vraiment électrifier la musique celtique. À la fois sur les plans technologiques, musicaux et formels, il montre un certain éclectisme : en plus des genres déjà cités, il ajoute à la musique bretonne des touches électro (dès 1979) ou hip-hop (en 1993) et il s'ouvre à la culture japonaise en interprétant (en 2015) des haïkus du XVIIe au XIXe siècle. Il imagine, dessine et fait réaliser ses propres projets de harpes celtiques électroacoustiques et électriques.
Il popularise la Bretagne et sa musique, par son travail artistique et ses grandes tournées internationales, par la communication mais aussi par l'effet boule de neige suscité par ses nombreux émules. À l'origine du sursaut que connaissent la langue bretonne et la fierté du peuple breton, il aura ouvert la voie à divers artistes et sera devenu un modèle à suivre dans d'autres pays pour d'autres cultures. 
Son œuvre musicale est liée à un combat pour la reconnaissance des cultures bretonne et celtique. Il ne le conçoit pas sans la transmission, au-delà des frontières, de messages empreints d'humanisme et de fraternité. Cet esprit d'ouverture se traduit dès ses débuts par des métissages culturels et des fusions musicales, ce qui en fait l'un des précurseurs de la world music qu'il définit déjà clairement sur son premier album Reflets paru en 1970. C’est à la fois la quête d'une « musique globale » dans l'espace et le temps et l'affirmation d'un panceltisme en même temps qu’une vision égalitariste de la personne humaine (Human~Kelt).

## Biographie

### Origines, formation et débuts
De son vrai nom Alan Cochevelou,, Alan Stivell naît le 6 janvier 1944 à Riom.
La famille de son père, — Georges Cochevelou — est originaire de Gourin et Pontivy dans le Morbihan en Bretagne, sa mère Fanny-Julienne Dobroushkess est d'origine française, lituanienne et ashkénaze.
Alan Stivell est le benjamin de deux frères nés à Paris (1935) et Épinal (1940). Avant ses deux ans, la famille revient à Paris. Il passe sa jeunesse à Belleville, puis à Vincennes, à l’exception de toutes ses vacances en Bretagne non loin de ses cousins. Il déménage enfin en Bretagne, d’abord à Langonnet, dans le pays d’origine paternelle.
Enfant, le futurisme le passionne, à travers la science-fiction, les avancées techniques et scientifiques. Il privilégie les bandes dessinées d'anticipation. Sa découverte du monde celtique quand il a 9 ans l’amène, dès les grandes classes primaires, puis le lycée, à affirmer son identité et sa passion pour tous les aspects de la culture celtique, y compris revendicatifs. Un sentiment de solitude et d’injustice, une timidité, mais aussi une hargne de faire vivre ses idées en découlent. Il est élève au lycée Voltaire (Paris), étudiant en licence d'anglais à la faculté des lettres de Censier (Paris-III), en linguistique à la Sorbonne et à l'université de Rennes où il passe un certificat de celtique. Il étudie à l'École pratique des hautes études la littérature médiévale galloise et gaélique, avec Léon Fleuriot.

#### Les Cochevelou et la renaissance de la harpe celtique
Son père a vécu une vingtaine d'années en Pays vannetais, passe par le petit séminaire de Sainte-Anne-d'Auray, puis quitte la Bretagne pour la guerre 14-18. Il reste militaire un moment, travaillant ensuite dans une banque et un laboratoire pharmaceutique à Paris. Il rencontre Fanny Julienne Dobroushkess, la mère d'Alan, de père russe et de mère française (28 mars 1903, Paris - 26 septembre 2005, Limeil-Brévannes). À la déclaration de guerre, en 1939, il est affecté dans l'Est de la France. Sa femme et son enfant le rejoignent, avant de retourner à Paris en 1945, où il devient traducteur (principalement d'anglais) au ministère des Finances.

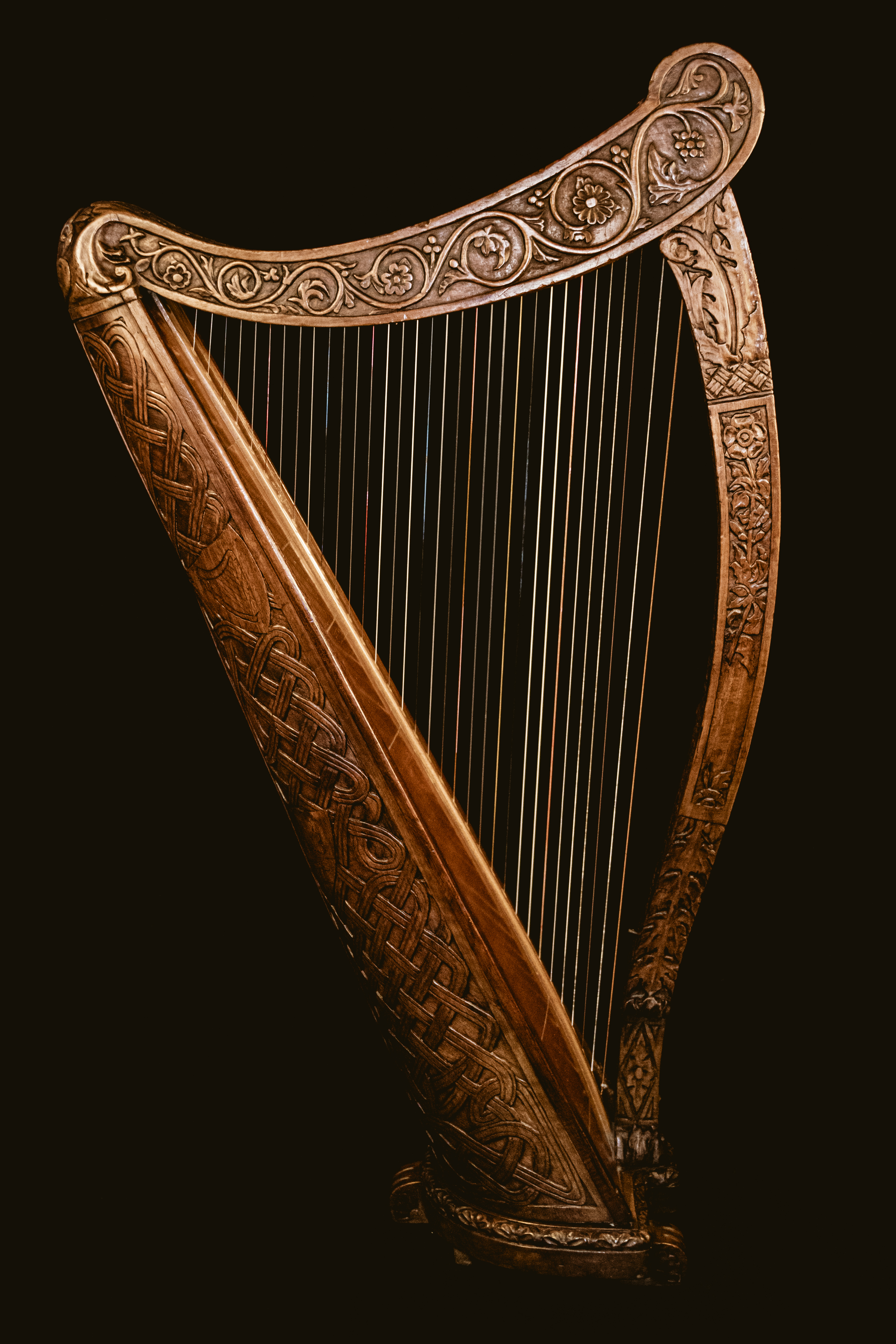
La néo-harpe celtique Telenn Gentañ.

Georges Cochevelou est aussi artiste : il se passionne pour la peinture, l'ébénisterie et la musique. Très éclectique, il est également inventeur (notamment un appareil de mesure optique). Les liens qu’il a toujours gardés avec le milieu culturel breton, notamment druidique, l’amènent à l’idée de reconstruire l'ancienne harpe celtique. En effet, la déclinaison celtique de la harpe était (à partir des VIIIe – IXe siècles) un des aspects de la culture commune des pays celtes que ni la mer, ni les divers pouvoirs et territoires princiers ne purent vraiment diviser avant le XIIIe siècle. À ce moment, l’aristocratie bretonne commença progressivement à perdre ses caractères propres, et donc même chose pour la harpe, comme pour toute la culture des classes dirigeantes. Le romantisme fit de la harpe bretonne, harpe d’Arvor (autrement dit harpe celtique) un symbole mythique et mystique, qui perdura jusqu'après la guerre 14-18.
Dès la fin des années 1930 et dans les années 1940, Georges Cochevelou projette cette reconstruction. Peu après son retour à Paris, il rassemble divers documents. Il ne prend modèle sur aucune harpe, mais se sert de ces documents pour concevoir un prototype original et personnel. Du printemps 1952 au printemps 1953, tous les soirs et tous les week-ends pendant un an, Alan assiste, fasciné, à l’avancée des travaux. Alan Stivell déclare plus tard à propos de ce qu’il appellera plus tard la « Telenn Gentañ » (la « première harpe » en breton) : « C'était d'emblée un Stradivarius ». La musique berce l'enfance d'Alan Stivell.

#### Formation musicale et culturelle

##### L'univers celtique de la harpe

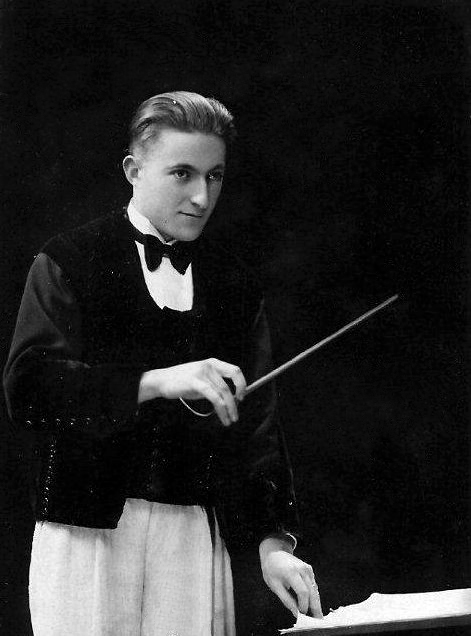
Jef Le Penven a pour œuvre majeure la Cantate du Bout du monde, d'inspiration bretonne.

À l'âge de 5 ans, Alan commence l’apprentissage du piano, dont jouait sa mère. C'est le prototype de harpe celtique créé par son père, au départ destiné à sa mère Fanny, qui l’incite à prendre des cours ; il bénéficie de l’enseignement de la célèbre concertiste Denise Mégevand (1917-2004). Les œuvres classiques, notamment des sonates de F.J. Naderman  et, surtout, les arrangements de thèmes traditionnels celtiques, écrits par son professeur ou son père, montrent très vite le don évident de ce jeune enfant. Il va aussi, tout de suite, montrer une passion immodérée pour la  Bretagne et tous les pays celtes. Il est le premier, depuis quatre siècles environ, à faire résonner la harpe bretonne, telenn en breton. Il joue notamment des cantiques bretons comme Lavaromp ar chapeled, Ar baradoz ou Pe trouz zo 'ar an douar, des thèmes profanes (Gwerzioù et sonioù), en particulier du Barzaz Breiz, aussi des thèmes s'inscrivant dans la mouvance romantique irlandaise (comme ceux du répertoire de Mary O'Hara), comme d'Écosse et du Pays de Galles (notamment ceux qui avaient été adaptés en breton).
Sa passion pour la harpe celtique entraîne une passion plus large pour toute la civilisation celtique. Il commence à s’initier, bien sûr au breton, mais aussi à la langue galloise, au gaélique, à l’histoire, à la mythologie, à l'art. Héritier du mouvement artistique des Seiz Breur et fort d’un début de formation en musique classique, il jette les premières notes d’une cantate (annonçant pour bien plus tard sa Symphonie celtique) après avoir découvert la Kantadenn Penn ar Bed (Cantate du bout du monde) de Jef Le Penven, en 1958. Il a le même enthousiasme pour la démarche parallèle de l'Irlandais Seán Ó Riada.
Le 28 novembre 1953, alors âgé de 9 ans, il joue de la première harpe bretonne des temps modernes à la maison de la Bretagne, à Paris, où l'association Ar Pilhaouer avait demandé à son professeur une conférence sur la harpe celtique, qu’elle prépara avec l’assistance de George Cochevelou. La salle est enthousiaste et c’est le point de départ du réveil de la Telenn Arvor, la harpe d’Armor, amenant des commandes à son père. Il se produit également, en janvier 1954, à l’Unesco, lors d'une exposition bretonne au « Noël des petits Bretons de Paris ». L'été, il accompagne deux jeunes membres des Petits chanteurs de Sainte-Anne-d'Auray en la cathédrale de Vannes, pour l'association Bleun-Brug, ou encore au meeting de l'Union féminine civique et sociale, dans le grand amphithéâtre de la Sorbonne. En 1955, il se produit pour des associations bretonnes comme Kendalc'h, Kêrvreizh ou la  Mission bretonne , pour la fête de la Saint-Yves aux arènes de Lutèce, la fête des œillets à Paramé, la fête du Léon-Trégor à Morlaix, etc.
La démarche de Georges Cochevelou et son fils séduit les dirigeants des scouts de Bleimor qui vont former chez les guides, à la suite d’Alan, un groupe de harpistes : la Telenn Bleimor. Georges va, cette fois avec l’aide de différents artisans, produire plusieurs séries de ses harpes celtiques. Celles-ci, avec les prestations du jeune Alan, vont séduire et entraîner la vocation de nombreux futurs harpistes. Ce mouvement créé s’auto-reproduit, car les nouveaux, nouvelles harpistes vont eux-mêmes, elles-mêmes, en convaincre d’autres. Et si le binôme Cochevelou est le grand responsable de ce mouvement de renaissance, d’autres intervenants vont plus tard y participer à un certain degré, comme Gildas Jaffrennou.

##### Immersion dans la culture bretonne
Les titres des morceaux constituent pour lui une porte d’entrée dans la langue bretonne . Il entend aussi son père en dire quelques mots lui-même. Il se concoctera un petit lexique et il en révise le vocabulaire notamment à chaque voyage en métro ou en bus. Il est déjà obsédé par tous les points communs aux pays celtes qu’il découvre : les paysages et les maisons le fascinent jusqu'à l’obsession, mais aussi le vocabulaire commun.
C’est en avril 1954, après ses deux frères, qu’il adhère à l'Association de scouts Bleimor de Paris, d'abord en tant que louveteau, puis en octobre en tant que scout, dont le bagad Bleimor est l’antenne musicale. Il s’exerce à la bombarde puis, autour de 1960, à la cornemuse écossaise (binioù bras en breton, ou parfois pib-veur). Avec le scoutisme, les camps et le bagad, il complète son vocabulaire breton, chante et apprend aussi la danse.

###### Récitals de harpe celtique
En 1956, il se produit à l'académie de musique Raymond-Duncan, au cabaret Le Pichet, au Festival des cornemuses à Brest et, à l'automne, il réalise son premier passage à la télévision nationale, avec Sylvie Raynaud-Zurfluh, se qualifiant pour le grand concours national du « Royaume de la musique ».

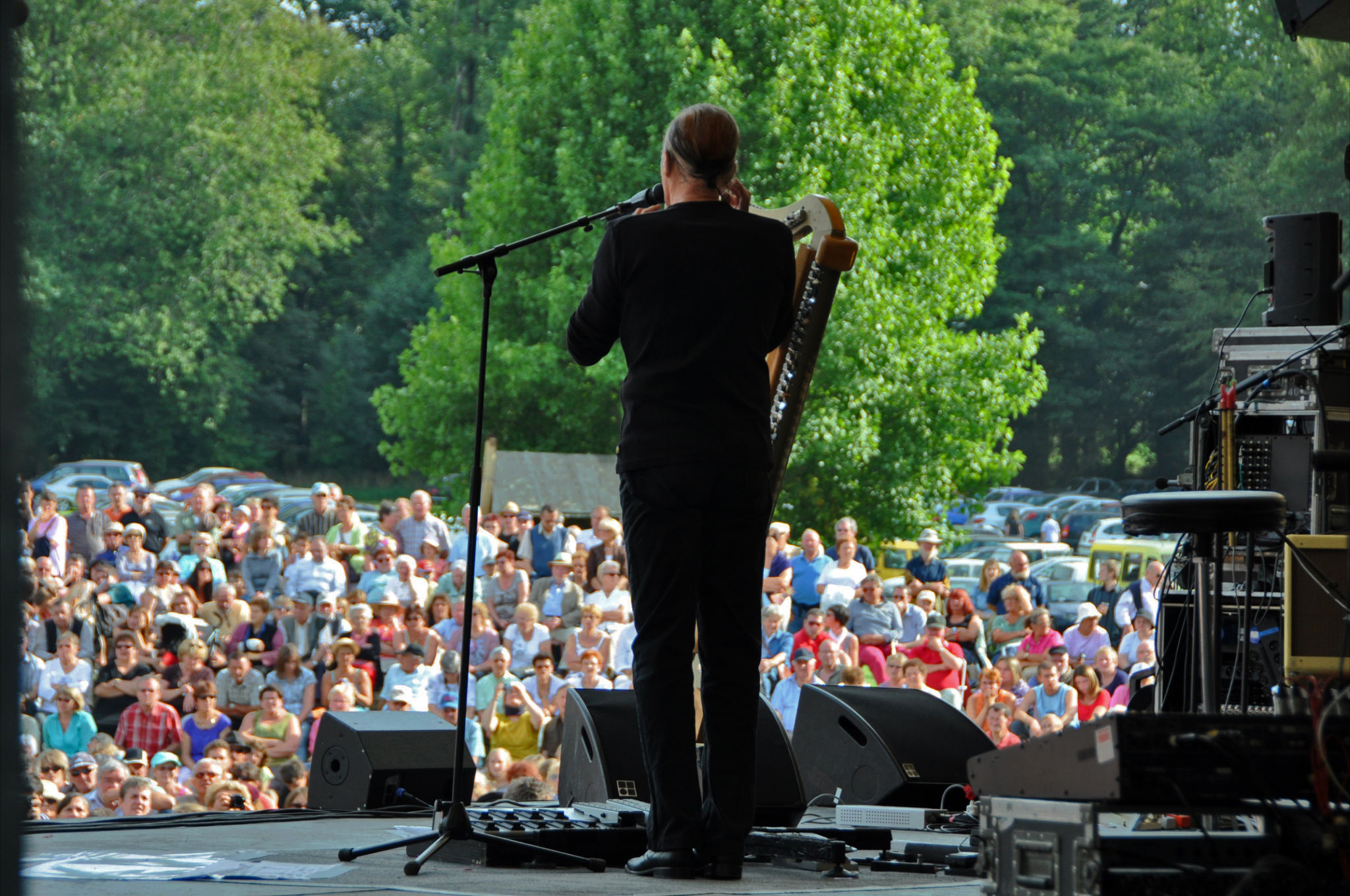
Alan Stivell en concert de clôture du Championnat des sonneurs 2010 de Gourin, qu'il remporte à plusieurs reprises dans les années 1960.

Il continue à mettre en valeur la harpe celtique. Il déclare avoir voulu électrifier la harpe sous l'influence du Rock'n'Roll. Même des Irlandais et Écossais s’intéressent au travail des Cochevelou. Dans ces pays, la harpe celtique n’était pas morte mais en demi-sommeil[réf. nécessaire]. 
Les études secondaires ne lui permettent pas encore un statut professionnel[Quoi ?]. Il trouve dans les danses des montagnes, plin et fisel (comme Metig) un air de famille avec le rock. Il éprouve d’autant plus une certaine aigreur de la dérision ou le mépris qui prévaut encore face à la musique bretonne.
La découverte du rock 'n' roll en 1958 est pour lui un électrochoc, qui lui fait faire le parallèle entre le cousinage irlandais et son envie de modernisation de la Bretagne et de son riche patrimoine musical. À l'époque, n'ayant pas l'âme ou le profil d'un « rocker », il rêvait d'autres artistes ou de groupes qui feraient le lien entre la Bretagne et la musique populaire moderne et urbaine, en utilisant principalement des instruments rock 'n' roll, et qui profiteraient de cette audience pour défendre la cause bretonne.

##### Premiers enregistrements
En 1959, il enregistre, sur l'album Évocation de la Bretagne - Breiz ma bro, le cantique Ar Baradoz (« Le Paradis »), avec Armand Haas, et Ho mamm, avec Yvette Nicol. De novembre 1959 à août 1961, après que son père eut pris contact avec le label quimperois Mouez Breiz, avec le soutien de la confédération Kendalc’h, quatre maxi 45 tours de quatre titres sont réalisés avec la chanteuse Andrea Ar Gouilh, intitulés Chansons et mélodies de Bretagne. Son père souhaite ainsi montrer les qualités d'accompagnement de la harpe celtique. Dans deux d’entre eux sont intégrés également un morceau de harpe solo.
En 1961, il enregistre son premier 45 tours de harpe celtique solo, intitulé Musique gaélique. Les thèmes abordés, irlandais et écossais, sont harmonisés et arrangés par Georges Cochevelou, qui accompagne également son fils. Alan Stivell participe avec Andrea Ar Gouilh à une soirée à Graz (Autriche), en 1961, et au Congrès celtique international de Tréguier, en 1962, où il croise Paddy Moloney et Jef Le Penven.

###### Sonneur en bagad et en couple
quoique la direction était en grande partie collégiale. Il en profite pour écrire et expérimenter des arrangements totalement innovants auxquels s’ajoutent ses propres compositions. Il partage avec ses compères un goût prononcé pour une musique bretonne sous influence gaélique. Mais la venue de Youenn Sicard va infléchir l’évolution du bagad, en montrant que le côté moderniste pouvait très bien aller de pair avec une démarche d'authenticité et d’enracinement. Sous sa direction musicale, en collaboration avec ses amis Youenn Sicard et Yann-Fañch Le Merdy, le bagad Sonerion Bleimor est sacré champion de Bretagne des bagadoù en 1966 (et à nouveau plus tard). Alan devra quitter le bagad en mai 1970, à Châteaudun.
Parallèlement, il sonne en « couple » avec Youenn Sicard, pour animer fêtes et festoù-noz. Ils remportent ensemble des concours à Gourin (triples champions de Bretagne en duo cornemuse-bombarde, en 1966, 1968 et 1969), succédant notamment au couple Étienne Rivoallan / Georges Cadoudal qui le marqueront, et la Plume de Paon des Fêtes de Cornouaille à deux reprises. Lors des festoù-noz (« fêtes de nuit »), il rencontre divers chanteurs de kan ha diskan, dont Lomig Donniou, les frères Morvan et les sœurs Goadec, dont il apprécie particulièrement l’interprétation. Il y complète sa connaissance de la musique et du chant traditionnel, en particulier de « la Montagne ». Il se perfectionne aussi à la cornemuse et au whistle. L'été 1964, il est diplômé en cornemuse lors d'un stage au College of Piping à Dunvegan (île de Skye),. Il passe à la même époque, avec succès, un examen de cornemuse, jugé par Herri Leon Ar Big, et aussi un examen en langue bretonne.

### Carrière
En 1957, à 13 ans, il fait la première partie du concert de Line Renaud à l’Olympia,. Entre 1958 et 1960 (de 14 à 16 ans), il suit par correspondance les cours de breton de Skol ober et effectue des stages des camps de bretonnants.

#### Années 1960: vers un «folk-song breton»

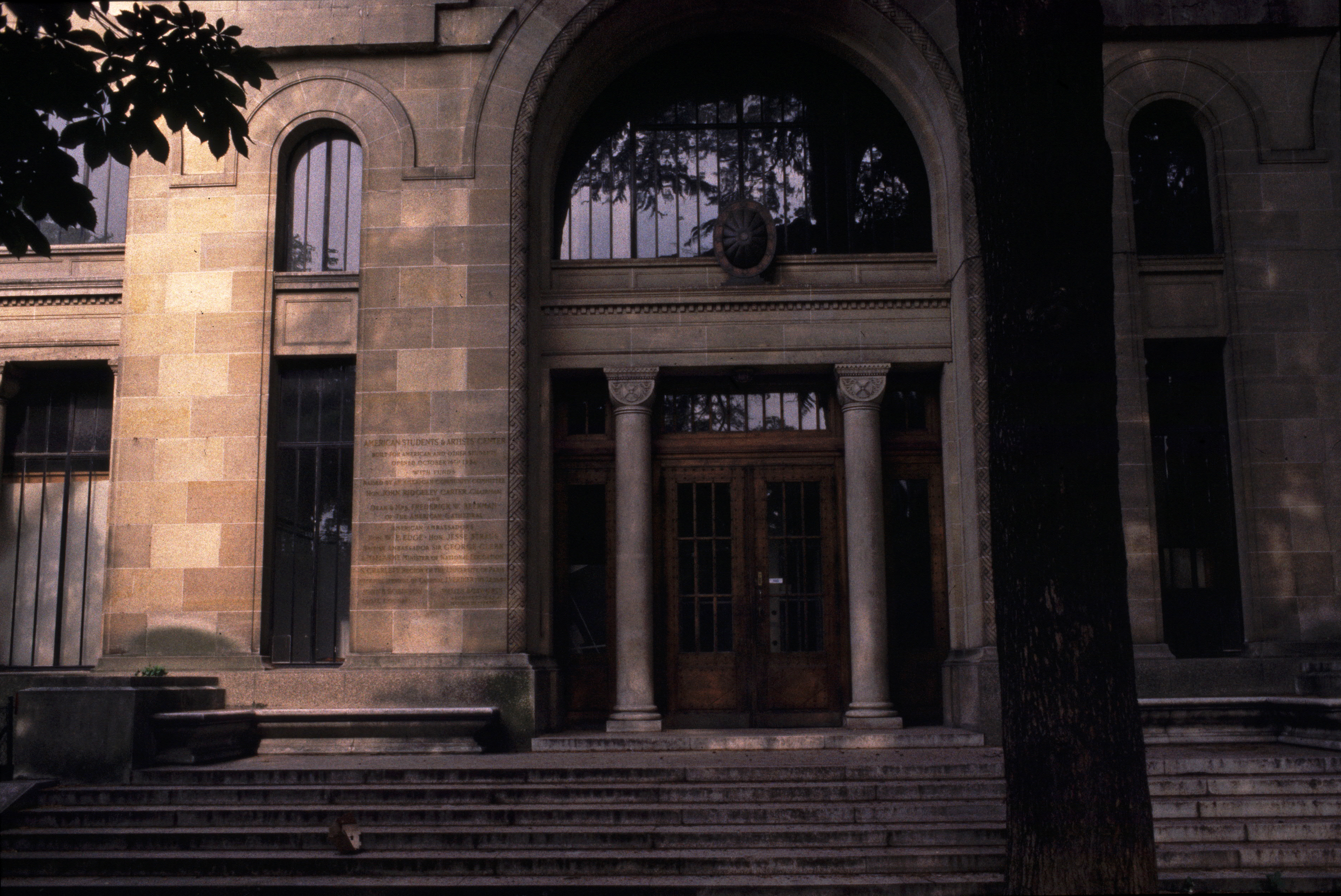
LAmerican Center, où Alan Stivell se produit pour la première fois devant le public parisien, en janvier 1966.

Il devient penn-soner (« chef d'orchestre ») du Bagad Bleimor en 1961.

En 1964, il enregistre encore chez Mouez Breiz, un premier 33 tours instrumental solo, Harpe celtique, composé de morceaux empruntés à tous les pays celtes, et arrangés par son père et son professeur de harpe. La même année, Georges Cochevelou construit une première harpe bardique à cordes métalliques. Cette harpe va permettre à Alan de faire un lien plus évident avec le folk « anglo-saxon », précisément « anglo-celtique ».

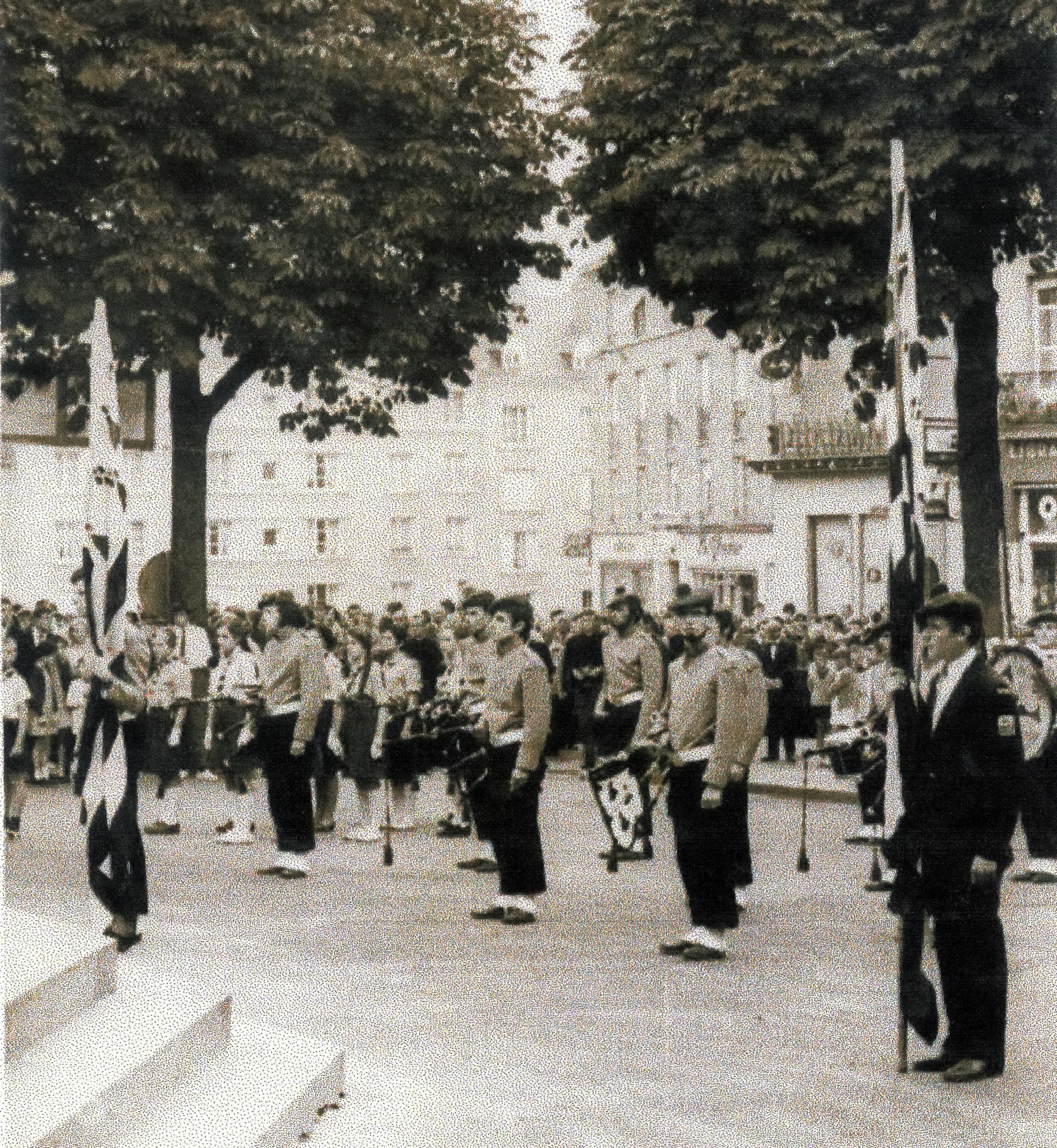
Alan Stivell à la tête du Bagad Bleimor en 1966.

En 1965, avec des amis du bagad Bleimor, en attendant qu’une porte s’ouvre pour la suite qu’il espère, il fonde le groupe éphémère Ar Bleizi Mor (« Les loups de mer ») et il se sert de micros piezos et de pédales électroniques pour guitare électro-acoustique. Il accompagne à la harpe celtique le chanteur breton Glenmor, sur scène à la Mutualité en 1965 et sur disques – en 1967 et 1969 – sous les pseudonymes Artus Avalon ou José Marion, car il est sous contrat d’exclusivité avec Philips. Il accompagne également la chanteuse Andrea Ar Gouilh. L'album de harpe solo est réédité en 1966, sous le nom Telenn geltiek : Harpe celtique, dans une nouvelle pochette dessinée par Alan. C’est le point d’orgue de la première partie de la vie musicale d’Alan, car c’est l’année où toute sa carrière professionnelle va démarrer sur de nouvelles bases.
Bien que de nature timide, il commence pourtant à se produire au chant en solo, sur les scènes ouvertes des Hootenannies de Lionel Rocheman, en janvier 1966, organisées au American Center For Students and Artists du boulevard Raspail, devant des jeunes, français comme américains, mais aussi d’un public plus large, notamment de milieux culturels et médiatiques. À sa grande surprise, il séduit un public non préparé à sa musique et gagne en confiance. Les Hootenannies lui permettent de faire des rencontres. Il s’inspire, par exemple, du picking à la guitare de Don Burke qu’il adapte à sa harpe. Dès 1967, Lionel Rocheman met en place une équipe de quatre artistes (Alan, Lionel, Steve Waring et Claude Lemesle), sous le nom Hoot-Club, qui tourne notamment dans les maisons de jeunes et de la culture, puis lors d'une tournée en 1969, avec le spectacle folk Chansons pour Châteaubriand, s’adjoignent Roger Mason et John Wright.
En 1967, il prend le nom d'Alan Stivell Alan Stivell (« source » en breton, dérivé de son nom civil Cochevelou, kozh stivelloù en breton, « les vieilles sources »),. Il simplifit pour marquer une rupture. La coïncidence fait qu’il habite, cet été-là, rue du Styvel à Quimper, hébergé chez le couturier Marc Le Berre, près de la source du Styvel. Il se souvient aussi de ce nom rencontré « dans une association de handicapés de Bleimor ». Il lui évoque aussi une symbolique entre sa nouvelle harpe et la jeune musique celtique qui va en jaillir. Il trouve intéressant que les gens puissent entendre (avec approximation) en ce nom une sonorité anglo-saxonne, puisque sa musique y emprunte une influence majeure. La même année, il enregistre, sous son nom patronymique, la partie harpe de la chanson La Mer est immense interprétée par Graeme Allwright. En 1967, il signe chez Philips-Phonogram (futur Universal) un contrat d'exclusivité internationale. En devenant professionnel, il est le deuxième chanteur breton à franchir le pas après Glenmor (même si Alan a expérimenté la scène avant celui-ci) et le premier professionnel à s’exprimer principalement en breton. Il tourne déjà beaucoup, surtout en solo, mais aussi en compagnie d’autres habitués de l'American Center de Paris (Steve Waring l'accompagne quelquefois). Il invite également le guitariste Daniel Le Bras (Dan Ar Braz), rencontré en jouant dans un restaurant à Bénodet, à l'accompagner de temps en temps. En juillet 1967, après un concert au Ti-Jos à Montparnasse, Bretagne Magazine titre dans son no 20 : « Alan Stivell, une forme de génie ». En 1967, le peintre breton Louis-Roger (1928-2018), lui confie la réalisation de la musique pour son film Eau Vive, qui recevra plusieurs récompenses.
À l'occasion d'une séquence live à l'émission « Pop Club » de José Artur, il sympathise avec les Moody Blues, qui l'invitent à faire leur première partie, au Queen Elizabeth Hall de Londres, en juin 1968. Ceci, après avoir joué au Arts Lab de Drury Lane (Londres), dans la Sorbonne et à l'aéroport d'Orly en grève. Auparavant, il s'était produit au Centre Élysée-Bretagne, dans le cadre des soirées de folk song celtique retransmises à la télévision, où il rencontre sa future épouse, et au cinéma Omnia de Brest accompagné par des musiciens dont Dan Ar Braz. Son premier 45 tours sous le label Fontana est Flower Power, avec quatre chansons en français parlant de la société (la peine de mort), la nature, la « colonisation » de la Bretagne (l'injustice subie du fait des puissants) et de liberté à travers les hippies, sur une musique imprégnée de la pop-music de l'époque. Un an après, en 1969, Crépuscule sur la rade est le second 45 tours arrangé par Hervé Roy. Invité par une autre maison de disques (AZ), la direction de Philips le rappelle et lui donne carte blanche. Lui était promis un premier album après un single, à condition d’un minimum de succès. Fin 1969, il joue aussi à Rennes au Festival international des variétés,.

#### Années 1970: le «revival breton»

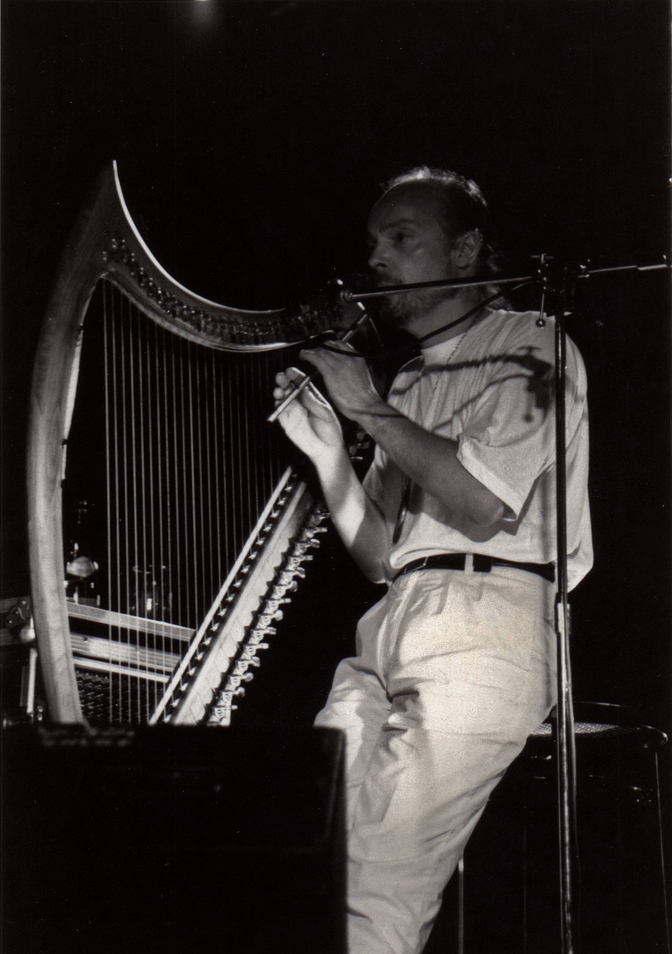
Alan Stivell au festival de Dolceacqua (Italie) en 1991.

Juillet 1970, il enregistre son 45 tours Brocéliande-Son ar chistr qui connaît le succès, avec cette inspiration du légendaire celtique qu’il jumelle à la chanson à boire Son ar Chistr (en breton : « La chanson du cidre »). La première a des couleurs à la croisée du folk anglo-saxon et d’influences classiques, voire Renaissance. L’arrangement du deuxième fait une incursion vers le folk et country américain. La maison de disques met donc en marche sa promesse, lui donnant alors toute liberté pour enregistrer les huit chansons (quatre en breton, trois en français, une en anglais) et instrumentaux de l'album Reflets sorti en décembre 1970. Dix mille exemplaires se vendent en deux mois. Le texte-préface, qu’il écrit sur la pochette, est comme un manifeste pour la future World music. Avec sa musique « ethno-moderne », il marque le coup d’envoi d’un phénomène qui va révolutionner la Bretagne et drainer les foules aux six coins de l'Hexagone, avant celles de l'étranger.
Dès 1971, il enregistre deux titres sur un 45 tours, toujours chez Fontana : The Wind of Keltia, écrit avec le folk-singer Steve Waring, et Pop-Plinn, très rock avec les parties de guitare électrique qu’Alan a écrit pour être interprétées par Dan Ar Braz, comme l’ensemble de son arrangement joué par les autres musiciens invités. Si la notoriété d’Alan Stivell n’était déjà pas négligeable avant ses débuts professionnels en 1966, elle s’était déjà développée depuis lors, et avec ce nouveau 45 tours, la conquête du grand public est en marche. Pop Plinn est une surprise radiophonique : l’arrangement radicalement rock est une première, une révolution. Et autant les annonceurs radio que les auditeurs sont subjugués par l’audace, l’innovation et le retournement complet de l’image de la musique bretonne et même de la Bretagne, encore désuète et passéiste peu avant. Il est lauréat du concours de chant Celtavision à Killarney (Irlande) en mai et reçoit le prix Morvan Lebesque attribué par le Congrès mondial des Bretons dispersés, des mains de Marie Laforêt.
Fin 1971, sort son deuxième 33 tours au titre éloquent, Renaissance de la harpe celtique, qui est salué par la presse française et anglaise et par le prix de l’académie Charles-Cros. L'album est présenté le 6 janvier 1972, pour l'ouverture de la librairie Centre Élysée Bretagne à Paris, et est suivi d'une tournée internationale. Cet album instrumental devient une référence et culte pour la musique celtique et la harpe à travers le monde, notamment notamment chez les gens du cinéma et de la musique aux États-Unis et dans les îles Britanniques mais aussi ailleurs. Il suscite la vocation de nombreux harpistes mondiaux, selon plusieurs harpistes renommés. Cet album est aussi un complément instrumental de Reflets, son aspect sérieux et presque classique donne ses lettres de noblesse à l’instrument qui devient respecté par l’intelligentsia culturelle. Mais Alan Stivell n’abandonne pas pour autant d’occuper le terrain, dominé auparavant par les Anglo-saxons, celui du folksong américain, ni de développer la démarche plus rock : il forme une structure basée sur le groupe de rock (claviers, guitares, basse, batterie). Il veut expérimenter tous les possibles à partir de l’idée de fusion musique traditionnelle celtique et toutes les formes de rock (qu’elles soient progressive, plus proche du pop ou du rock plus dur, plus tard de l’électro-rock).
Le 28 février 1972, il donne un concert à l’Olympia qui est retransmis en direct par Europe 1 dans son émission « Musicorama » suivie pour l'occasion par sept millions d'auditeurs,. Dès lors, une prise de conscience s'opère chez les Bretons et les Français, et la musique bretonne devient alors en vogue. Tri martolod devient un hymne fédérateur, la Suite Sudarmoricaine occupe les premières places du hit-parade d’Europe 1 et d'RTL durant des semaines,. À l'automne, son nom est connu du grand public. Il se vend 1 500 000 disques de l'album À l'Olympia, qui atteint ensuite plus de deux millions d'exemplaires,. Stivell fait la « une » des magazines, sa musique bretonne électrique (la « pop celtique » ou rock celtique) devient à la mode. Dès lors, la musique celtique prend son envol et suscite un engouement planétaire.
En quelques semaines, la culture bretonne acquiert une image très positive aux yeux des Bretons, mais aussi dans tout l'hexagone et même en Europe. Tout est prétexte à l’organisation d’un fest-noz détrônant bals et discothèques. Une population qui y était rétive quelques mois plus tôt y accourt. Beaucoup de jeunes gens suivent sa tournée en Bretagne et cherchent à jouer d'un instrument traditionnel, ou d’autres instrument joués par Alan ou ses musiciens. Beaucoup s’inaugurent musiciens directement sur scène à la bombarde ou à la guitare folk. Cela conduit à démultiplication des enseignants, des luthiers, des sonneurs de bagad. La reconnaissance internationale déjà en route devient acquise.
Il montre l'exemple aux cultures dites «minoritaires ». Son succès suscite des émules, non seulement en redynamisant la musique traditionnelle mais encore en favorisant l'émergence de nouveaux musiciens et auteurs-compositeurs-interprètes : une nouvelle renaissance. Comme cet immense succès vient juste après la période « soixante-huitarde », il suscite obligatoirement quelques jalousies et incompréhensions ; quelques étudiants, notamment de tendance maoïstes, trouvent en Stivell « statufié en vedette internationale » un parfait bouc émissaire pour mettre leur cause ou eux-mêmes en avant. On a parlé de critiques de la part de traditionalistes et de « puristes », mais c’est oublier qu’il était lui-même issu de ce milieu relativement restreint où il connaissait tout le monde et où personne ne l’a jamais critiqué de manière virulente. Alan Stivell tourne en France et à l'étranger : en août, au festival Line-up de Reading en Angleterre, qui accueille 300 000 festivaliers, il partage l'affiche avec Rod Stewart, Genesis ou encore Status Quo, au Canada, en octobre, il est à Sherbrooke, Montréal et Québec.
1973 confirme l’année précédente : après un passage de trois semaines à Bobino suivi d'une tournée au Canada, il sort un nouvel album, Chemins de Terre, salué par la critique (le magazine britannique Melody Maker le désigne « disque de l’année » et titre « the conquerer cometh ») dont le succès commercial en fait très vite un disque d'or. L'activité scénique se poursuit, tant en France qu'à l’international : en Bretagne et dans l'Hexagone, les chapiteaux de 3 000 places ne peuvent contenir les spectateurs et, Outre-Atlantique, il s'exporte aux États-Unis et au Canada, de septembre à novembre. Le 22 juillet 1973, Alan Stivell accepte de se produire, avec des réticences, au festival de Kertalg (Moëlan-sur-Mer) parmi 200 musiciens bretons dont Glenmor et les sœurs Goadec,. Alan est à ce moment-là à la croisée des chemins de terre « avant d'embarquer pour les îles ». En décembre, il effectue une tournée au Royaume-Uni, partageant l’affiche avec le groupe Steeleye Span. Le mensuel Rock & Folk le classe 7e des musiciens de l'année.

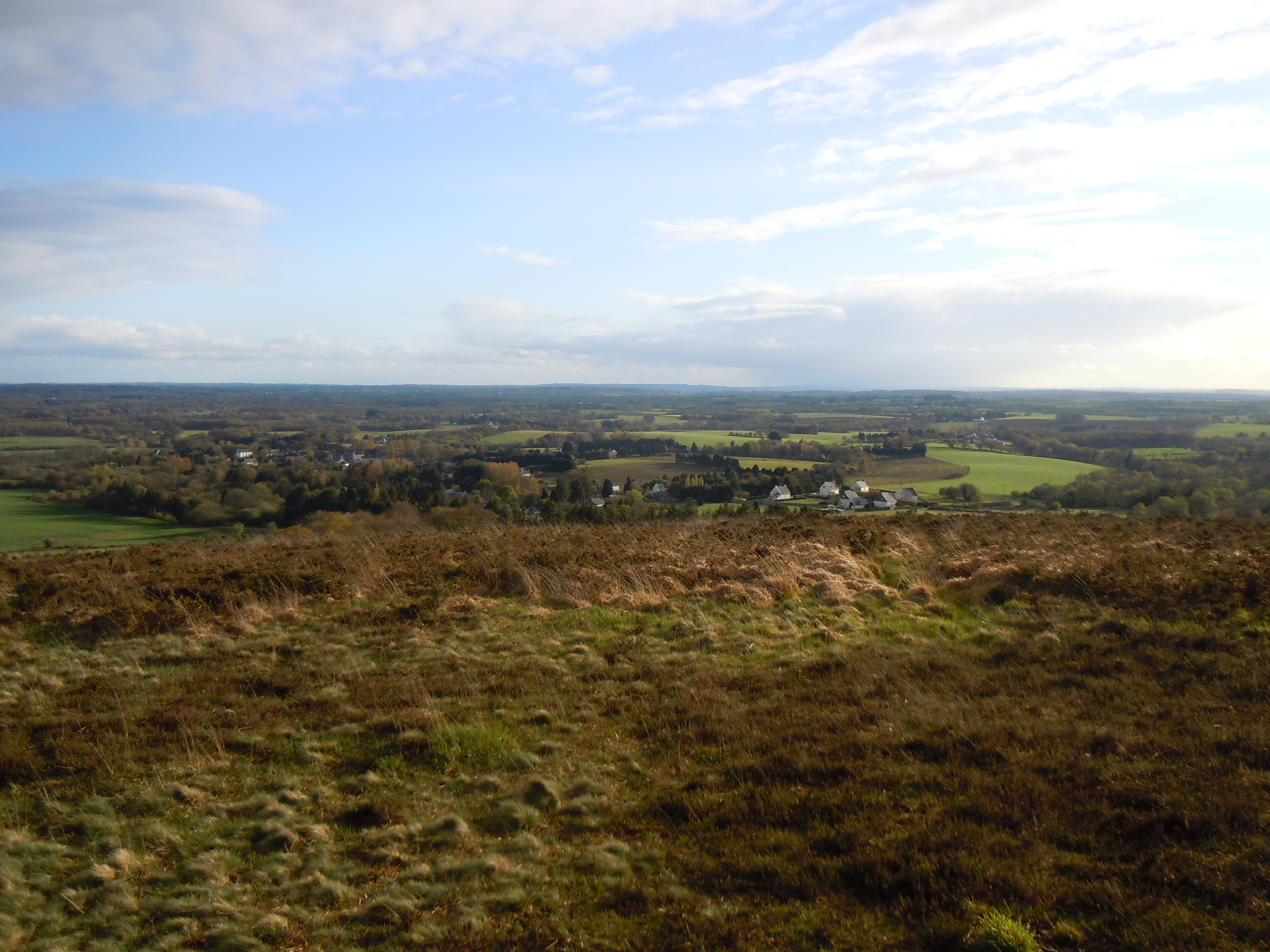
Vue de la calotte Saint Joseph (commune de Langonnet) en direction du sud depuis le sommet. Commune où Alan Stivell s'installe en 1974.

L'année suivante, pour se reposer, il s'installe dans une ferme à Langonnet, territoire dont sont originaires ses ancêtres paternels, et y produit E Langonned (À Langonnet).
Il s'inscrit dans une évolution en spirale avec un côté binaire : racines intériorisées contre extériorisation par l'électrification[Quoi ?].
Il fonde son propre label Keltia III.
Il se produit les 26 et 27 novembre 1974 dans un National Stadium de Dublin. L'enregistrement des deux concerts est publié au printemps 1975 sous la forme de l'album live E Dulenn. Le titre Délivrance est ouvertement militant ; c’est la double affirmation d’une Bretagne, partie intégrante  de la « Celtie » elle-même terre de croisement ouverte sur le monde dans le respect d’autrui. Le magazine anglais NME lui consacre un article et le magazine Best le classe en quatrième position, dans la catégorie « Groupes-chanteurs-musiciens français » (après en avoir fait sa couverture la même année).
Pendant les mois qui suivent, Alan Stivell, accompagné de ses musiciens, fait une série de concerts en Europe : le Palais des sports de Paris, à guichet fermé du 16 au 26 janvier 1975 avec le même succès public (50 000 personnes). Un mois auparavant, le 20 décembre 1974 à Saint-Mandé, Alan Stivell avait rendu un dernier hommage à son père Georges Cochevelou, inhumé à Gourin. En septembre 1975, il joue pour la Fête de l'Humanité et fait se lever et danser sous la pluie les 80 000 spectateurs sur la suite Metig. En décembre 1975, il se sépare de ses musiciens, à l'exception de Dan Ar Braz. Alan Stivell se produit une semaine au Royaume-Uni, dont le 26 janvier au Royal Albert Hall de Londres (celui-ci fait suite avec ses concerts des années précédentes au Queen Elizabeth Hall et au Royal Festival Hall). En 1976, il enregistre Trema'n Inis : Vers l'île, un hommage à son père récemment décédé (il y joue deux des compositions de son père sur la première harpe que ce dernier lui a construite). Consacré aux poètes bretons du XXe siècle, cet album intimiste paraît fin 1976, en pleine période de grève des médias (il s'en vend tout de même 30 000 exemplaires en un an) et continue à se vendre dans le monde.
En 1977, son huitième album professionnel Before landing (« Avant d'accoster ») est un album-concept. Militant, rythmé par du rock progressif, il lui permet d'aborder l'histoire de la Bretagne en dix chansons, pour une « libération nationale » et contre une histoire « falsifiée par la bourgeoisie » selon ce qu'il écrit sur la pochette. En 1977, Alan Stivell effectue une tournée d'une quinzaine de dates en Australie, remplissant tous les palais des sports et grandes salles des principales villes ; une partie de la jeunesse, principalement étudiante, le plébiscite. Alan Stivell joue ensuite aux Halles de la Villette (le dernier concert accompagné de Dan), à Dublin avec les Chieftains, au Canada, à la Fête de l'Humanité où sont présents entre-autres Deep Purple, Peter Gabriel, Joan Pau Verdier. Sorte d'écho au disque E Langonned, le 33 tours Un dewezh 'barzh 'gêr (« Une journée à la maison ») marque en 1978 sa séparation définitive d'avec Dan Ar Braz (tout en y jouant sur un titre, Ar chas doñv...) et d'avec Philips, pour être distribué par CBS Records (Sony Music). Il effectue une tournée en Bretagne avec l'Union démocratique bretonne, puis en France (Printemps de Bourges), avec un passage à l'été 1978 par l'Irlande le temps d'un concert filmé donné au festival Siamsa Cois Laoi de Cork, et enfin à l'étranger (Amérique du Nord, Scandinavie). À l'issue de son concert au festival interceltique de Lorient, la chanteuse folk américaine Joan Baez danse pieds nus, avec Alan, la gavotte et l'an-dro, dans les rues de Lorient.

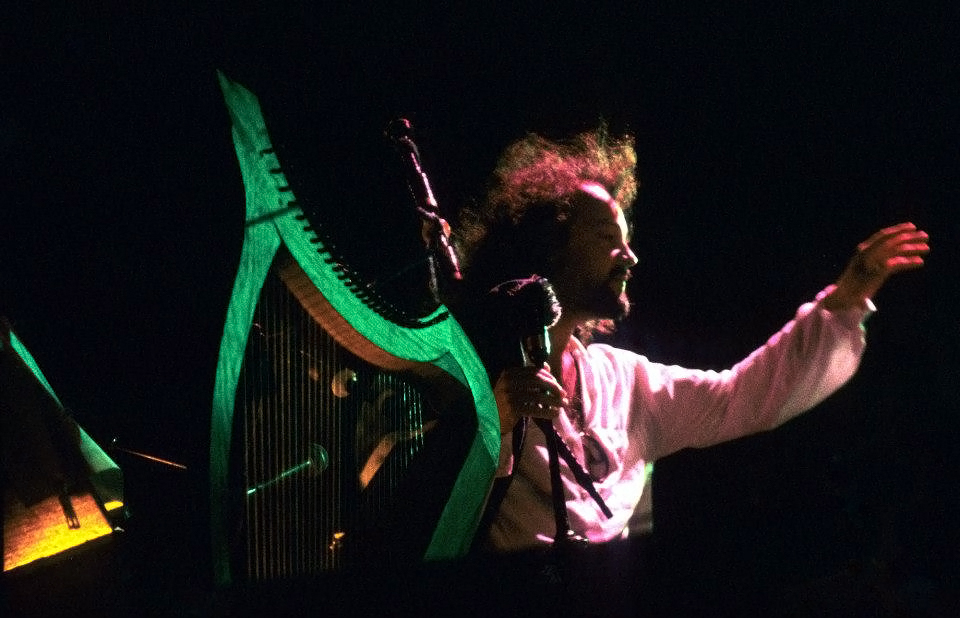
La première représentation publique de la Symphonie celtique : Tír na nÓg a lieu le 3 août 1980 au stade de Lorient.

En 1979, il publie l'album live International Tour: Tro Ar Bed. La même année, il enregistre et publie sa Symphonie celtique : Tír na nÓg (« Pays de l’éternelle jeunesse » en gaélique), œuvre concept qu'il rêve de composer depuis la révélation qu'il eut en entendant la Kantadenn Penn ar Bed, « Cantate du Bout du Monde » de Jef Le Penven en 1959 à l'âge de quinze ans. Il y exprime trois tensions (ou « cercles de vie ») : une première individuelle qui conduit au dépassement de soi, une autre communautaire vers la société idéale vivant en harmonie, et une tension universelle vers l'absolu, le paradis, l'infini. Cette œuvre marque le début d’un courant bien implanté par la suite, le cross-over. Il en était un des pionniers, mais encore aujourd’hui, sont très rares les compositeurs mêlant une multitude de cultures et de courants musicaux. En effet, il y mêle la musique celtique à la musique symphonique, au rock, au jazz-rock, avec des incursions électroniques et des influences ethniques les plus diverses : quena des Andes, sitar indien. Il fait traduire ses propres textes en tibétain, algonquin, sanskrit, berbère, quechua, irlandais et les chante dans ces langues, lui-même ou par d’autres interprètes qu’il a choisis. Car, pour lui, cette symphonie celtique est une symphonie universelle. Stivell se déclare « citoyen du monde de nationalité bretonne ».

### Albums studio

Keltia III, label discographique fondé en 1974 par Alan Stivell.

#### Années 1980: une renommée internationale

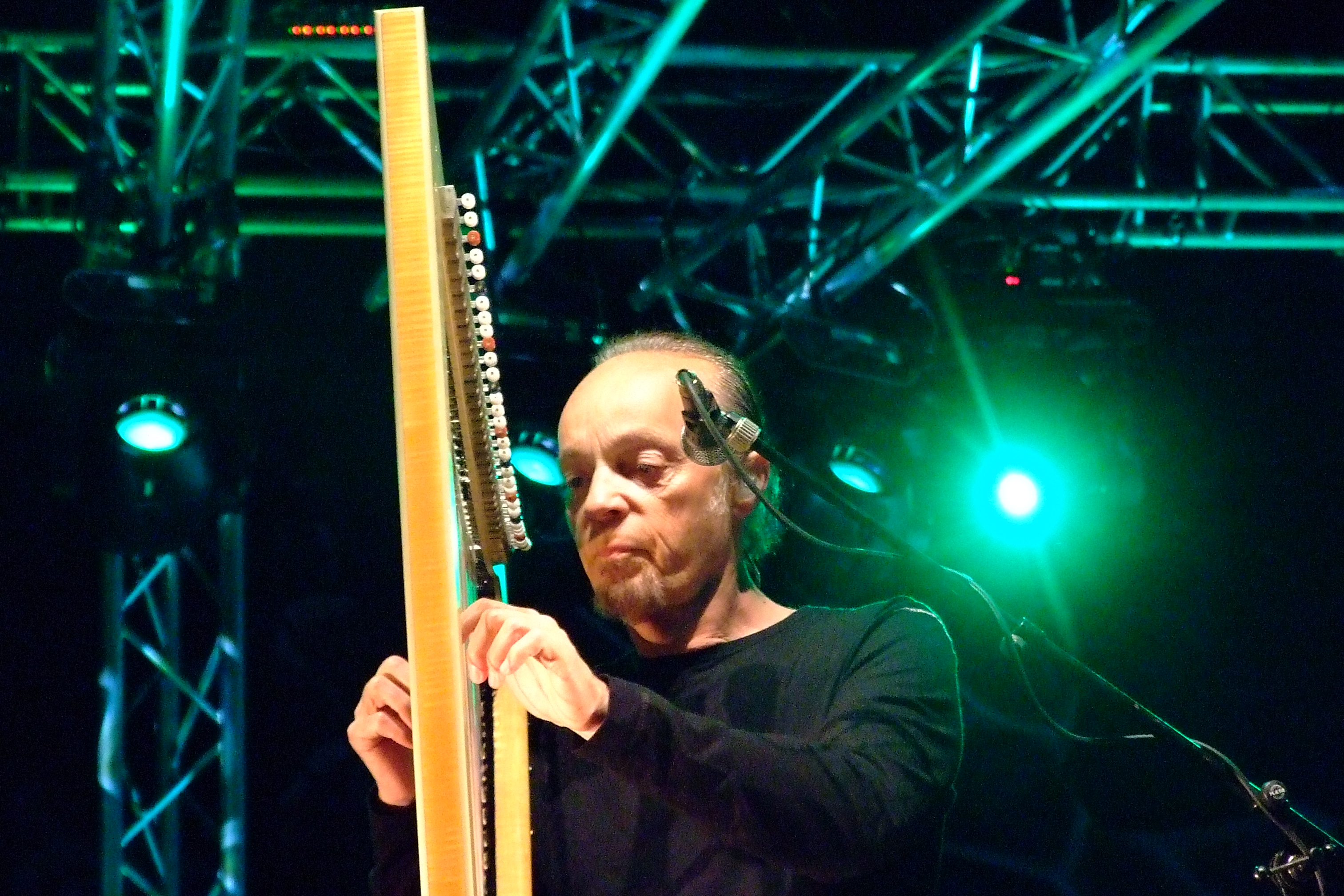
Stivell en concert à Nuremberg (Allemagne) en 2007 en musique (tournée Explore).

Le 3 août 1980, la Symphonie celtique est exécutée par 300 musiciens au festival interceltique de Lorient devant 10 000 spectateurs réunis au stade du Moustoir. Cette fusion symphonique et celtique est une première au festival.
Durant les années 1980, la carrière d'Alan Stivell est un peu en retrait de la scène française. Mais, contrairement à d’autres artistes bretons, il continue à tourner régulièrement, notamment dans les grandes salles d’Allemagne, de Grande-Bretagne et des États-Unis où il effectue plusieurs tournées, reconnu depuis l’album Renaissance de la harpe celtique et assimilé à la tendance new age de l’époque, ainsi qu'en Italie. Dans ce pays, ses concerts attirent un public de plus en plus important : 12 000 spectateurs à Rome, 14 000 spectateurs à Milan (tournée des stades et des parcs en 1980). Pour sa promotion et communication, il complété depuis les années 1970 le service de presse des maisons distributrices en engageant une attachée de presse.
Trois disques seulement vont être enregistrés pendant la décennie des années 1980. En 1981, Terre des vivants : Bed an dud vew, contrepoint du paradis Tir Na Nog de sa Symphonie, est un album aux sonorités plus pop-rock et electro-rock, alors que Légende (Mojenn), sorti deux ans plus tard, marque une accentuation de tendances électronique et new age. Fin 1981, il rencontre une nouvelle fois le succès en Amérique du Nord, comme au Beverly Theater à Los Angeles, au Town Hall au cœur de Broadway à New York ou à Ottawa. Il se rend jusqu'en Australie et se produit à nouveau à Bobino. Il chante en duo avec Angelo Branduardi à l'émission « Le Grand Échiquier » de Jacques Chancel le 31 mars 1982, mêlant guitare, violon et harpe sur The Trees they grow High et la Suite des Montagnes. Il participe à la première Fête de la musique en juin 1982 et se produit à Bobino.
L'univers métaphysique celtique de l'album Légende (Legend en anglais et Mojenn en breton) apparaît en 1983. Les six premiers titres sont composés pour le film Si j'avais mille ans, une légende bretonne éternelle, de Monique Enckell. Alan Stivell s'implique dans le tournage du film aux côtés de la réalisatrice, inspiré de la légende léonarde d'Azenor et tourné en Bretagne. En 1983, il joue sur deux titres de l'album d'Angelo Branduardi Cercando l'oro ; la même année, il reçoit le prestigieux prix italien « Premio Tenco » qui couronne l'ensemble de son œuvre discographique et le magazine Rolling Stone classe le Live At The Olympia, sorti en 1972, parmi les trente meilleurs albums mondiaux de l'année 1972 (« five-star rated albums »). L'album Renaissance de la harpe celtique, qui date lui aussi de 1972, est nommé aux Grammy Awards en 1984. En 1985, sortie de l’album Harpes du Nouvel Âge, disque instrumental où il utilise uniquement ses harpes, dont ses nouveaux prototypes électro-acoustiques et électrique. L'album lui vaut ainsi un Indie Award en 1986, une récompense attribuée par l'association des producteurs et distributeurs de musique indépendants aux États-Unis. Il signe pour son label Keltia III en 1987 un contrat de distribution chez Dreyfus Music qui réédite par la suite la plupart de ses disques. Même s'il ne sort pas d'album pendant six ans, il tourne énormément. Ceci pendant qu’il s'initie à la musique assistée par ordinateur depuis le milieu des années 1980, en même temps qu’il élabore selon cette nouvelle technique l’album The Mist of Avalon. Si on entend moins parler d’Alan Stivell dans l’hexagone, le monde le découvre de plus en plus : le Kurde Tara Jaff, l'Australienne Louisa John-Krol, Maartin Allcock de Fairport Convention et les Britanniques Tony Dixon, Van Morrison, et Kate Bush avouent être devenus fans du harpiste breton et s'inspirer de sa musique.

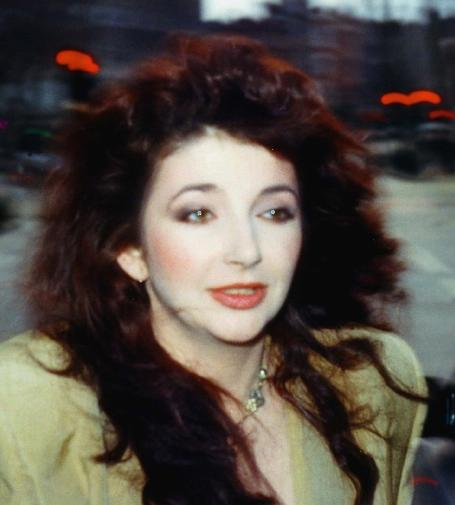
Kate Bush l'invite en 1989 sur son album The Sensual World et elle interprète Kimiad dans l'album Again.

En février 1986, il entreprend une tournée nord-américaine sur la côte Ouest et il effectue en juillet sur la côté Est sa huitième tournée. Courant 1986, il joue en Bretagne dans les églises de Quimper, Landerneau et Plabennec entre autres et se produit dans plusieurs festivals français (Printemps de Bourges, Lorient, Colmar) ainsi que dans le Sud de l'Europe (Galice, Porto).
En 1987, il réalise la tournée Delirium en France principalement. La face A du 45 tours Delirium évoque ses démêlés avec le clergé quimpérois voulant l'interdire de cathédrale pour paganisme tandis que la face B, Waraok Brest-Armorique, rend compte du succès rencontré par le Brest Armorique FC dans l'élite du football français. En 1989, Kate Bush l'invite sur son album The Sensual World, auquel participent aussi Nigel Kennedy, David Gilmour (de Pink Floyd), Davy Spillane, John Sheahan (The Dubliners) et le trio Bulgarka.
L'année 1989 annonce le retour d'Alan Stivell sur le devant de la scène. Participant cette année-là à l'album de Kate Bush, il rencontre, durant l'enregistrement, Davy Spillane et Charlie Morgan, par ailleurs batteur d'Elton John. Il recrute ensuite Patrice Tison, guitariste de Magma. Certains de ces musiciens et Kate participent à son album 16 titres inspiré de la légende arthurienne, The Mist of Avalon, une évocation des personnages principaux de la légende du roi Arthur. Ce travail, assisté par ordinateur, commencé en 1985 et finalisé en 1991 (retard de sortie en partie dû aux rapports avec la maison de disques de Kate Bush), fait entendre pour la première fois de nettes influences electro (electro beats celtic) et techno dans Gaelic Tribes Gathering. C’est à ce moment que le public commence à s'intéresser de nouveau à la musique celtique. La musique dite new age (acoustique ou électronique ou les deux), planante, zen, méditative, onirique et souvent répétitive, appelée aussi Ambient est devenue à la mode dans certains milieux. La musique new-age n’est pas aux antipodes d’un aspect de la musique celtique (un titre comme Ys, datant de 1972, peut y être associé). Et la décennie 80 intègre l’influence celtique dans de nouveaux domaines comme le cinéma, sans oublier - à l’opposé - l’arrivée du punk-folk des Pogues. Tout ceci pouvait préparer un climat favorable à une nouvelle vague celtique.

#### Années 1990: la deuxième vague celtique

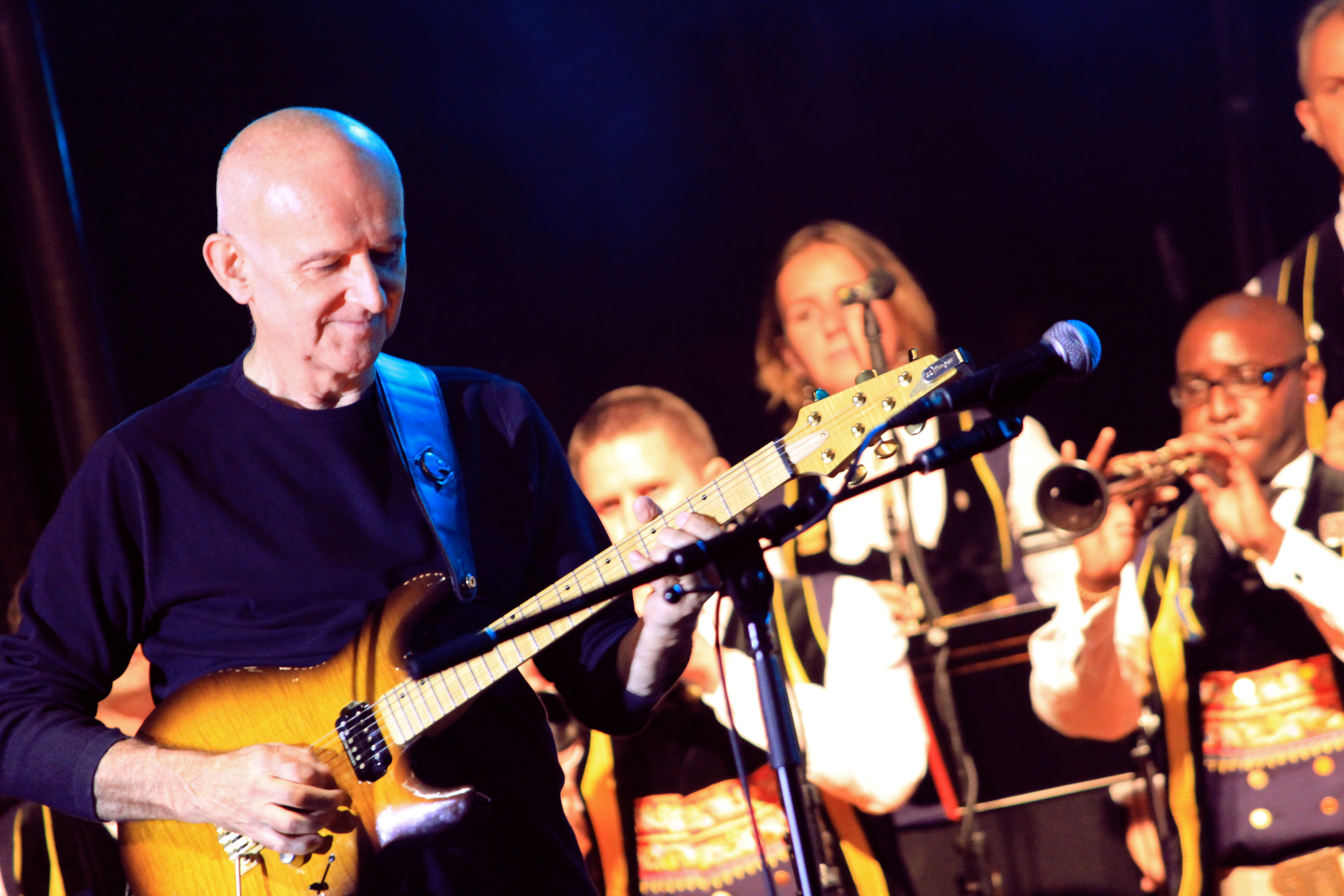
Avec son Héritage des Celtes, Dan Ar Braz a également relancé l'engouement celtique (ici en 2012 avec Celebration).

En 1993, pour son dix-septième album Again, plutôt que d’éditer une compilation, il écrit de nouvelles déclinaisons de ses arrangements sur les titres plébiscités par le public. Parmi les interprètes invités, il invite plusieurs de ses amis. Parmi eux, deux musiciens tchèques qui l’avaient invité à Prague pour fêter la révolution de velours. Ils seront de la tournée qui suivra. Dix-sept titres qui ont touché les gens dans les années 1970 sont ré-enregistrés. Plus rock et binaire, cette « revisite » est un grand succès : l'album se vend à 100 000 exemplaires en France en quelques semaines, avec jusqu'à 1 000 albums vendus par jour à l'hiver 1993-94, pour atteindre plus de 300 000 exemplaires au total. Alan Stivell, sa maison d'édition Keltia III et la distribution Dreyfus-Sony font de gros efforts promotionnels, notamment pour la campagne publicitaire sur la chaîne de télévision TF1. Ces investissements permettent une relance de la musique celtique auprès du grand public breton et hexagonal. La même année, Dan Ar Braz et Jakez Bernard fédèrent de nombreux artistes autour du projet de l’Héritage des Celtes, qui a pour ambition de présenter la richesse de la musique celtique dans toute sa diversité. À l'occasion du Festival de Cornouaille 93, Alan Stivell participe au baptême de l'aventure de l’Héritage des Celtes, qui confirme la deuxième vague de popularité de la musique celtique. L'album Again est nommé aux Victoires de la musique dans la catégorie « Album de musiques traditionnelles de l'année ».
En décembre 1993, Stivell reçoit le titre de « Breton de l'année » décerné par le mensuel Armor Magazine et, en 1994, le collier de l'ordre de l'Hermine à Vannes, récompensant les personnalités qui œuvrent pour le rayonnement de la Bretagne. Il participe au concert de solidarité, au palais omnisports de Rennes, pour la reconstruction du parlement de Bretagne, incendié par une fusée de détresse le 4 février 1994 lors d’affrontements entre pêcheurs et forces de l’ordre. Sa reconstruction symbolise celle d'une identité bretonne.

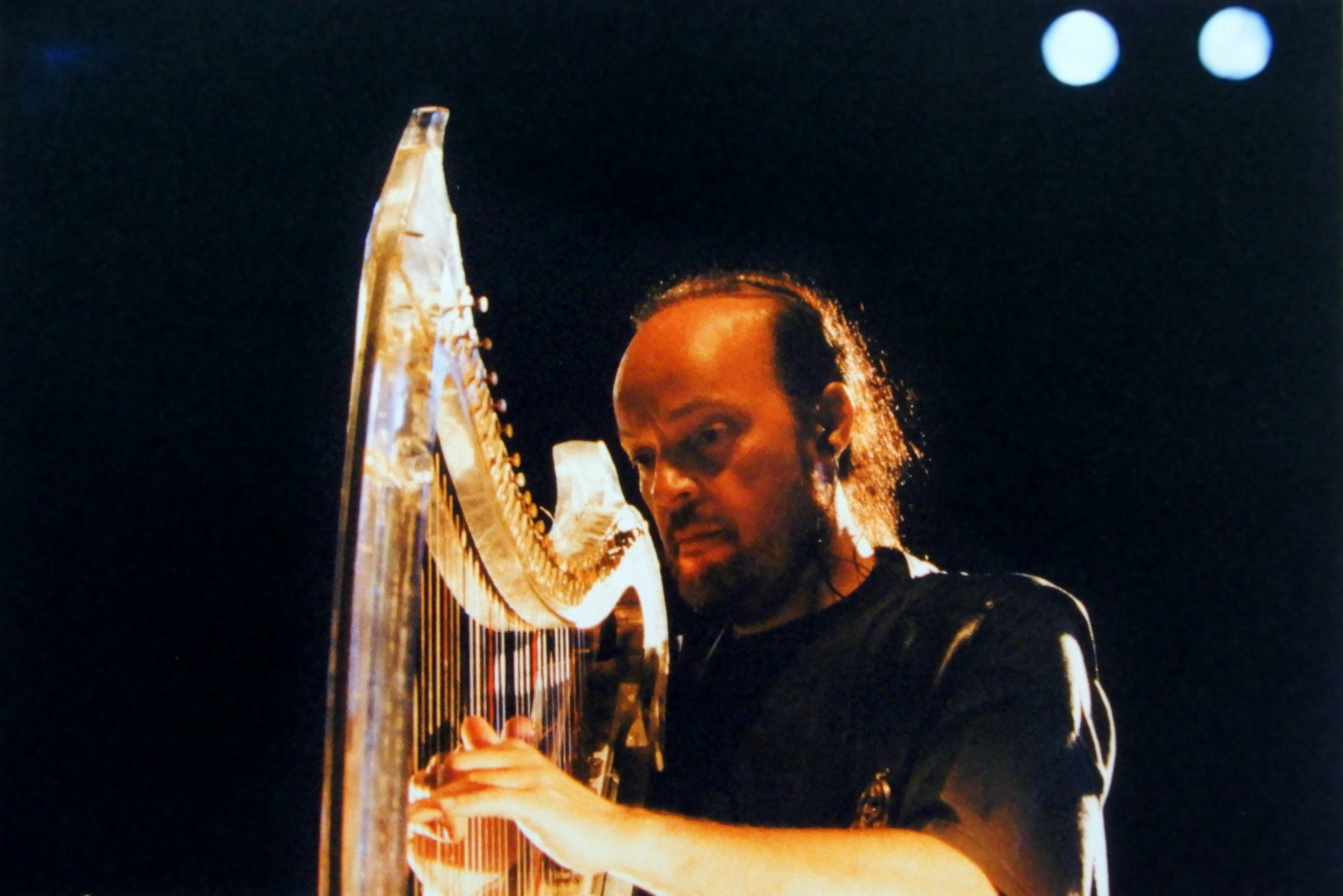
Tournée Brian Boru à La Baule en 1996.

Un an plus tard, c'est la sortie de Brian Boru, du nom du roi d'Irlande Brian Boru qui régna au XIe siècle, dans lequel il reprend et arrange des thèmes musicaux traditionnels, aidé par le producteur Martin Meissonnier, avec un ton résolument moderne. Pour la première fois, un titre s'inspire du hip-hop et du rap, sur la base d'une danse bretonne, nommé Let the Plinn. Sont inclus également des compositions et textes personnels, dont Parlament Lament, consacré au parlement de Bretagne. Le 22 juin 1995, il est invité au concert en faveur de l'Algérie au Zénith de Paris, organisé par les chanteurs berbère Idir et oranais Khaled. En 1993, Idir l'avait invité sur son album Les Chasseurs de lumière pour chanter en duo Isaltiyen, mélangeant breton et kabyle, et pour jouer de la harpe et de la cornemuse. Il effectue une grande tournée organisée par Diogène Productions – notamment un concert à Brest-Penfeld avec la Kevrenn Brest Sant Mark devant 5 000 personnes dont beaucoup de jeunes, à Paris (Bataclan, Casino de Paris) et une prestation au festival rock des Trans Musicales de Rennes avec les Tambours du Bronx (qui l'accompagnent également lors d'une Rave noz en 1997 à Rennes) –, conclue en 1996 devant 60 000 personnes pour la Fête de l'Humanité à Paris. Il réalise une nouvelle tournée en Amérique du Nord en 1997 (Atlanta, Washington, New York, Boston, Québec, Montréal).
En 1998, toujours soucieux de placer des passerelles entre les cultures et les musiques, il sort 1 Douar (« Une Terre », un village ou la planète), sur lequel il invite Youssou N'Dour (langue wolof), Khaled (langue arabe), Jim Kerr (du groupe Simple Minds), John Cale, Paddy Moloney (des Chieftains), et d’autres artistes. Résolument celte mais aussi métisse et futuriste (sample des sœurs Goadec), il est un aboutissement dans ses recherches sur le métissage musical. À la fin de l'année, il retrouve l'Olympia, où il invite Youssou N'Dour pour un duo, et reçoit le « grand prix de la musique traditionnelle » décerné par la SACEM. Yann Lukas, journaliste à Ouest-France, pose la question de l'éloignement des registres breton et celtique par les métissages ou expérimentations. Dans le même quotidien, Jean Romer note, à l'occasion du festival de Cornouaille : « Mais Stivell n'est pas qu'un mythe. Il est le futur en marche d'une musique bretonne qui rassemble toutes les influences celtes ». Ces contradictions révèlent la nécessité d'un temps d'adaptation pour le public confronté à l'évolution d'une musique, et en particulier de celle d'un artiste. 1 Douar est unanimement salué à l'étranger, comme au Lincoln Center de New York devant 4 000 personnes, en outre-mer comme sur l'île de La Réunion. Il est également nommé aux Victoires de la musique 1999. Le 16 mars 1999, il est une des têtes d’affiche d’un grand spectacle au palais omnisports de Paris-Bercy à l'occasion de la fête de la Saint-Patrick où prend part également l’Héritage des Celtes. Devant 17 000 personnes, le concert est marqué par les retrouvailles avec Dan Ar Braz, l'hommage aux sœurs Goadec, An Alarc'h et le Tri martolod final. Bretagnes à Bercy, le double-album de l’événement, réunit les plus grands musiciens bretons qui interprètent, entre autres, sept titres avec Alan Stivell.

#### Années 2000: «Back to Breizh»

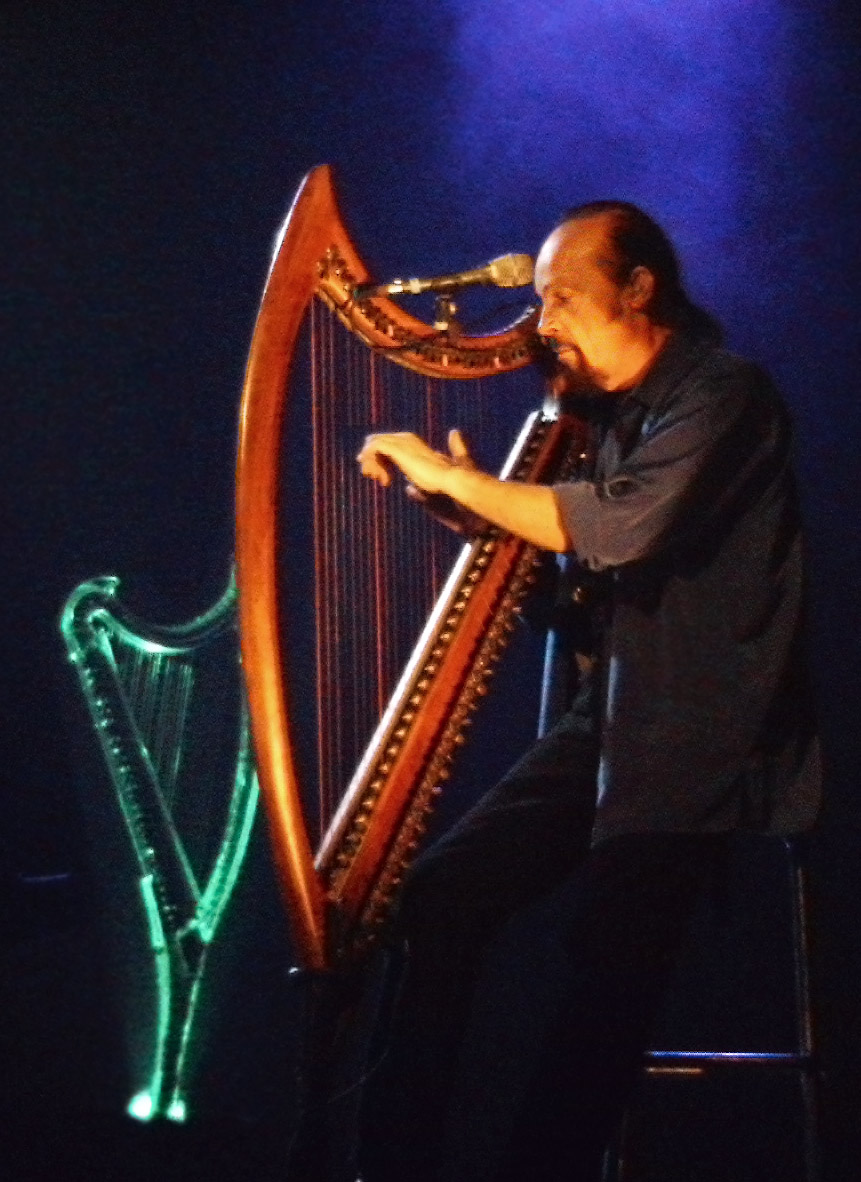
Tournée des 50 ans de la harpe celtique en 2003.

Avec Back to Breizh, sorti en 2000, au travers des compositions personnelles, Alan Stivell s'attache à rappeler ce que la Bretagne doit apporter avant tout au nouveau siècle, son identité et un retour à une Bretagne plus concrète (comme dans Ceux qui sèment la mort). Stivell effectue une tournée à succès avec plus de 80 dates dans dix pays, dont un passage en Bretagne sur la scène Glenmor du festival des Vieilles Charrues.
En 2002, Au-delà des mots est une œuvre instrumentale où les harpes sont au premier plan : il joue de six harpes différentes. C’est le Stivell harpeur qui montre encore une nouvelle approche, où se marient des sonorités acoustiques très pures avec la création électronique assistée par ordinateur. C'est aussi, en quelque sorte, un retour aux sources, car cet album instrumental est centré sur la harpe comme son Renaissance de la harpe celtique. Le 15 mars 2003, Alan Stivell clôt la seconde Nuit Celtique devant les 68 000 spectateurs réunis au Stade de France, avec un Tri martolod et le final de la Symphonie celtique. Il démarre en juin sa tournée internationale du 50e anniversaire de la harpe celtique, qui passe par les pays frontaliers de la France, les pays celtiques, la République tchèque, la Tunisie et se termine en 2005.

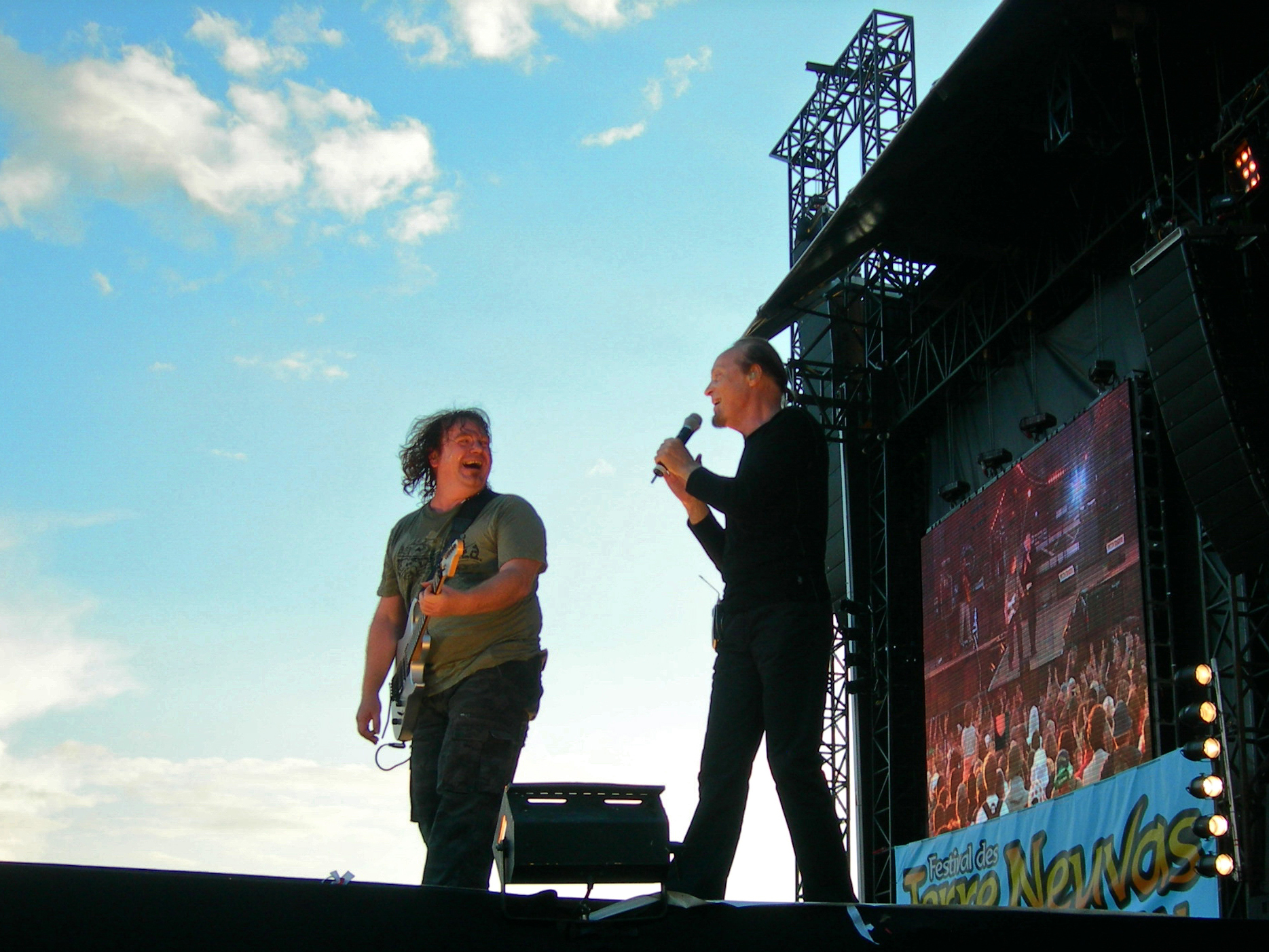
Collaborations avec le guitariste Pat O'May, ici au festival des Terre-Neuvas en 2007 devant 45000 personnes.

En 2004, pour fêter le cinquantenaire du renouveau de la harpe celtique en Bretagne, en collaboration avec Jean-Noël Verdier, Alan Stivell publie Telenn, la harpe bretonne, un livre relatant l’histoire de l’instrument. En 2004 également, sort un coffret CD-DVD intitulé Parcours, recueil de rééditions et de nouveautés (quatre titres issus de la tournée précédente et des images inédites), qui est certifié DVD d'or. En 2006, l'astéroïde AL46, découvert en 2000, est baptisé Stivell en son honneur par l'astronome tchèque Miloš Tichý. En mars 2006 sort un 22e album avant-gardiste, intitulé Explore, où s'affirme une orientation plus électronique et sur lequel il assure lui-même une part importante des programmations, mélangeant notamment la cornemuse électronique et son tout nouveau prototype de harpe électrique. Ce disque est accueilli avec enthousiasme par la presse hexagonale – notamment les « quatre clefs Télérama », « disques de l'année » 2006 par Libération – et étrangère.
Explore est suivi de trois années de tournée. À l’occasion des rencontres poétiques internationales de Bretagne du 7 octobre 2006, il reçoit le prix d'honneur Imram pour l'ensemble de ses textes. En septembre 2007, parrain de la Breizh Touch à Paris, Alan Stivell reçoit, le jour précédent, des mains de Michel Drucker, le neuvième disque d'or de sa carrière. Pour la Saint-Patrick, en mars 2008, il joue au Zénith de Caen et au palais omnisports de Paris-Bercy. En juillet, il ouvre les festivités du départ du Tour de France, à Brest, et termine sa tournée au festival de Cornouaille à Quimper.

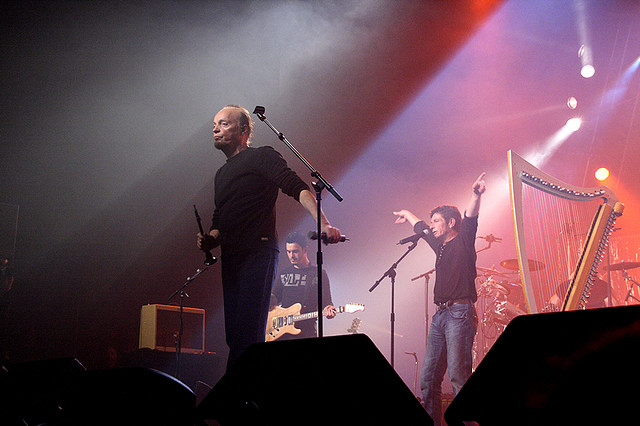
En 2009, il anime le grand fest-noz de 7000 personnes du festival Yaouank, dont cinq titres sont « diskanés » par Dom DufF.

Au Stade de France, le 9 mai 2009, lors de la finale de la coupe de France de football qui oppose les deux équipes bretonnes Rennes et Guingamp, Alan Stivell rejoint sur la pelouse le bagad Gwengamp pour Tri martolod et réussit à chanter a cappella l'hymne breton Bro gozh ma zadoù à la fin de la rencontre. Le 4 juillet, il est élu président d'honneur du Conseil culturel de Bretagne, créé à l'instigation du conseil régional et de son président Jean-Yves Le Drian. Siégeant pour trois ans, son rôle est la communication autour de la culture bretonne.
Le 22 octobre 2009, Alan Stivell publie Emerald, un album qui rappelle les noces d'émeraude (40 ans depuis son premier album Reflets) et la couleur Glaz (bleu-vert) mais également, de par les sonorités rock & folk, ses albums précédents comme Back to Breizh sorti dix ans plus tôt ou Chemins de Terre paru en 1973. La tournée Emerald dure trois ans, avec la présence, sur des dates en Bretagne, de l'Ensemble choral du Bout du Monde qui interprète Mac Crimon.

#### Années 2010: des événements rassembleurs

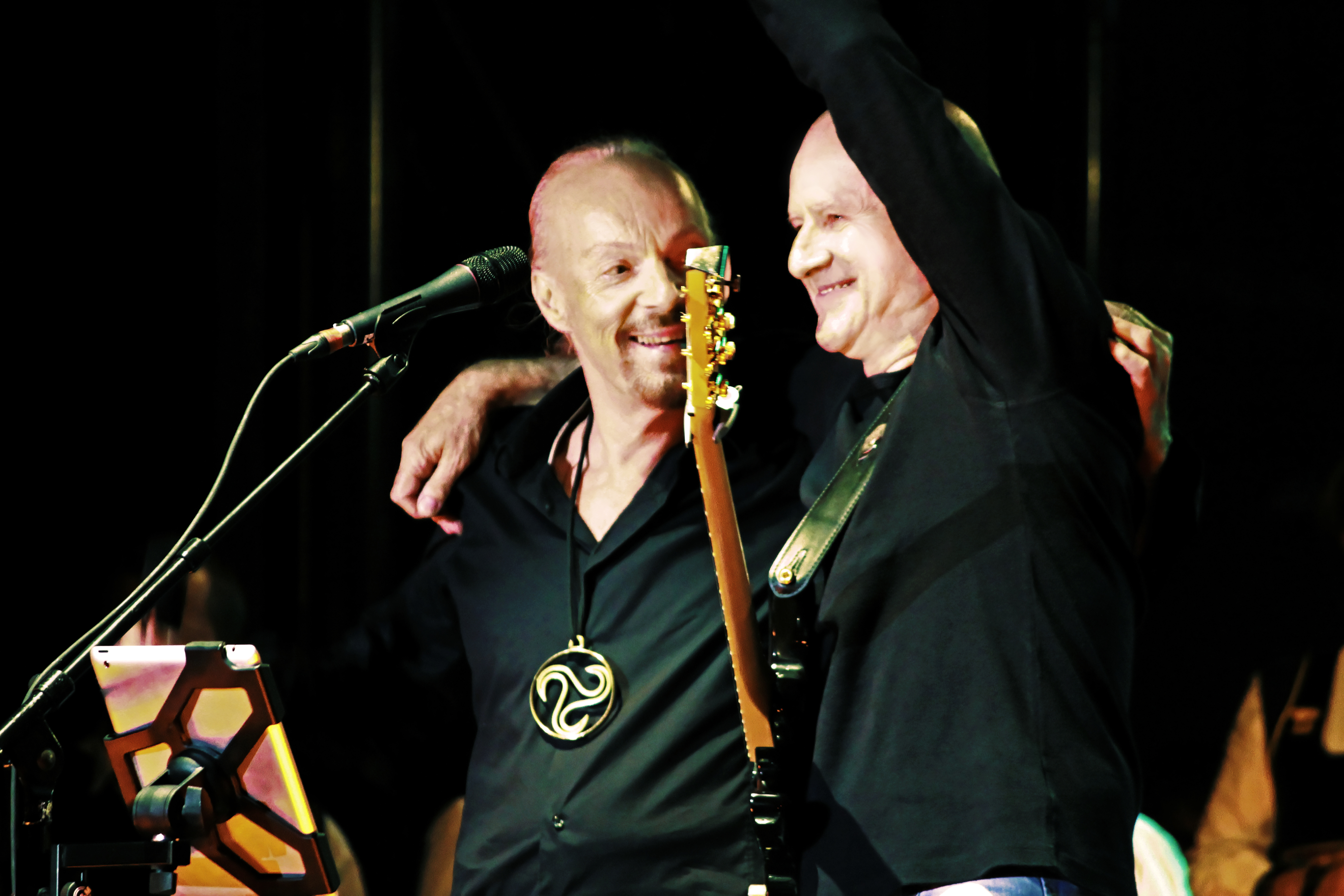
Retrouvailles avec Dan Ar Braz au festival interceltique de Lorient en 2012.

Le 14 mai 2011, Alan Stivell reçoit le premier prix « Bro Gozh », pour sa contribution à la promotion du Bro gozh ma zadoù et interprète l'hymne avec un chœur, ainsi que le poème Buhez ar Voraerion de Yann-Ber Kalloc'h. Sa prémonition de 2009 selon laquelle une troisième vague celtique arrive, incarnée par une nouvelle génération d'artistes, démarre de son point de vue avec le succès de Nolwenn Leroy qui souhaite réinterpréter, sur son album Bretonne, les chansons qui l'ont influencée en une sorte d'hommage et les faire découvrir à sa génération. Il se passe un échange réciproque entre générations, elle qui a 28 ans en 2011, le même âge qu'Alan Stivell en 1972. Il participe en « guest » en duo avec elle à plusieurs de ses concerts : à La Carène (Brest), aux Francofolies, au Zénith de Paris, la Foire de Colmar 2012, au festival Muzik'Elles.

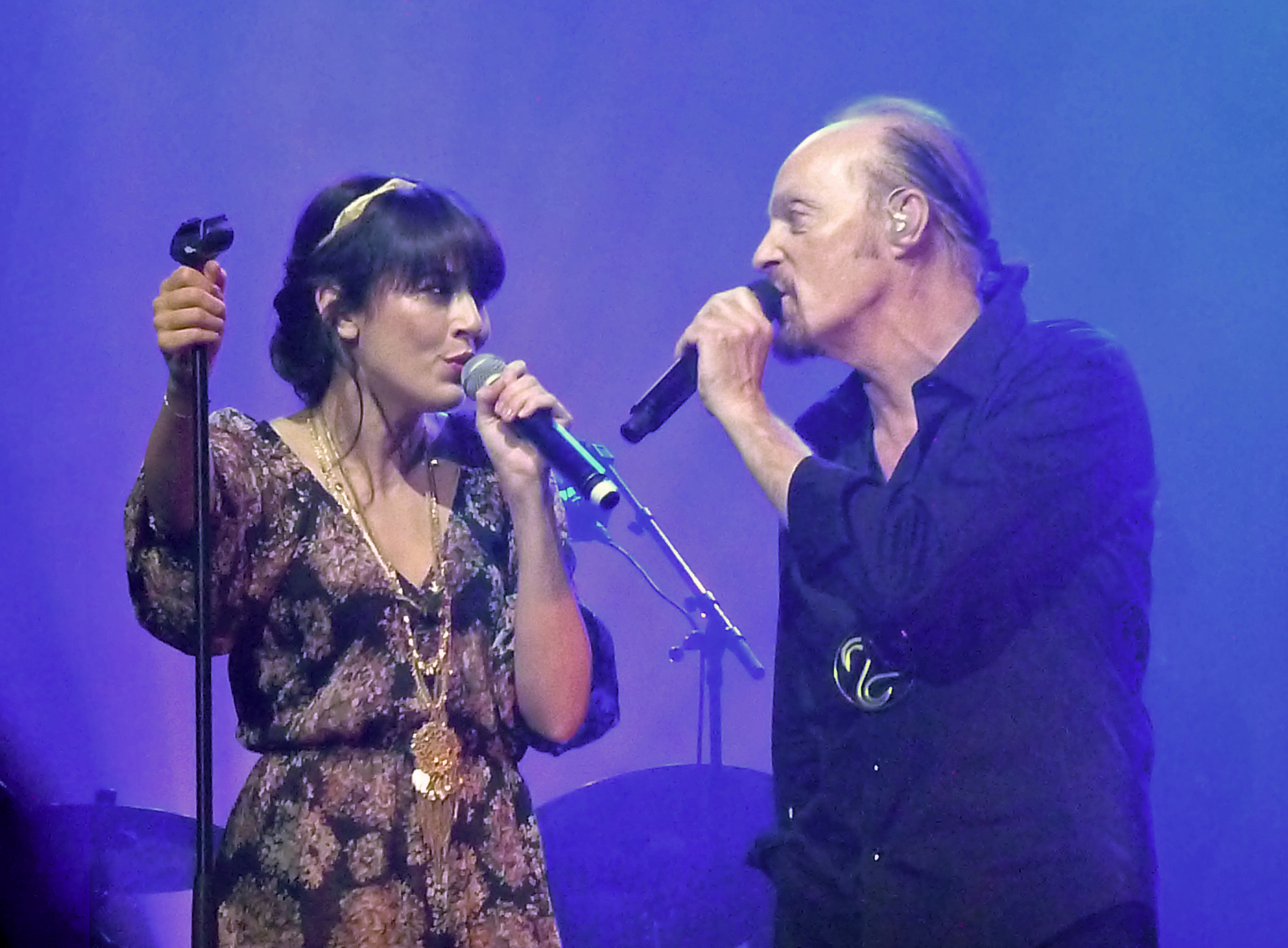
Partage de moments musicaux avec Nolwenn Leroy, comme le 16 février 2012 pour son concert anniversaire à l'Olympia.

En février 2012, deux événements marquent le 40e anniversaire du concert historique d’Alan Stivell le 28 février 1972 dans la salle mythique de l'Olympia. Le 13 février, Mercury (Universal) publie un best-of, Ar Pep Gwellañ en breton, comprenant l’enregistrement remastérisé du concert de 1972. Le 16 février, Alan Stivell donne un concert exceptionnel à l'Olympia avec ses musiciens habituels auxquels s'ajoutent, en invités « spéciaux », Dan Ar Braz et René Werneer, tous deux déjà présents à ses côtés en 1972 (cela fait alors 35 ans qu'Alan n'a pas rejoué avec René), Nolwenn Leroy et le bagad Quic-en-Groigne de Saint-Malo mais aussi, en invités surprise, l'Écossaise Joanne McIver, Pat O'May, Robert Le Gall (directeur musical d'Alan dans les années 1990) et Kévin Camus.
En mai 2012 paraît aussi une biographie, intitulée Alan Stivell, écrite par l'écrivain et historien Laurent Bourdelas, réactualisée en 2017. Le 30 mai, Alan Stivell reçoit les insignes de commandeur des Arts et des Lettres des mains de son ami Claude Lemesle, vice-président de la Sacem. Le 22 juillet 2013 sort chez Universal le CD/DVD 40th Anniversary Olympia 2012. Le 16 octobre 2013, Alan Stivell publie chez Arthaud le livre Sur la route des plus belles légendes celtes coécrit avec Thierry Jolif autour de la mythologie celtique et agrémenté des photos d'Yvon Boëlle.
Divers événements musicaux, littéraires et politiques s'étant produits depuis 2012 font qu'Alan Stivell retarde la finalisation de son 24e album. Le concept de l'album AMzer (« temps ») est présenté en juin 2015, avant la diffusion du clip de NEw' AMzer (« printemps ») et la sortie officielle le 2 octobre. Autour d'une conception sonore électronique et onirique[Lequel ?], il navigue au gré des saisons et met en valeur la poésie, dont les haïkus japonais. L'album obtient les 4 clés Télérama, un « coup de cœur » de L'Humanité et une large diffusion malgré son caractère intimiste et expérimental. La tournée « 50+ AMzer Tour » comprend à la fois un nouveau spectacle avec les musiciens présents sur l'album et une partie anniversaire reprenant les grands titres des 50 ans de carrière de l'artiste.

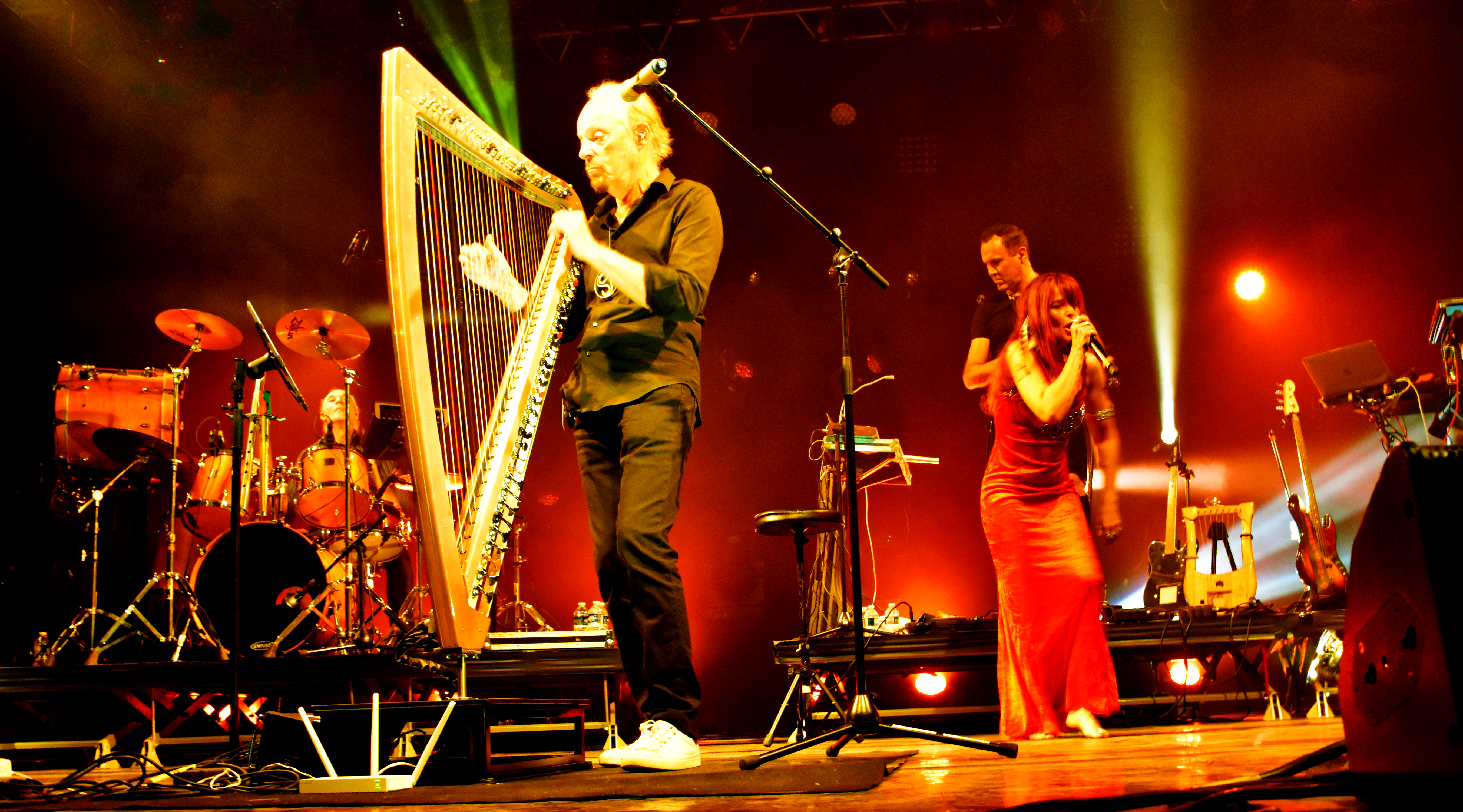
Dernier concert de la tournée Human~Kelt sur l'île Tatihou en 2019, avec Kohann au chant.

Le 17 mars 2018, au soir de la Saint-Patrick, Alan Stivell se produit à l'Olympia, avec un nouveau spectacle, après 50 ans de scène. Avec ce spectacle, Stivell pose les bases d'un nouveau projet – important pour lui – de mise en valeur de son large répertoire : une rétrospective qui prend la forme d'une anthologie, Human~Kelt, comprenant des titres revisités et des titres inédits. Ce 25e album – auquel participe une douzaine d’invités internationaux – sort le 26 octobre 2018 chez World Village (PIAS). La tournée Human~Kelt démarre le même jour, près de Lorient. Le 10 janvier 2019, l'Académie Charles-Cros lui décerne le prix In Honorem récompensant l'ensemble de son œuvre dans la catégorie « musiques du monde ». Il interprète l'hymne breton sur la pelouse du Roazhon Park lors de derbys bretons en 2019 et 2020. En août 2019, il est invité à jouer au festival de heavy-metal Motocultor à Saint-Nolff (Morbihan) et il y reçoit un accueil enthousiaste de la part du public métalleux.

#### Années 2020: tournées, autobiographie et rencontres-dédicaces

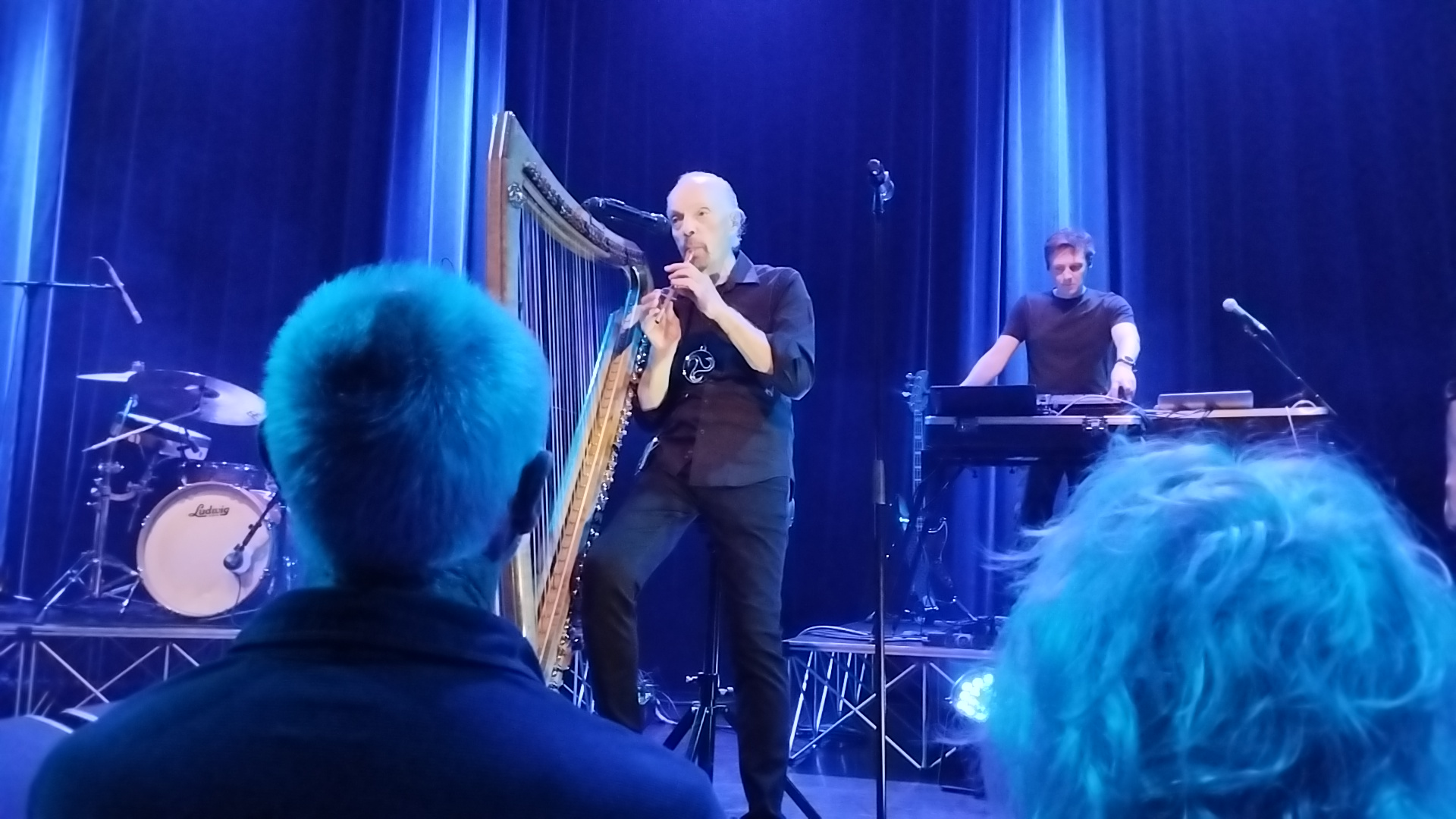
Alan Stivell en concert à Saint-Michel-sur-Orge le 26 mai 2024.

En 2020 et 2021, Alan Stivell réarrange sa Symphonie celtique afin d'en rejouer une partie avec l'Orchestre National de Bretagne, tout d'abord à l'occasion du cinquantième festival interceltique de Lorient 2021, puis sous le nom de Célébration 50 ans – une vie pour la Bretagne et la musique: Tournée Celtique Symphonique le temps seulement de deux concerts en avril 2022 à Rennes et Paris (50 ans après l'enregistrement de l'album À l'Olympia mais cette fois salle Pleyel). D'avril 2022 à mars 2023, il poursuit sa tournée Human~Kelt – rebaptisée pour l'occasion "Célébration" – avec son groupe dans une formule plus électrique. À l'été 2023, il effectue une mini tournée de 4 dates dans les églises et cathédrales intitulée "Kalon Hag Ene" ("Cœur & Âme") et publie fin septembre son autobiographie Stivell par Alan (Une vie, la Bretagne, la musique) aux éditions Ouest-France. Alan reprend les tournées en janvier 2024, alternant les concerts Kalon Hag Ene, les concerts Célébration (avec son groupe) et les rencontres-dédicaces de son autobiographie.
D'abord prévue pour octobre 2023, pour janvier 2024 puis pour le 16 mai 2024, la sortie de Roazhon - Liberté, le double album live du concert donné le 7 avril 2022 au Liberté à Rennes ("Roazhon" en breton) est finalement annoncée (début septembre 2024) pour le 8 novembre 2024. L'album paraît chez Verycords en édition limitée sous la forme d'un digibook contenant un double CD de 20 titres, un DVD bonus d'un documentaire inédit de 30 min. et un livret de 48 pages. Il comprend une partie de la Symphonie celtique réarrangée et jouée par le groupe d'Alan Stivell, l'ONB, un bagad de sonneurs, des choristes et la chanteuse Juliette Chevalier mais aussi certains de ses titres phares tels que Délivrance, Brian Boru, Pop-Plinn, Tri martolod ou Bro gozh.

Logo de Human~Kelt, le 25^{e} album d'Alan Stivell.

Début juin 2025, Alan Stivell reprend (à Carhaix) sa tournée Liberté Tour de concerts à 10 musiciens puis, fin juin, il reprendra (à Rennes) sa tournée intimiste "Cœur & Âme" ("Kalon Hag Ene") de concerts en églises. Il annonce également avoir trois autres projets à offrir si le temps le lui permet.

## Discographie

### Compilations
- 1990 : Master Serie (CD 16 titres 1970-73, remasterisés  en 1998 + livret)
- 1994 : Parcours sur Harpe Celtique
- 1997 : 70/95 Zoom (double CD 35 titres)
- 2001 : CD Story (CD 20 titres + livret de 40 p.)

### Coffrets
- 1997 : Routes (coffret 4 CD 1970-95 73 titres remasterisés + livret de 32 p.)
- 1999 : Vers l'île (coffret Long Box 3 CD + livret, 1 édition 40 titres et 1 édition collector 53 titres, 1970-1979)
- 2004 : Parcours (CD/DVD Fox-Pathé)
- 2012 : Ar Pep Gwellañ (CD Best of 16 titres 1971-2006 et CD remastérisé de l'album live de 1972 Mercury Records)

## Analyse de l'œuvre

### Une cohérence musicale pour une musique universelle

#### Un nouveau mouvement musical
Alan Stivell est, dès le départ, imprégné par son environnement musical : tout jeune, ce fut d’abord les compositeurs classiques et il entendait le jazz diffusé par la radio. Les musiques du monde étaient aussi présentes dès l’enfance : les musiques d’Afrique du Nord étaient diffusés dans les nombreux cafés maghrébins qu’il croisait ; il s’intéressait plus particulièrement aux musiques des Andes qui passaient lors de colonies de vacances et aussi à la radio ; un peu plus tard, des rapprochements entre musiques celtique et d’Extrême-Orient l’interpelait. Il fut ensuite nettement marqué par le folk et le rock américain et plus généralement par la musique populaire de sa génération (après les Shadows, ce fut les Beatles, puis Dylan, Donovan, Joan Baez, moins attiré par la chanson française, il ne détestait pas Polnareff, Brel, Brassens, les chansons engagées, etc.). L’influence indienne dans la musique pop britannique du milieu des années 1960 finit de le convaincre de se lancer lui-même.
La presse de l'époque (La Croix, L'Humanité, Rock & Folk, etc.) a parlé d’Alan Stivell comme d'un nouveau barde ayant  propulsé une musique bretonne et celtique moderne en France. Pour lui, le contact des cultures est un enrichissement réciproque, chacune conservant néanmoins ses différences propres qui sont essentielles. Dans la musique, il cherche à cerner ce qui fait vraiment la particularité de l'expression musicale d'un peuple. Même si des éléments proviennent parfois de l'extérieur, il regarde les similitudes et voit comment une culture se différencie d'une autre. « Depuis quarante ans je répète que ce qui est breton, c'est la manière dont les gens interprètent la musique, comment ils transforment les choses ». Car il précise, dans son livre Racines interdites, que l'« on retrouve des rythmes, comme celui de l'An-dro, en Écosse, en Bretagne et au-delà des mers, en Afrique ou en Chine ».
Alan Stivell est donc porté sur les racines et montre qu’il n’y a pas contradiction à rechercher une musique universelle, sans frontières : sociales (musique populaire/musique savante), temporelles (musiques antiques, ethniques, traditionnelles/musiques actuelles, contemporaines), sociologiques (campagnes/villes), culturelles et techniques (oralité/compositions/improvisations), géographiques (terroirs/continents, Bretagne/Monde, Orient/Occident). C'est ainsi qu'il a cherché à populariser sur tous les continents une musique chantée principalement dans une langue « minoritaire », mettant en valeur les richesses particulières de son pays et de ses cousins celtes, en osant les imprégner des saveurs du monde entier. Il réunit des dualismes comme les musiques d’héritage et improvisées, les courants folk acoustique et pop électrique, la musique classique et le rock, les musiques traditionnelles orales et les musiques contemporaines, du chant a cappella ou électronique : chercheur et inventeur, il réalise des fusions (Rock 'n World, ethno, Cross-over). Sa musique évolue ainsi, à chaque album et tournée. Finalement, il a facilité l'émergence des autres cultures dites régionales (de la Corse à la Galice en passant par le Maghreb et l’Italie) et il a été acteur majeur dans l'ouverture vers les musiques du monde.

#### Celtique
Dès le début, il se consacre à la culture celtique : il interprète aussi bien des morceaux gallois, irlandais, écossais que bretons et s'intéresse à la musique médiévale. Il fait redécouvrir la harpe celtique. À la harpe bardique, il s’exerce un peu à la technique ancienne aux ongles, mais créé et développe surtout un jeu très personnel (picking d'influence folk proche du jeu de la kora africaine, bends et bottleneck d'influences blues). L'adoption, chez certaines stars pop britanniques, du sitar indien au milieu des années 1960, est un des éléments qui aura probablement aidé Alan à imposer sa harpe bardique au grand public. Il cherche aussi à comprendre et étudier de façon rationnelle les peuples de langues celtiques et leur musique. Au sens ethnomusicologique, il constate des caractéristiques communes et des critères propres à cette musique, même si ces différences sont en grande partie gommées par les fortes influences extérieures aux pays celtes. On peut ainsi conserver ce qui est fort et commun dans la Celtie et avoir des échanges mutuels grâce aux relations interceltiques. Sa maîtrise de la cornemuse écossaise aura aussi eu un rôle majeur dans son interprétation y compris vocale et sa création, renforçant son influence gaélique.

#### Bretonne

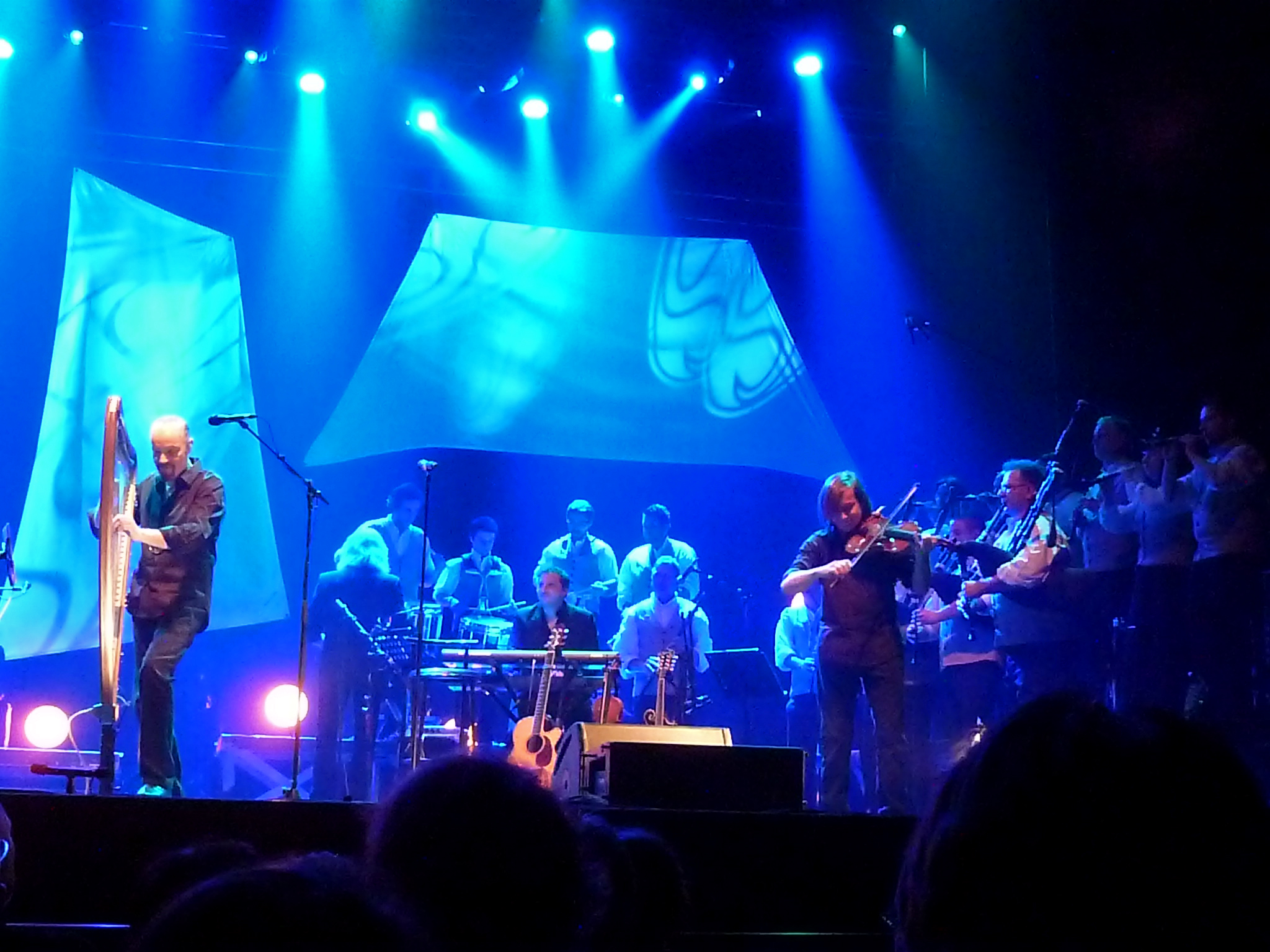
Alan Stivell à l'Olympia, accompagné de ses musiciens et du bagad Quic-en-Groigne.

Adolescent, il apprend la langue bretonne, ses instruments et ses danses. Il joue dans le bagad Bleimor dont il devient le penn-soner (chef d'orchestre) bien que la direction reste collégiale : écriture de nombreux arrangements innovateurs et des compositions que, souvent, il réutilisera. Il fait la promotion du métissage musical et culturel dans les bagadoù, bien sûr avec l’influence des pays gaéliques, mais plus largement aussi. Depuis la Première Guerre mondiale, le folklore et le tourisme avaient peu à peu concurrencé une tradition plus authentique.  Et, depuis le milieu du XXe siècle, une grande majorité de bretons s’était détourné de la musique et de la danse bretonnes. Selon Alan Stivell, pour retrouver une dignité et une identité, le retour aux sources d'une musique populaire était nécessaire, avec plus d'authenticité tout en étant vivante. Comme chez les anglo-saxons, les paroles sont inféodées à la musique : les particularités de la langue bretonne, ses sonorités, accentuations des mots et des phrases, rythmiques, participent à son travail sur le chant.
Ainsi, il lance un nouveau mouvement musical, un mouvement historique et sociétal dépassant le domaine musical, à la fois par de nouveaux mélanges instrumentaux et par un travail de communication professionnel. Une partie de son travail a été de revisiter et d'adapter des airs, des chants, des traditionnels, comme l’arrangement du fameux Tri martolod : « En danse comme en musique, l'évolution devrait passer par un ressenti et une analyse de ce qu'est vraiment la pulsation et le swing propre, par opposition aux schémas, figures, structures, par lesquelles il faut bien passer, mais qui font oublier à tous ou presque l'essentiel. » C'est-à-dire que les morceaux qui possèdent un poids ethnique, quelles que soient l'interprétation et l'instrumentation, possèdent une originalité identifiable. Même si la musique instrumentale permet de se libérer et s'exprimer personnellement, les chansons lui permettent d'évoquer le contexte social, politique et culturel de la Bretagne.
En inscrivant les grandes lignes de la musique traditionnelle dans le sillage de la contemporanéité anglo-saxonne, il a fait de sa différence un atout pour permettre de penser un futur musical (et politique) réapproprié.

#### Classique
Dès son enfance, sa formation classique (piano et harpe) le dirige vers les compositeurs classiques dont la musique comportait des thèmes populaires traditionnels, comme Paul Le Flem, Guy Ropartz, Jef Le Penven, Pierre-Yves Moign, Alexandre Borodine et Béla Bartók. Les arrangements que lui ont écrit son père et Denise Mégevand allaient dans cette démarche celto-classique (de même que Seán Ó Riada, annonçant The Chieftains). Alan Stivell avait, alors, l'idée de créer une « grande »  musique bretonne, fusionnant la musique traditionnelle à la musique classique et abaissant ainsi les frontières sociales. Il veut montrer aussi que la culture rurale et orale est aussi subtile que la culture dite savante. Dès l'âge de 14 ans, il commence à réfléchir aux bases de sa Symphonie celtique : Tír na nÓg et d'autres œuvres dans cette mouvance (Ys…). Il entreprend à l'époque une cantate, non achevée.

#### Rock

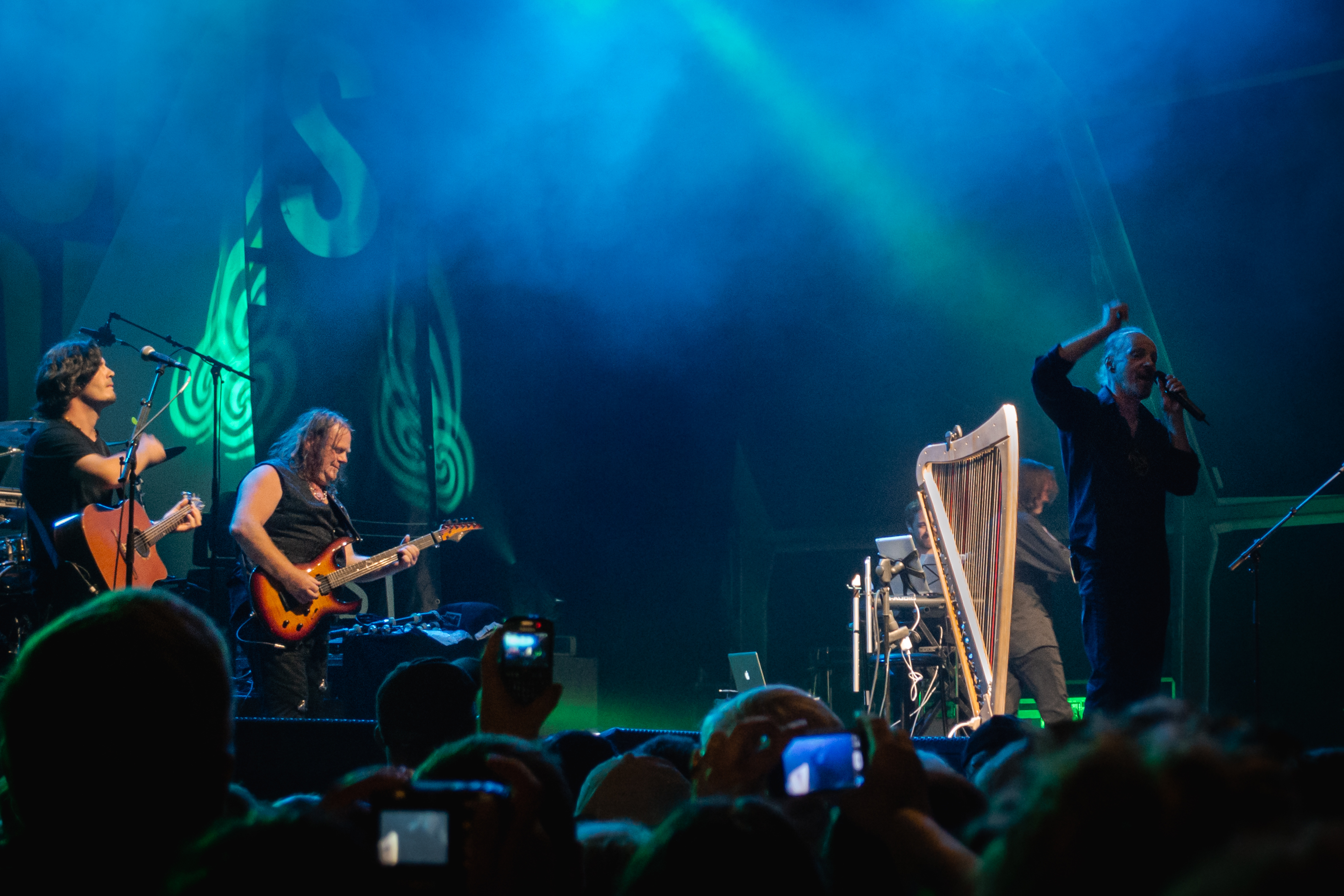
Participation de Pat O'May sur quelques concerts de la tournée Ar Pep Gwellañ comme ici à Brest.

En 1957 ou 58, Alan Stivell entend pour la première fois des guitares électriques. Celles-ci utilisent beaucoup des gammes pentatoniques qui lui rappellent la musique celtique. Il avait, avec son père, déjà décelé dans la musique de western, et dans les negro-spirituals, une forte influence celtique. D'une musique de variétés latine fabriquée pour le peuple et aux antipodes de la musique celtique, il découvre, venant des États-Unis, un phénomène urbain qui est une évolution naturelle de la musique traditionnelle rurale (blues, country, etc.). Il projette alors de faire du rock breton, une musique populaire vraiment moderne. Avec la découverte du groupe The Shadows, son projet se précise. Il dessine déjà des projets de harpes électriques solid-body. La période Beatles renforce son idée d’un groupe de Pop-rock breton. En 1964, la construction d’une harpe bardique à cordes métalliques lui permet de mettre son idée en marche, amplifiant comme il peut l’instrument, utilisant quelques pédales d'effets électronique pour guitare, jusqu'à ce qu'il puisse faire réaliser ses premières véritables harpes électriques. Il a le plus souvent fait réaliser des harpes électro-acoustiques. Les harpes qu'il a imaginées ont l'avantage d'un aussi beau son acoustique qu'électrique. Des luthiers et des entreprises lui emboîteront le pas. La tâche s'annonçait rude tant la Bretagne était aux antipodes de la musique bretonne et du folk américain, lequel séduisait déjà le milieu intellectuel et étudiant à Paris, baignant encore dans le « cha-cha-cha ».
Dès la deuxième moitié des années 1960 et son démarrage, il est reconnu par les artistes de la scène rock hexagonale et anglo-saxonne (Magma, Moody Blues, etc.) et joue sur les scènes et dans les festivals rock. Selon lui, le contexte du rock laisse plus de liberté d’interprétation : il aime une certaine simplicité des bases rock auxquelles il superpose toute la fantaisie et subtilités de ses interprétations, chose qui lui paraît moins évidente à travers le jazz. Il est le premier, tout au moins en Europe continentale, à réaliser cette fusion rock celtique. Il le fera nécessairement avec des musiciens qui n'avaient pas la même culture musicale. Il sera même le seul au monde à prôner aussi une fusion des musiques celtiques. Tout en continuant d'aimer les musiques plus calmes et les arrangements de thèmes traditionnels, il a ouvert la voie sans brûler les étapes. Pour exemple, l'instrumental Rock Harp sur l'album Back to Breizh joue sur la confusion de la guitare et de la harpe qui alterne avec un son folk acoustique ou de distorsion propre à la guitare électrique.

#### World
Enfant, son premier contact avec les musiques du monde, maghrébines et du Proche-Orient , se situe à Paris dans son quartier du 20e arrondissement, sud-américaines lors de colonies de vacances et fortuitement chinoise, japonaise. Il est, tout de suite, intrigué par des ressemblances entre la musique celtique et les différentes musiques extra-européennes. Il est, par ailleurs, le premier, voire le seul, à aller s'immerger dans la musique de toute la Celtie, sans frontières.
Dès ses premiers albums, il introduit des instruments et influences d’autres continents : tablas dans Renaissance de la harpe celtique, kena dans À l’Olympia, sitar et djembé dans Journée à la maison, des influences de toute la planète dans sa Symphonie Celtique ou 1 Douar (rencontre avec de nombreux artistes : Khaled, Youssou N'Dour, Jim Kerr, Kate Bush, sans pour autant oublier les sœurs Goadec). Dans sa démarche, il mélange les musiques du monde entier, sans se soucier du temps et de l'espace. Les cultures qui l'ont influencées se marient qans qu'elles perdent complètement leurs spécificités. Il est l'un des précurseurs de la World Music. Lui revient, en plus sa conceptualisation, avant que le terme existe (il décrit cette musique dans la présentation de Reflets, en employant le terme « musique ethno-moderne », précisant qu'elle serait faite d'inter-influences).

#### New age, lounge, ambient
Dès l'utilisation de sa harpe à cordes métalliques, les résonances très longues, « envoûtantes » par leur phasing naturel, la richesse des harmoniques, la profondeur des graves et les très longues résonances, ont amené Alan à des improvisations, évoquant avant l'heure le style new age. Des morceaux comme Ys, Inisi Hanternoz, une bonne partie de la Symphonie Celtique, de Légende, de Harpes du Nouvel Âge et de The Mist of Avalon, le fait voisiner cette tendance ou ses variantes ambient ou lounge. Les albums Au-delà des mots et Amzer baignent également dans cette atmosphère plutôt zen.

#### Autres musiques actuelles
Depuis l'enfance, Alan a une attirance pour les innovations techniques : idées de harpe électrique, claviers (en attendant les cornemuses) électroniques, boîtes à rythmes, samplers (l'« auto-sampling », c'est-à-dire l'enregistrement par soi-même en couches successives), recherches de système MIDI pour harpe, programmations, créations assistées par ordinateur (MAO). C’est un autre aspect de ses innovations dans le monde musical celte. Dès 1979, et sa Symphonie Celtique, il amène des apports « technoïdes », dont les boucles répétitives (loops) et le sample. Il introduit les premières couleurs hip-hop, jungle et rap dès l'album Again et surtout dans Brian Boru, puis dans 1 Douar. Toutefois, comme pour le rock, il utilise ces influences, parmi d’autres, sans s’y intégrer totalement, sans renier sa liberté totale. Il en est de même pour des expériences, comme le scratch dans Back to Breizh. Cet aspect « musiques actuelles » est peut-être déstabilisant pour certains de ses anciens fans, à qui il avait donné le goût de la musique traditionnelle. Pourtant, si on suit au plus près sa démarche, on comprend qu’elle est absolument cohérente et qu’il reste fidèle à une philosophie dont il n’a jamais dévié.

### Des outils d'expression

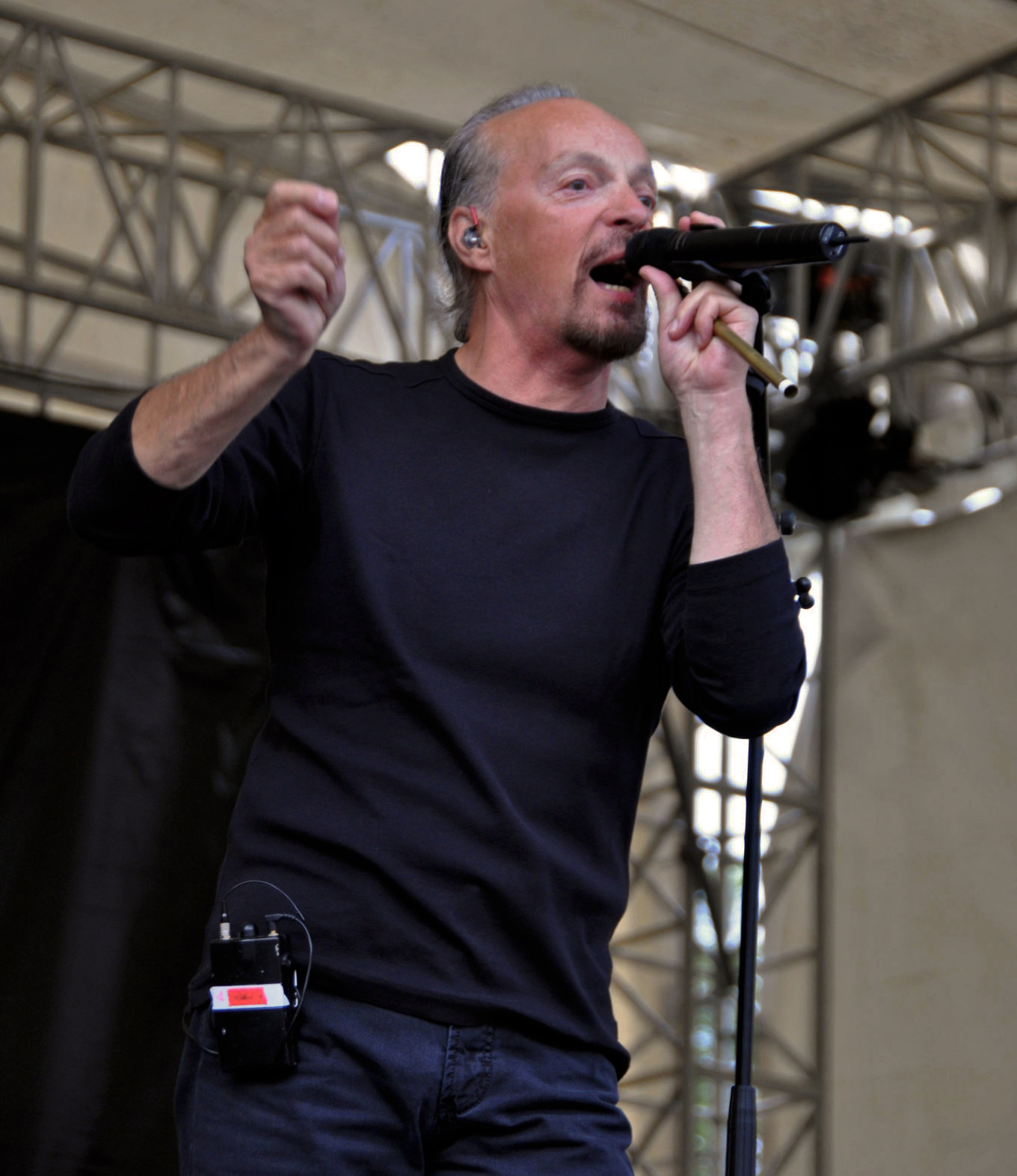
Chant et tin whistle.
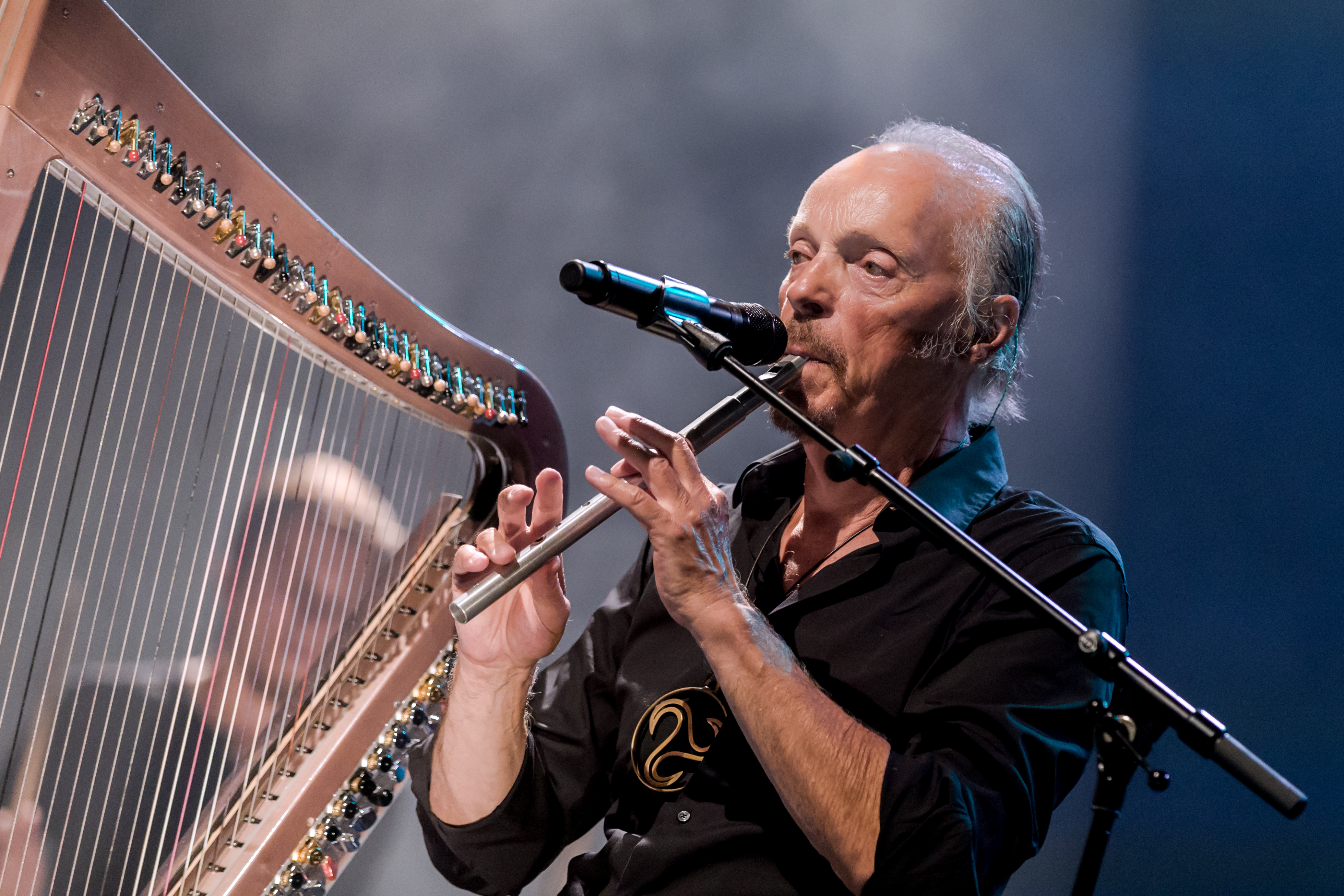
Harpe celtique et low whistle.
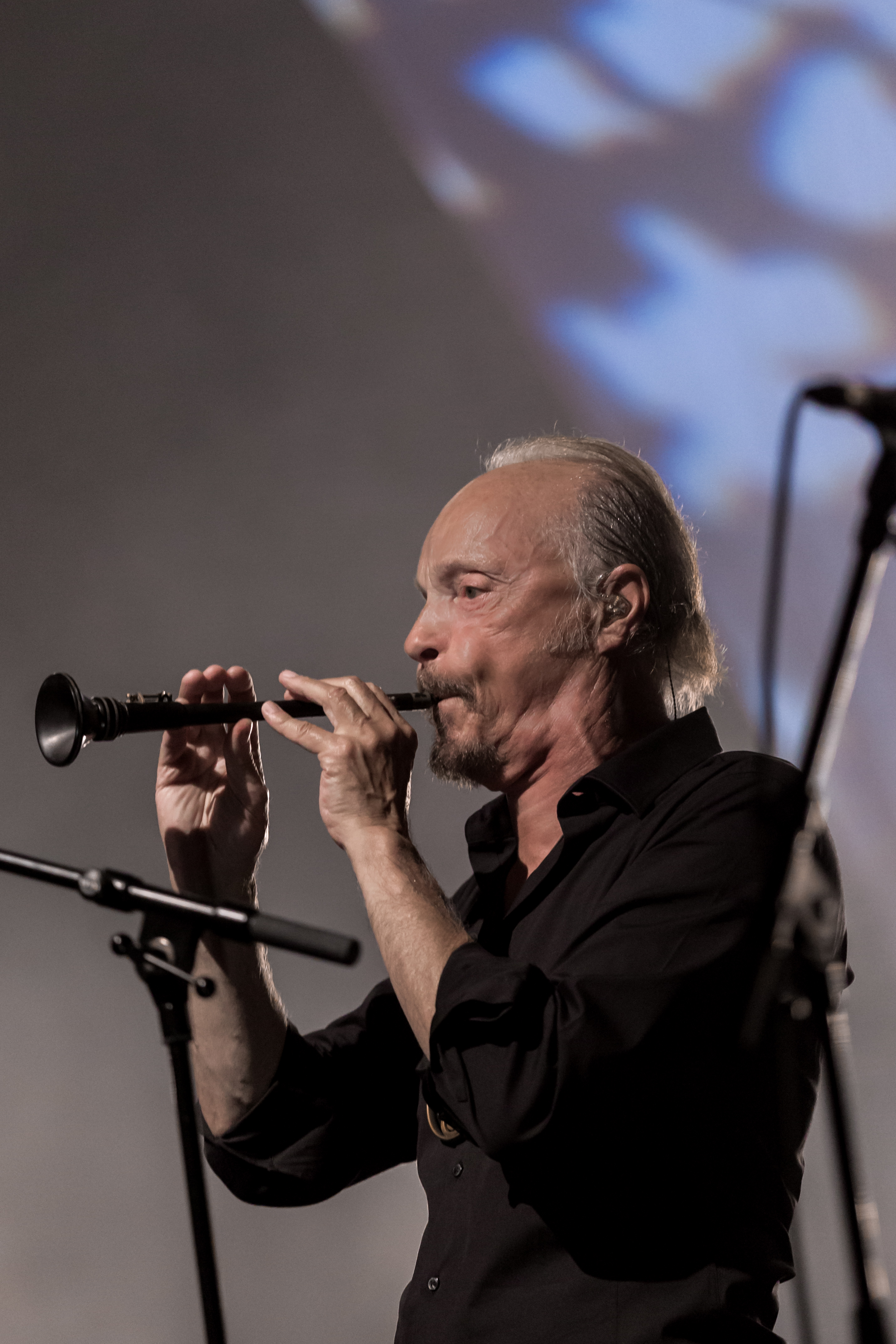
Bombarde.
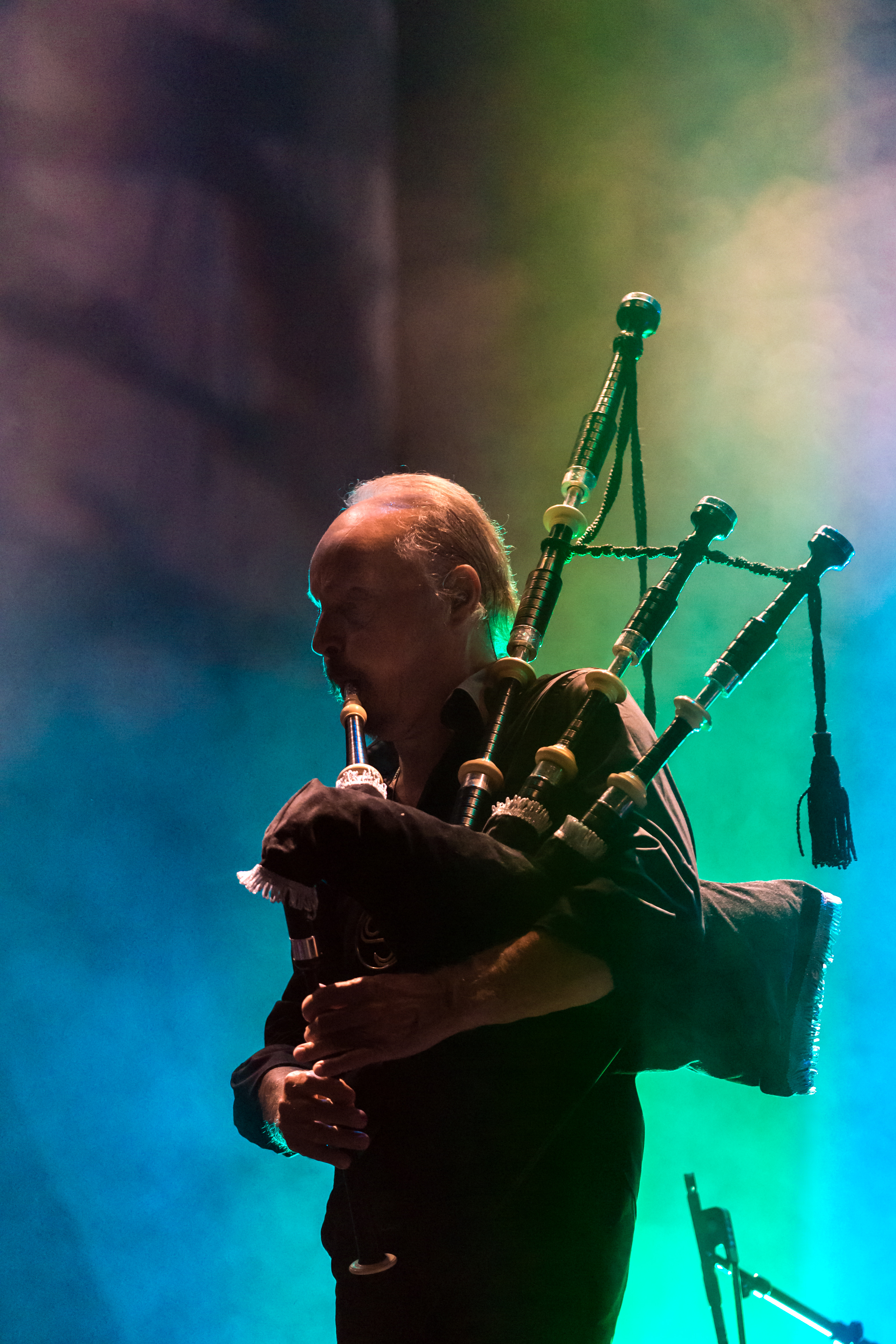
Cornemuse écossaise ou « biniou braz ».
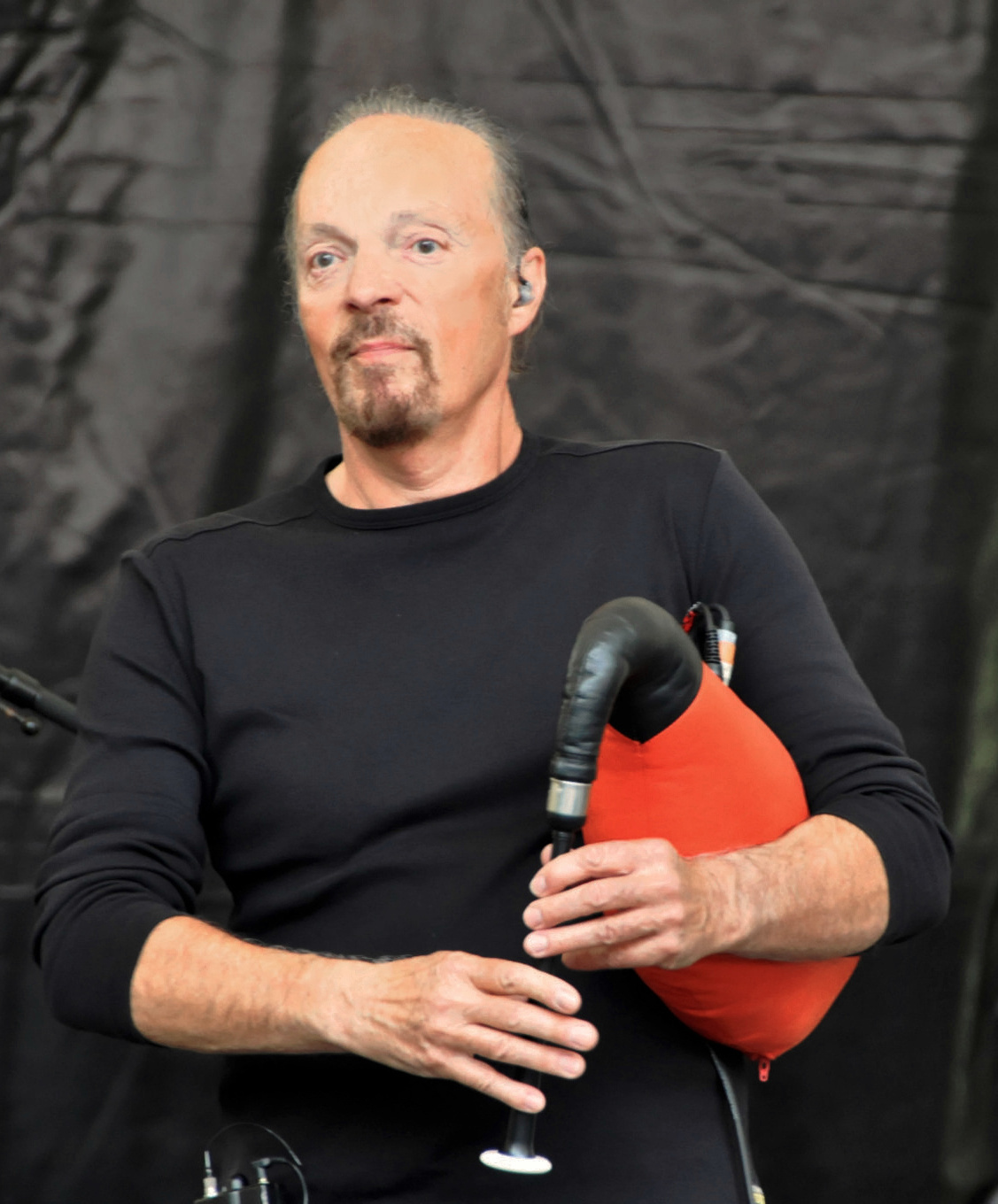
Cornemuse électronique ou « MIDI ».
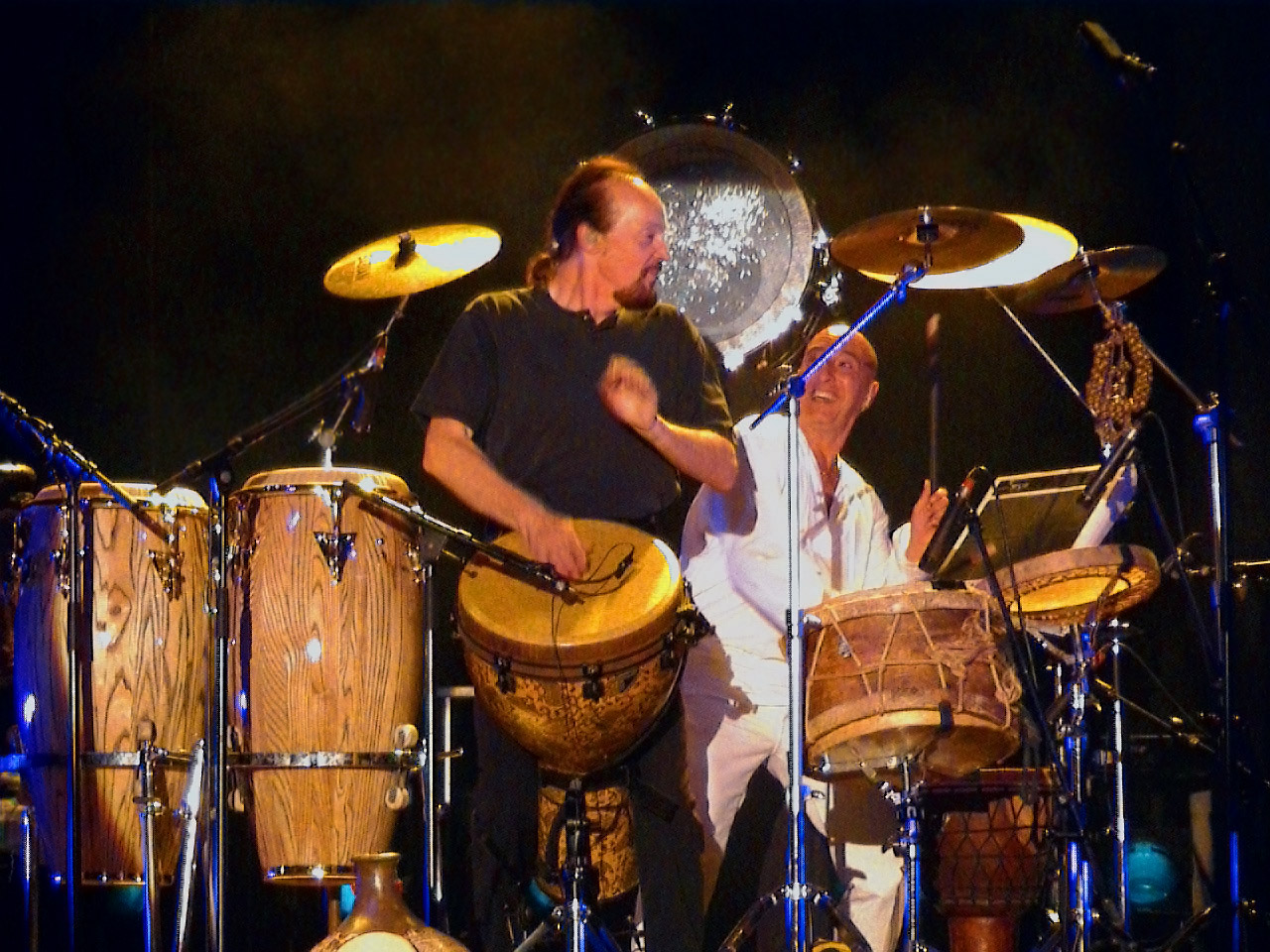
Percussions diverses.

#### Langues et textes
Alan Stivell chante dans la plupart des langues celtiques (breton, irlandais, gaélique écossais, gallois, cornique), auxquelles s'ajoutent le français et l'anglais.
En effet, la langue impose ses accentuations à la musique. Selon lui, un inter-celtisme musical existe notamment grâce à cela. Par exemple, il y a une forte parenté entre les syncopes écossaises, galloises et bretonnes, celles-ci directement liées aux accents toniques, comme bien d'autres inter-influences entre langue et musique. Les accents toniques du breton (si on met à part le Vannetais) sont très accentués et Alan Stivell y tient beaucoup, comme à des richesses phonétiques que l’environnement francophone tend à affaiblir : « Je chante surtout en breton. La langue bretonne s'harmonise mieux que n'importe quelle autre avec ma musique. Elle a une place majeure dans mon combat. [...] Le texte pousse plutôt à une communication cérébrale. Chanter breton à des non-bretonnants, c’est les obliger à passer par une autre forme de communication, intuitive, sensible. ». Sur le plan littéraire, Alan Stivell procède par juxtaposition de touches colorées telle que la peinture non figurative, car il affectionne le choc des mots, favorisé par la suppression de l'article, qui « impressionne » l'oreille : le sens est subordonné à l'effet, sans qu'il y ait pour autant incompréhension puisque l'idée générale subsiste. Robert Marot fait le lien avec la poésie irlandaise primitive qui converge vers la commotion poétique. Comme en musique, Alan aime non seulement jongler avec les langues (parfois se mélangeant dans une même chanson), mais aussi les styles d’écriture, allant de la plus grande simplicité à l’inverse, mélangeant parler quasi argotique et langue littéraire et passant par différents niveaux de lecture. Parfois il utilise quelques ressemblances phonétiques du breton et de l’anglais, même de faux-amis, pour allier plus naturellement musique « anglo-saxonne » et paroles bretonnes. Il lui est arrivé d’utiliser un vocabulaire choisi pour une intercompréhension gaélique-breton (Brian Boru) .
Plusieurs textes sont liés à sa famille. La chanson M.J. (Terre des vivants) est dédiée à sa compagne de toujours Marie-José (une vie commune depuis 1969), Da Ewan (Raok dilestra) est dédiée à son premier fils Ewan (né en 1976), Raok mont d'ar skol (Terre des vivants) à son deuxième fils Gwenvael (né en 1979), Là-bas, là-bas (Explore) à sa mère Fanny. L'album Treman'n Inis est un hommage à son père : Stivell y interprète deux poèmes écrits par celui-ci, avec la Telenn Gentañ, harpe celtique qui a suscité la renaissance.

#### Aspects musicaux communs et spécifiques
« La musique est pour moi le meilleur moyen d'échange ». Sa quête est inspirée par la mémoire des mondes dont la musique a gardé une gamme pentatonique universelle, un langage commun. Le mode pentatonique, en musique bretonne comme irlandaise, est présent dans d'autres cultures, qui partagent en commun une même culture du rythme et de la transe par la danse, notamment en Chine, en Afrique et en Europe de l'Est. La musique celtique se rapproche des échelles défectives (moins de sept notes dans l'écart gammique), naviguant entre le pentatonique (cinq degrés) et le diatonique (sept degrés). La musique celtique a des caractéristiques propres, qu'il tente de définir dans son livre Telenn, la harpe bretonne : intervalles non-tempérés, rubato (accélérés, décélérés) qui donne l'impression de se jouer du tempo (présent dans les mélodies ou marches traditionnelles bretonnes avec des bagadoù par exemple, dans le chant irlandais sean-nós ou gaélique), importance du « tuilage » dans le chant (kan ha diskan notamment), structures de bases simples mais cycles rythmiques complexes et superposés. Certains modes sont privilégiés, comme celui de sol qui est la base de la cornemuse écossaise. La musique bretonne tire ses caractéristiques de sa tradition orale populaire, et les répertoires de ses instruments sont issus du chant collectif (marches, danses).

#### Instruments traditionnels et technologie
En phase avec l'avancée des nouvelles technologies, Alan Stivell commence à travailler sur ordinateur dès le milieu des années 1980, ce qui lui permet d'explorer en autonomie ses enregistrements, avec Cubase notamment. La technologie numérique lui offre plus de spontanéité ; en branchant directement sa harpe et son synthé, il peut improviser des futures compositions, comme sur les bandes qu'il avait créées pour le film d'Arte où il a l'idée de la chanson Una's Love avec Breda Mayok et celle avec les sœurs Goadec. Il utilise des systèmes MIDI pour ses harpes, cornemuses, synthés... Mais il souhaite que la musique traditionnelle perdure, dans les festoù-noz notamment et qu'elle soit mise en valeur pour s'enraciner : « Ce n'est pas parce que l'on fait de la musique d'avant-garde qu'on n'a pas besoin de la musique vraiment traditionnelle, le chant a cappella, la gwerz, le kan ha diskan et le biniou/bombarde... ». Au sujet des festoù-noz, il aurait souhaité que le terme « fest-noz » soit utilisé pour le modèle traditionnel dominé par le kan-ha-diskan et le couple de sonneurs (bombarde, binioù-kozh ou binioù-bras). Et que le terme « bal breton » soit attribué aux soirées avec innovations instrumentales (groupes, etc.). Il y a d’autres souhaits sémantiques qui n’ont pas été exaucés, comme celui d’adopter, comme lui, le nom irlandais et breton de la cornemuse irlandaise « pib-ilin ou pib-uilleann » et non le nom anglo-irlandais « uilleann pipe ». Il tient aussi à ce que le terme « binioù-kozh » ne soit pas remplacé par « binioù », de même que harpe celtique » par « harpe ».

#### Harpes celtiques

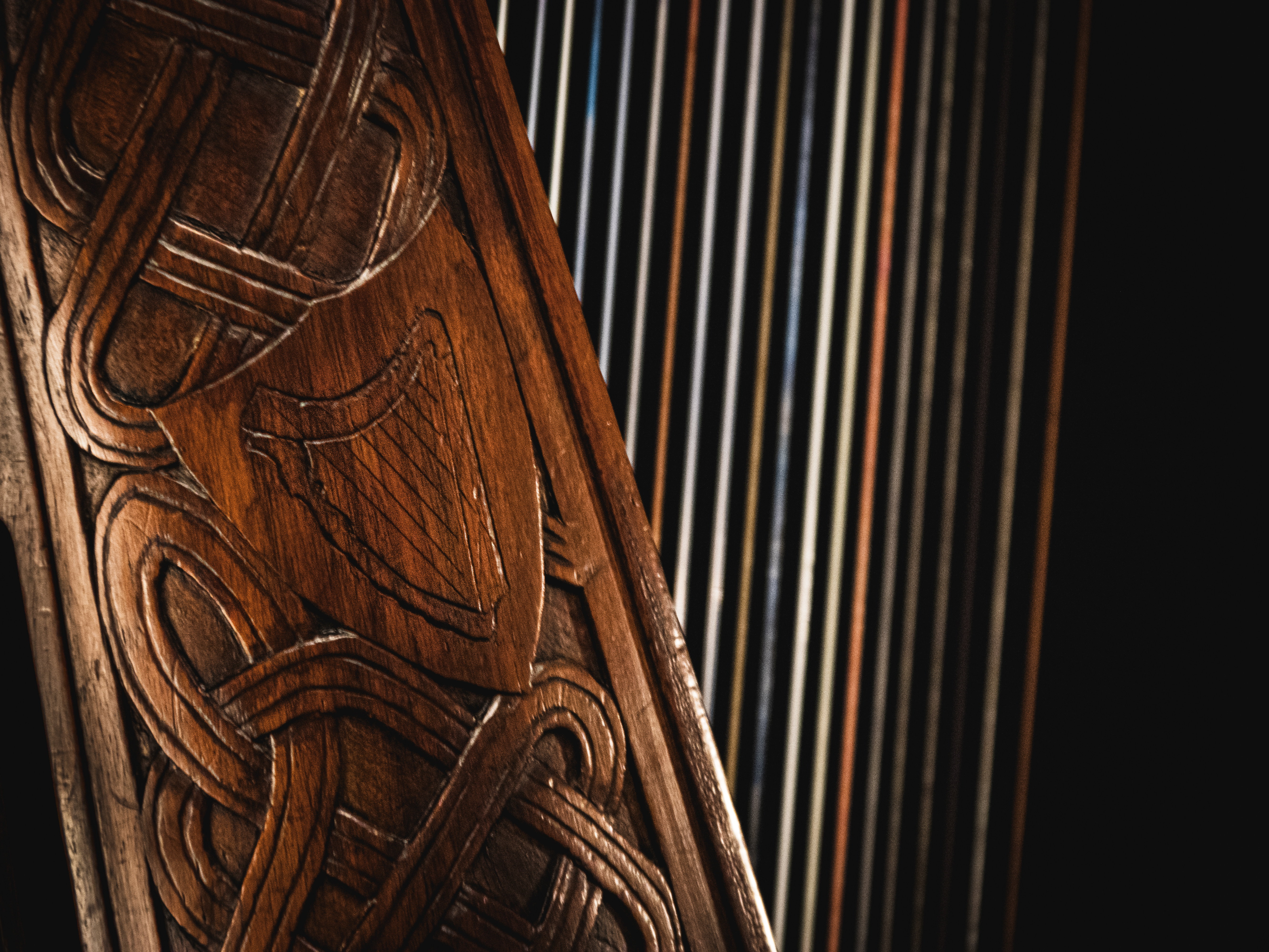
La Telenn Gentañ

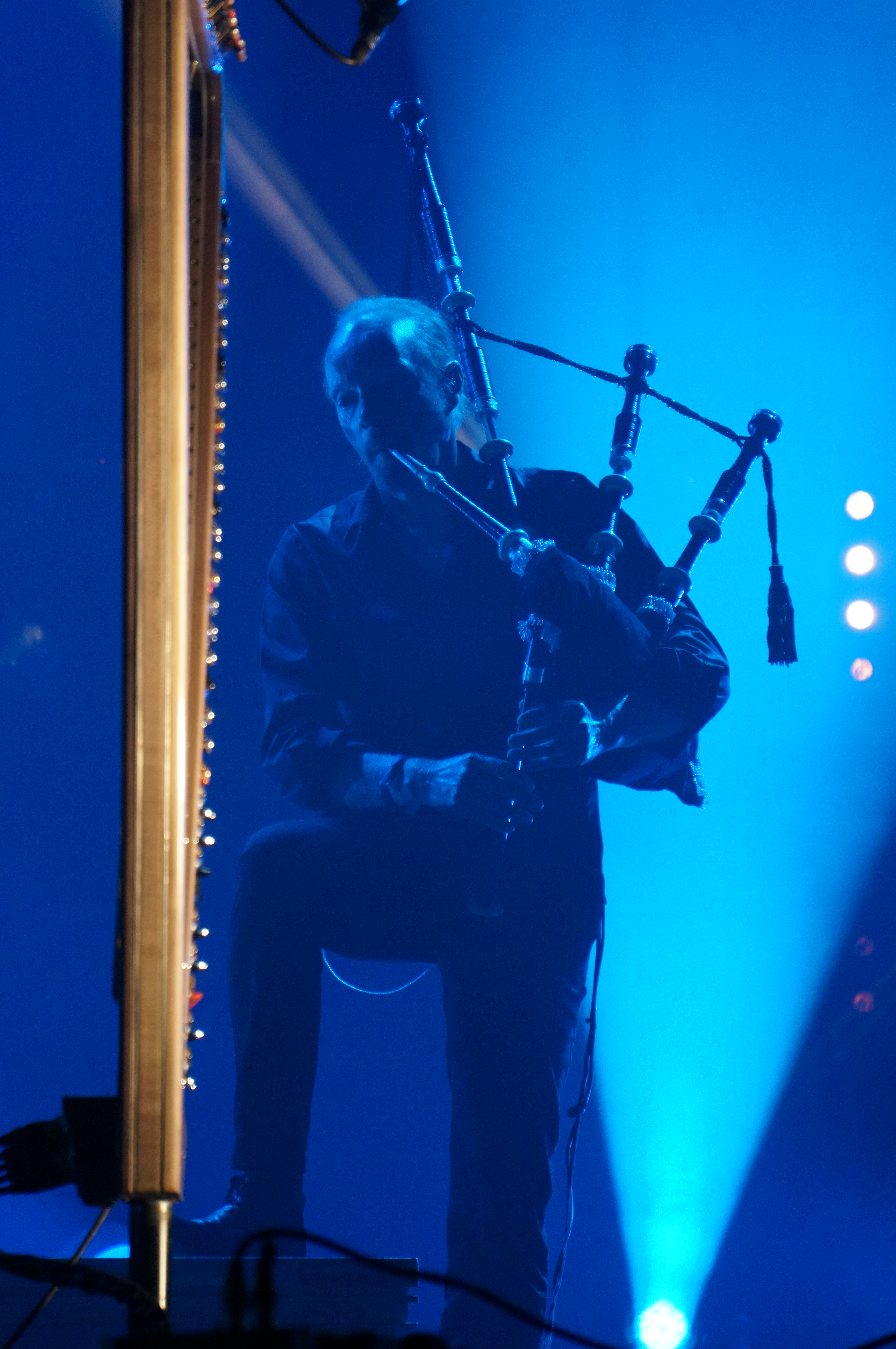
Alan Stivell à la cornemuse lors d'un concert à Châlons en 2014, le 31 octobre 2014.

En avril 1953, la « Telenn Gentañ », harpe néo-bretonne conçue par Jord Cochevelou, et ses 33 cordes font vibrer la corde sensible chez l'artiste et bouleversent sa vie ainsi que la musique en Bretagne. Il raconte cette renaissance dans le livre Telenn, la Harpe Bretonne. Celle-ci sera suivie en 1954 par une harpe blanche « Telenn gwenn ». Dix ans plus tard, en 1964, son père construit une (puis deux autres) harpe bardique « Telenn varzhek » qui marque le retour des cordes métalliques. Sur l’une d’elles, il réalise les premiers essais d'amplification avec la pose de micros-contact piézos et expérimente les pédales d'effets électroniques pour guitare (chorus, flanger, delay). Cette harpe à cordes métalliques enlève à Alan ses dernières réticences à se lancer vraiment sur scène. En 1971, Claude Besson construit la « Barzhek 4 » sur les plans fournis par Jord Cochevelou. 

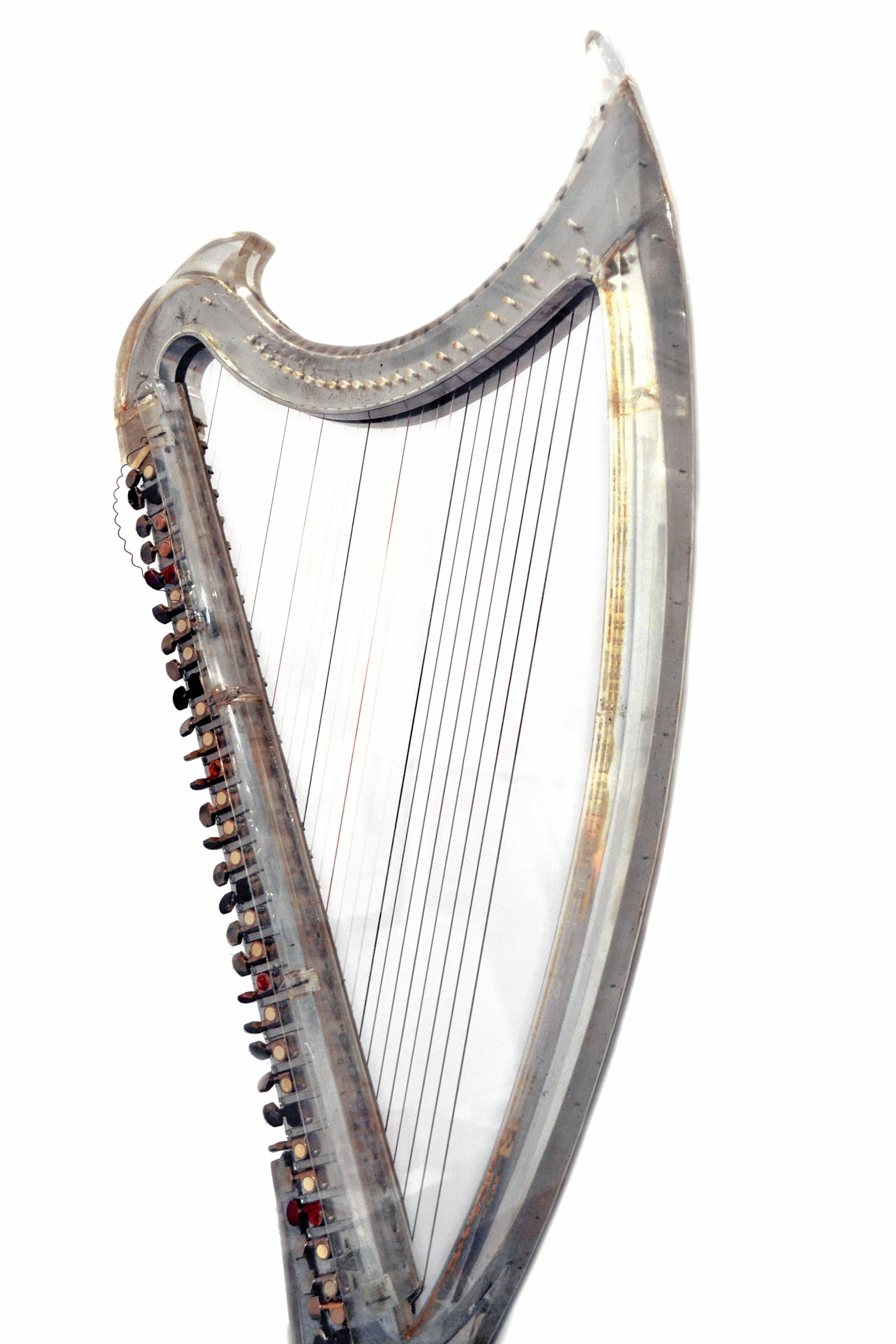
La Telenn Strink, harpe de cristal (Stivell-Goas)

Alan avait, dès la fin des années 1950, fait le croquis de plusieurs « harpes du futur ». En 1974, il dessine une première harpe celtique à cordes métalliques, plus grande que la bardique et destinée à être réalisée par quelqu’un d’autre que son père âgé (qui décèdera la même année). Il en élabore plans et cahiers des charges. La première harpe (électro-acoustique) Stivell est réalisée par Gilles Piriou et Youenn Le Fur. En 1981, il inaugure à Bobino en 1981 un modèle intermédiaire entre harpe et cithare qu'Youenn Le Fur a réalisé. En 1982, Alan fait construire par un ami gourinois le corps d’une toute première harpe totalement électrique (pour micros électromagnétiques). Elle ne sera pas totalement aboutie, mais sera, cette fois encore, la première au monde du genre. L'instrument en multi-plis (contreplaqué) de chêne ne possède plus de caisse de résonance (solid-body).
En novembre 1984, le luthier Michele Sangineto construit, selon les plans d’Alan, une quatrième harpe celtique cordée métal près de Milan. C’est surtout Léo Goas, luthier (le terme est restrictif le concernant) d’origine néerlandaise, qui va réaliser les rêves les plus fous d’Alan en matière de lutherie. En 1986-87, c’est la « harpe de cristal » en plexiglas transparent. Cette solid-body comprend, en plus de ses matériaux spécifiques, de nombreuses innovations (étouffoir avec pédale, cordes centrales et clés de guitare) et marque la première collaboration avec Camac (maison qui, de même qu’une maison japonaise, a pu construire des harpes celtiques grâce à la notoriété d’Alan) qui lui procure les micros piezos. De plus, deux octaves sont « MIDI » (c'est-à-dire pilotant des synthés) ; mais, concernant ce système Midi, il aura fallu 33 ans pour qu’Alan puisse l’utiliser de manière satisfaisante, sur une toute nouvelle harpe fin 2020. En 1990, une nouvelle harpe, cette fois revenant aux cordes métalliques, est issue de la collaboration de Léo Goas.

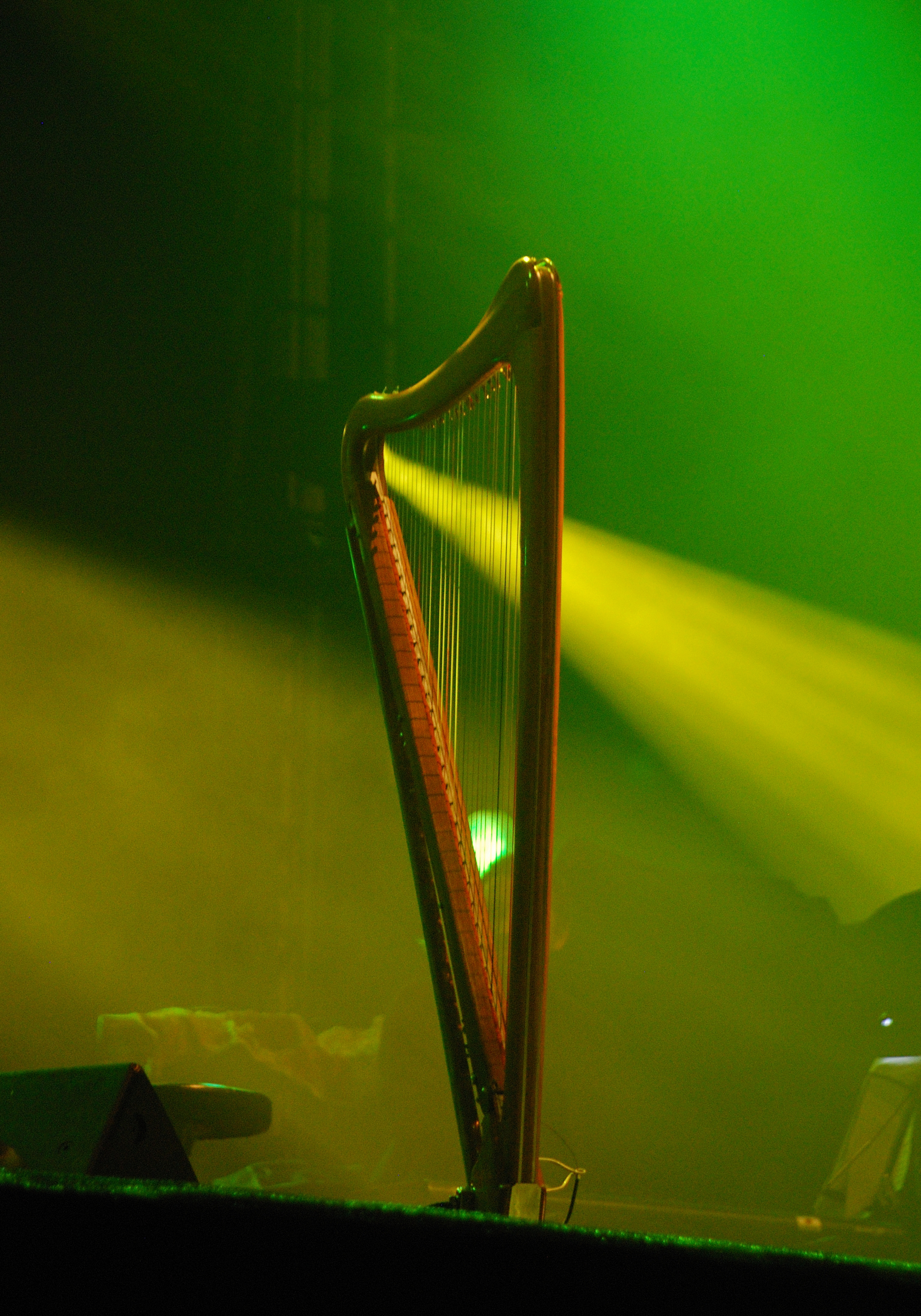
Prototype de la Telenn Nevez au festival Cantabria Infinita en Espagne en 2011.

La Stivell-Camac, harpe du « 3e millénaire » (2003-2004), est construite en collaboration avec le principal facteur de harpes pour la Bretagne et la France, Jakez François, directeur de Camac. Son 16e prototype possède, notamment, un nouveau système de demi-tons, spécialement conçu pour cet instrument unique. Une déclinaison acoustique dérivée est fabriquée en 2005, en érable et épicéa. Pour l'Olympia 2012, Alan imagine un nouveau modèle, plus léger, commencée par un ami, Denis Brevet et finalisée avec Tom Marceau. La harpe Stivell-Marceau, composée de bois d'érable et d'aluminium, voit le jour en septembre 2013. Le pôle mécanique de l'université de Rennes I collabore, notamment par la fabrication de 34 leviers de demi-tons spécifiques. Une « sœur » de cette harpe Stivell-Marceau (avec de nouvelles améliorations et innovations) est finalisée fin 2020, par la collaboration de Cédric Berthier. Pour cette harpe, il revient aux cordes nylon qu’il avait quasi abandonné depuis le début de sa carrière.

En 2024, des étudiants de l'Université de Rennes organisent un travail de numérisation des harpes d'Alan Stivell.

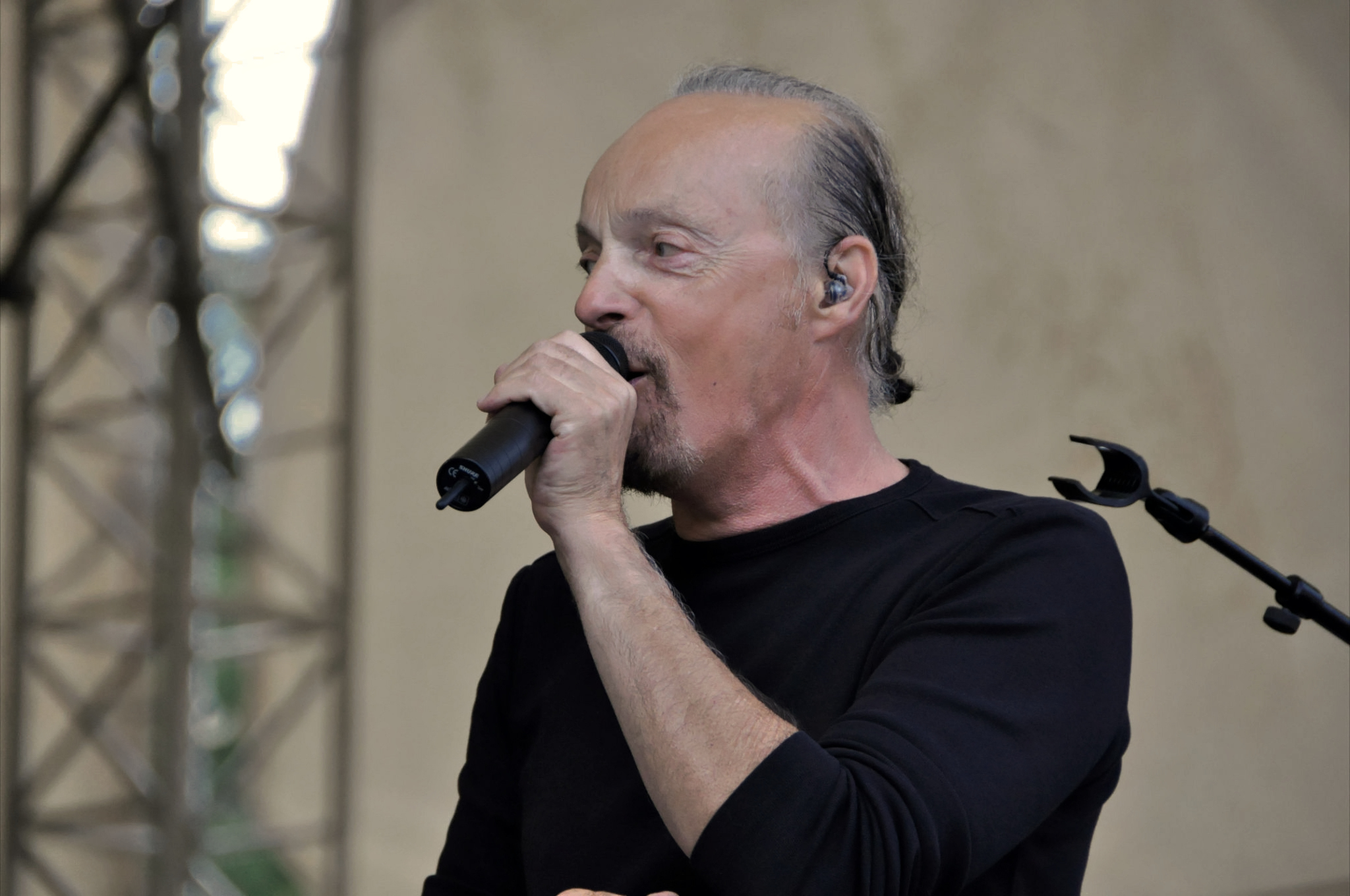
Alan Stivell à Gourin en 2010.

## Engagements
En 2022, il participe au Téléthon. Il participe aussi à l'édition 2024.

## Prises de positions
Alan Stivell porte des messages simples mais « essentiels ». Cette envie de transmettre et ses engagements transparaissent légèrement dans sa musique et ses textes mais surtout dans ses discours, ses prises de position et ses concerts, bien que certains points demeurent pour lui des ressentis strictement personnels. Il se situe de gauche, position qui signifie pour lui « d'abord une quête intérieure » dans le respect de l'autre et la générosité. En 1974, il était pour le socialisme et le communisme dans les sociétés,. Il défend des valeurs humanistes (« une personne que j'admire beaucoup qui me vient à l'esprit, c'est Gandhi » écrit-il le 31 juillet 2006 sur son forum). Dans une optique fraternelle, il est pour une plus grande solidarité entre les humains. Il n'a jamais adhéré à aucun parti politique, estimant que s'il peut avoir un rôle, celui-ci est ailleurs. Mais il soutient ponctuellement des personnalités et des mouvements politiques, notamment l'Union démocratique bretonne (UDB) dont il estime l'action malgré quelques divergences,. En janvier 1986, il rejoint la liste d'union Convergence bretonne dans le Morbihan pour les élections législatives.
Depuis ses débuts professionnels, il n'a de cesse de proclamer, dans ses écrits comme dans ses dires, sa foi dans l'égalité humaine par le précepte de tolérance, sa haine pour toute injustice. À l’instar de la culture celtique, il a toujours été progressiste, social, écologiste, en même temps qu’il s’affirme spiritualiste, pour une plus grande égalité homme-femme, pour une solidarité Nord-Sud, contre toutes les frontières. Pour lui, l'évolution universelle est caractérisée par la diminution progressive du déterminisme au profit de la liberté relative, en se détachant des doctrines et par la tension vers l'absolu, mais qui, en dehors de la représentation habituelle du « Dieu », serait une quête spirituelle hors des églises, plus universelle, tenant compte des approches complémentaires de toutes les civilisations et même de ce qu’il nomme « spiritualités athées », à l'image de sa Symphonie celtique : Tír na nÓg qui offre l'unité dans la diversité (bien peu d’œuvres traduisent à ce point cette exigence).
Pour lui, la liberté est « le plus grand bien qu’on puisse avoir, indispensable à tout être humain ». Ainsi, il participe au gala de Libération en faveur de la liberté de la presse le 3 février 1975 et il traduit en breton en 2007 la chanson Dans la jungle, écrite par Renaud pour Íngrid Betancourt. Il rêve d'un monde sans frontières, où chaque culture pourrait aller vers l'autre et échanger, permettant fécondation croisée et enrichissement mutuel. Pour cela, il soutient la justice sociale, l'égalité des êtres humains et combat la xénophobie. Il souhaite que toutes les cultures retrouvent leur dignité, pour qu'il n'y ait plus de complexe d'infériorité ni de « mezh » (honte en breton). Il compare en 2008 sur son blog la situation des Tibétains aux « aliénations culturelles » qui auraient frappé les Bretons ou les Occitans. Une prise de conscience culturelle permettrait une « décolonisation » (« Peuples rassemblés par une même administration nous devons nous libérer de l'Histoire falsifiée par la bourgeoisie. Chaque mouvement de décolonisation aidera la gauche française à combattre ses vieux démons nationalistes », Pochette de 'Raok dilestra : Avant d'accoster, 1977). « Je crois avoir toujours été le mélange de deux extrémismes : des formes de radicalité et de modération, toutes les deux extrêmes et absolutistes. » « Je crois que le moteur d'une évolution politique, c'est l'utopie totale », déclare-t-il en septembre 1974 au Peuple breton. Pacifiste, il a toujours condamné la violence, comme le 26 août 1973 lors d'une manifestation contre l'extension du camp militaire du Larzac. En mars 1972, il se produit au théâtre de Saint-Brieuc en soutien aux ouvrières du Joint français en grève.
L'instrumental Spered Hollvedel (« Esprit universel »), qui ouvre l'album E Dulenn (1975), mène à une déclamation militante du chanteur intitulée Délivrance, véritable manifeste d'affirmation des cultures celtiques et en particulier de l'identité bretonne : « Voici venu le temps de délivrance, loin de nous toute idée de vengeance, nous garderons notre amitié avec le peuple de France mais nous abattrons les murailles honteuses qui nous empêchent de regarder la mer... ». Sur l'album Terre des vivants : Bed an dud vew, il rend hommage à Bobby Sands dans Hidden trough the Hills, fait prisonnier politique lors du conflit en Irlande du Nord. Dans Miz tu (novembre) et Un paradis parfait (sur l'album Explore), il fait références aux violences urbaines de 2005 et au malaise des banlieues avec une jeunesse « désespérée », en manque de reconnaissance.
Comme il le chante en ouverture de l'album Emerald dans Brittany's - Ar bleizi mor (« Les loups de mer »), il voit la mer comme un centre de gravité, un trait d'union (« Pour nous la mer est la patrie », « C'est la mer qui nous réunit », « Océanais, on est »).

### Affaire Fañch
Il utilise le tilde dans le titre de son album Human~Kelt et commente cette affaire en octobre 2018 : « Le diable est dans le détail comme on dit. Tout le ressenti de la Bretagne contre Paris se résume à ce Tildé. Pourquoi Paris se prend pour Louis XIV, décide et commande au nom des bretons ? ».

### Culture bretonne

#### L'importance de la langue bretonne
Dans la chanson Brezhoneg 'Raok, il déclare « Hep brezhoneg, Breizh ebet », « Sans langue bretonne, pas de Bretagne ». En 2004, il le répète dans Le Télégramme : « Dans notre pays, il faut faire l'aumône pour pouvoir apprendre la langue bretonne ». Il soutient depuis le début les écoles Diwan et souhaite, pour la pérennité de l'identité transmise, le bilinguisme officiel. Selon lui, « se considérer comme Breton […] alors même que l'on ne parle pas un traître mot de breton, relève de l'illusion la plus parfaite ». Mais il précise aussi que « la survie du breton est un problème de qualité de vie. Y intéresser les Bretons suppose résolus leurs problèmes économiques. Sinon on sombre dans le ridicule. ». Il aimerait que la France mette tout en œuvre pour garder en vie ses langues minoritaires : « Je veux bien que le français soit la langue de la République, c’est pratique puisque commun à tous, mais je veux aussi savoir si toutes les cultures sont égales indépendamment du nombre de personnes qu’elles concernent. Si au final, chaque être humain pèse le même poids ? ».
Il transmet sa langue lors de tous ses concerts, en Bretagne, dans l'hexagone et à l'étranger. Dans ses disques, Stivell vise par ailleurs à combler ce qu’il nomme « les lacunes de l'enseignement français », interprétant des poèmes bretons (Trema'n Inis en 1976) ou en retraçant en chansons l’histoire de la Bretagne (Raok dilestra en 1977, moitié breton moitié français). Il participe à la fête de la langue bretonne à Carhaix le 28 avril 1989. Il manifeste à Rennes le 22 mars 2003 avec 15 000 manifestants et au « Printemps des langues et des identités régionales » à Nantes le 15 mai 2004. Le 22 mai 2008, l'Assemblée nationale décide à la quasi-unanimité d'ajouter au premier article de la Constitution une phrase stipulant que « les langues régionales appartiennent au patrimoine de la France ». Sur demande de son retrait par l'Académie française, les sénateurs posent un amendement. En juin, Alan Stivell dénonce ce refus de reconnaissance constitutionnelle et y voit un « triple crime ». Il apporte son parrainage à la signature de la charte Ya d'ar brezhoneg par la commune de Moëlan-sur-Mer en 2009. À l'Olympia 2012, il appelle à participer aux différentes manifestations pour soutenir les langues minoritaires et la Charte de 1992. À la suite du rejet de la proposition de loi autorisant la ratification de la Charte en octobre 2015, Alan Stivell proteste sur Twitter : « le Sénat s'est officiellement déclaré ennemi des Droits de l'Humain, de l'Unesco, ONU, Conseil de l'Europe, et des bretons, entre autres ».

En 2023, il déclare dans une interview :
Il y a par exemple tous ces panneaux bilingues dans les rues, des éléments comme celui-ci, qui font que ce qui commençait à l’époque à être normal et naturel, le devient réellement. Mais c’est vrai qu’il reste beaucoup à faire pour que cette culture ait une place et notamment la place qu’elle devrait avoir.
En 2024, il lance un projet d'une "Cité de la musique bretonne" à Bégard.

### Écologie
Alan Stivell considère l'écologie comme étant importante avec la défense de l'identité celte.

Dans une interview, à la question « Si vous étiez un cause humanitaire ou un engagement ? », il répond :
Je m'occuperais des problèmes d'eau. Je voudrais me battre pour la protéger. Faire en sorte que tout le monde ait de l'eau potable. C'est la première des choses à faire quand on sait que des milliers de gens dans le monde n'y ont pas accès.
Il joue avec Roland Becker devant 15 000 personnes lors d'un meeting anti-centrale nucléaire à Erdeven en mai 1975.
En 1978, il s'investit dans la lutte contre le nucléaire et contre l'implantation de la centrale à Plogoff.
Dans un article consacré à l'album Au-delà des mots, il déclare voir faire un album « en connexion avec la nature ».
En décembre 1999, le naufrage du pétrolier Erika lui inspire une révolte musicale, « Ceux qui sèment la mort » (sur Back to Breizh) et il chante « Ye Banks and Braes » en 2000 sur l'album L’Hiver des oiseaux dont les bénéfices étaient entièrement reversés pour réparer les dégâts de la marée noire.
En février 2010, il soutient la liste « Europe Écologie Bretagne » (qui regroupe Les Verts, l'UDB et des personnalités diverses) aux élections régionales 2010.
En 2011, il signe la pétition du chef Raoni s'opposant au projet de barrage de Belo Monte.
Dans une interview donnée en 2023, il déclare : « Le réveil breton et la sensibilité écologique sont arrivés en même temps, il y a une cinquantaine d’années. ».

### Identité celte
Alan Stivell est passionné par le monde celtique, que ce soit les langues, l'histoire, la mythologie, la littérature ou l'art graphique. Pendant une quarantaine d'années, il en a fait sa spécialité en étudiant tous les traits de la culture. Selon lui, la communauté celtique contemporaine est une réalité concrète et la Bretagne y appartient tout autant qu'à la France (« la Bretagne a un pied dans chacune de ces entités »). Il partage fièrement le triskell, symbole qu'il a popularisé comme une unité des peuples. Il a, en quelque sorte, réveillé chez les moins de trente ans du vieux continent leurs lointaines origines celtiques qu'ils portaient en eux sans le savoir, du fait d'un très ancien atavisme. Pour lui, il y a beaucoup moins de choses en commun entre les Indiens d'Amérique qu'entre les nations celtes. Mais la Celtie n'en a pas conscience selon lui car, basée sur l'oralité, elle souffre d'un manque d'informations et d'études concrètes, ce qui conduit certains à des idées non fondées ou une utilisation trop abondante et farfelue, qui peut donner une mauvaise image. Or l'opinion, toujours selon lui, sans un minimum d'écrits, ne peut se faire qu'à partir de sentiments[réf. nécessaire].
Alan Stivell porte un message qui revendique un futur pour les cultures et nations celtiques (et avant tout son pays), qu’il ne conçoit qu’avec une grande ouverture au monde. Il voudrait que les peuples retrouvent leur propre culture sans qu'ils se ferment. « Vous l'avez choisi : Alan Ier, duc en Bretonnie », titrait Bretagne Hebdo en Une le 15 mai 2002. En véritable militant, il a consacré sa vie à la reconnaissance culturelle de sa région, qu'il considère comme ayant été trop longtemps bafouée. Dans le livre Racines interdites, il énonce, dans la conclusion « Vers de nouveaux matins », sa Bretagne idéale en harmonie avec la démocratie, la liberté, l'écologie, les traditions communautaires et ouvertes sur toute la Terre. Les positions d'Alan Stivell sur la Bretagne et la Celtie ne sont qu'un aspect de sa pensée. Elles sous-entendent un humanisme plus large sur les plans sociaux, politiques et philosophiques. Politiquement, on peut le considérer comme internationaliste de gauche et écologiste. En lui, se marie toutefois une tendance consensuelle avec une tendance radicale[style trop lyrique ou dithyrambique]. Il n'hésite pas à soutenir ponctuellement des mouvements politiques bretons.
Ainsi, il a écrit Racines interdites, un livre en partie consacré aux Celtes. Enfant, il recopiait des listes de mots qui se ressemblaient en breton, gaélique et gallois, dont il donne un extrait p. 19. Il a étudié et théorisé le concept même de musique celtique, ce qui lui permet de tenir un discours revendicatif et une certaine idée celtique, qui s'est majoritairement imposée : « En 2010, j’ai défendu la musique celtique pendant plus d’un demi-siècle. J’ai eu beaucoup de contradicteurs. Aucun, en cinquante ans, n’a tenté de s’attaquer à mes arguments ». Il évoque les éléments qui lui font croire à la réalité d'une musique celte, comme les similitudes bretonnes, irlandaises et galloises dans les mélodies, la syntaxe, les syncopes, les interprétations, etc., et qui influent sur l’harmonisation moderne (les bourdons, les résonances et harmoniques). Sa musique est en mouvement comme la conception celtique qui voyait le monde fait d'éléments en perpétuel mouvement et mettait le liquide au centre.

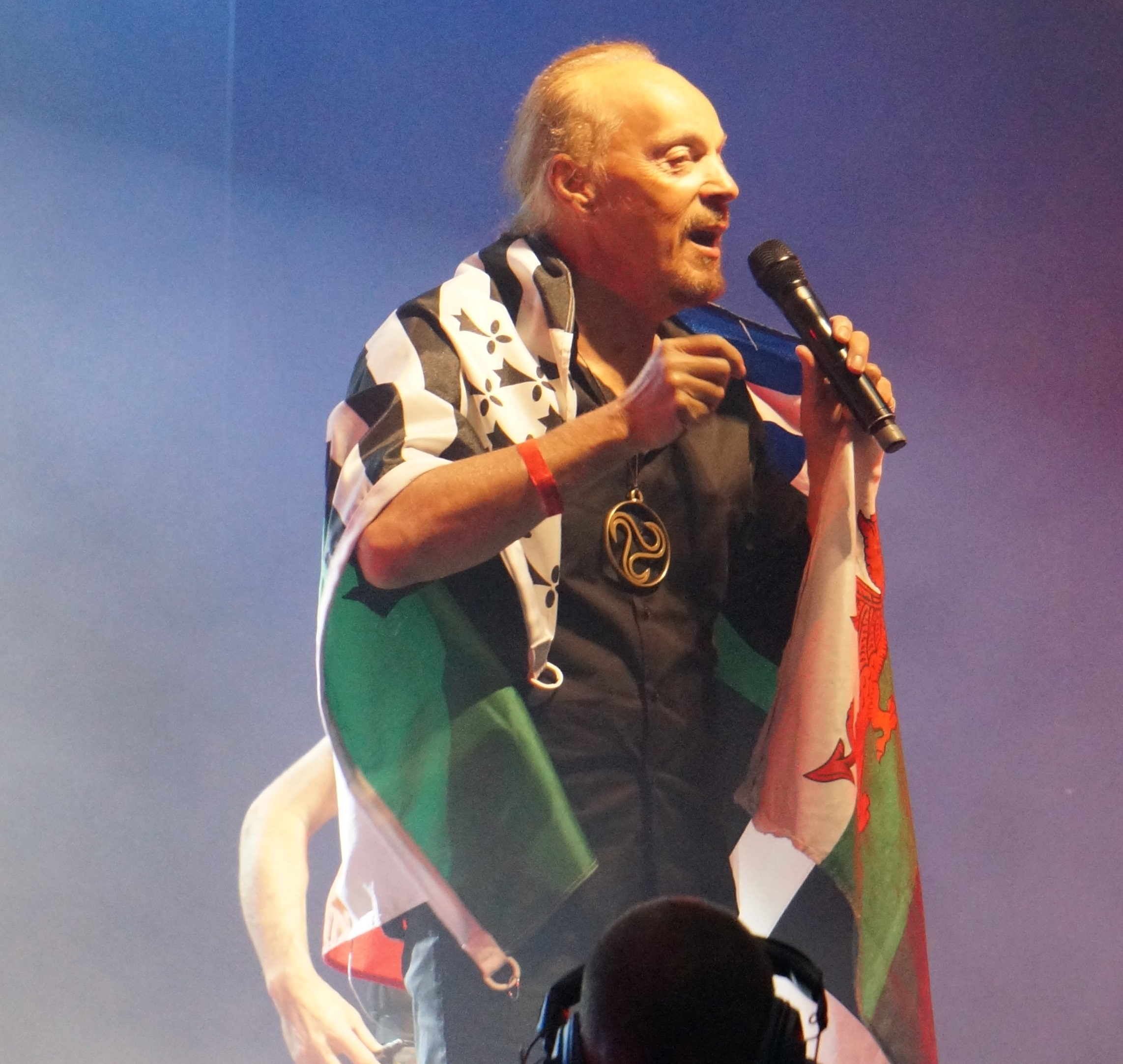
Le chanteur s'enveloppe dans le drapeau panceltique à Châlons en 2014.

Pour renforcer l'unité, il intègre dans la musique bretonne des instruments utilisés dans les pays celtiques, ce qui donne une nouvelle réalité à cet interceltisme. En Bretagne, il a également apporté des mélodies des autres pays. L'échange se fait aussi d'une manière réciproque, à différents niveaux. Erwan Chartier, dans sa thèse sur l'interceltisme, considère que « certaines de ses chansons sont de véritables hymnes à l’interceltisme » et qu'en se produisant dans les autres pays celtiques, « il y demeure sans aucun doute le Breton le plus connu ». Au Congrès celtique international qui se tient à Tréguier en 1962, il fait entendre la harpe de son père au reste de la Celtie,. En 1971, il est à l'affiche de la première édition lorientaise du festival interceltique.
Stivell nomme Keltia III la Celtie d'aujourd'hui avec les « nouvelles » nations celtisées, nom qu'il a donné à sa maison de disques. Dans son œuvre majeure, la Symphonie celtique : Tír na nÓg, il allie les héritages musicaux des différents pays celtiques. Ce travail, débuté à partir de 1977, est enregistré par plus de 70 musiciens sur l'album sorti en 1979 et a donné lieu à un grand spectacle de plus de 300 musiciens au festival interceltique de Lorient en 1980. À l’occasion de la 40e édition du festival en 2010, il participe le 12 octobre au colloque sur le celtisme et l'interceltisme aujourd'hui,.
En 2022, il signe une tribune dans le Télégramme dans lequel il réagit aux déclarations de Bernard Poignant sur l'identité celte.

### Rapport avec la France
Né d’un père breton, Alan se reconnaît comme Breton depuis le plus jeune âge et ne se définit pas, lui-même, comme d’identité française. Il défend la reconnaissance d’une nationalité bretonne, différenciée et conjointe à une citoyenneté française (tant qu’une majorité le désire)[réf. nécessaire].

En 1974, il déclare :
Maintenant que je suis une « vedette », certains me traitent de « récupéré ». On ne s'en sort plus […] Car ce n'est pas en restant dans l'ombre, ignoré, qu'un artiste peut imposer ses idées. C'est en allant de l'avant. C'est en étant un personnage dont on parle. […] J'appartiens à une civilisation et à une époque. […] Ma musique est politique parce qu'elle est une réaction contre le colonialisme d'un gouvernement. […] Je n'appartiens à aucun parti. Je ne veux d'ailleurs pas faire de parisianisme. […] Je suis politique parce que je chante une musique qui est celle d'un peuple précis. Et avec cela je vais plus loin que celui qui lève le poing en chantant « contre » au moindre prétexte.
Avec la délégation du président de Bretagne Jean-Yves Le Drian, il se rend au pays de Galles - autonome depuis 1999 - du 11 au 13 octobre 2004. En mars 2011, les Gallois votent pour une autonomie étendue au pouvoir législatif. En décembre 2008, Stivell adresse un courrier à Danuta Hübner, Commissaire européenne chargée de la politique régionale, lors du débat sur la cohésion territoriale, en proposant l'autonomie pour une Bretagne dans sa dimension historique, c'est-à-dire non amputée du pays nantais (« Le peuple breton a besoin (...) d'être d'ailleurs reconnu en tant que peuple, et ne peut se contenter des pouvoirs et moyens régionaux actuels ») ainsi que le remplacement des départements actuels par les pays Bretons traditionnels, avec une réduction de leur nombre.
En breton, pour désigner les Français, il existe un mot qui définit uniquement « ceux d'au-delà du Couesnon », c'est-à-dire hors de Bretagne : Ar C'hallaoued (un autre mot peut, soit avoir ce même sens ou, au contraire, désigner les citoyens bretons compris : Ar Fransizien. Il y a aussi un terme pour désigner le territoire de la République française: Bro Frañs et un autre pour la France sans la Bretagne (et, par extension, sans les autres minorités nationales) : Bro C'Hall. Comme il n'y a pas de terme dans la langue française pour désigner un peuple vivant à l'intérieur des frontières de l'État (« minorité nationale », « nationalité », « Nation sans État »), il propose de qualifier la Bretagne de « Nation-région ». Il distingue plusieurs formes de nationalité. Alan montre qu’elles sont aussi suggérées par la langue bretonne. D’abord la nationalité-citoyenneté : une forme de citoyenneté par le lieu de vie et de solidarités (Breizhad) ; la nationalité « généalogique » : origine familiale (Breton) ;  la nationalité objective : l'influence culturelle dominante (Brezhon). S’ajoute une nationalité subjective : le sentiment d'appartenance, découlant d’un ou de tous ces aspects (que certains appelleraient Breizhour). « Personne ne peut décider qui fait partie de la communauté bretonne. C’est à chacun de savoir s’il veut ou non y appartenir. ».
Alan Stivell reconnaît qu’il est « citoyen français », mais il s’affirme (après « citoyen du monde ») Breton d’abord (puis celte et européen). Il appelle de ses vœux, depuis l’enfance, la Bretagne comme une entité autonome. Il pense qu’une Bretagne, bénéficiant d’un statut particulier dans le cadre de la République française, est une perspective réaliste, compte tenu à la fois d’un sentiment breton aujourd’hui bien affirmé et une résistance du pouvoir centralisateur tendant à (lentement) s’affaiblir. Il rêve, quand même, d’un futur plus lointain où la Bretagne serait une république directement fédérée à l’Europe. Il explique que la Bretagne a actuellement une double appartenance, la situant à cheval sur la Celtie et la France : un breton est de nationalité bretonne mais citoyen de la République française, de même qu'il appartient à la communauté des peuples celtes. Sur le plan culturel, il est métissé de divers apports jusqu'à aujourd'hui, « une sorte de compromis, un intermédiaire entre l'Occident, l'Orient et l'Afrique ». « Si la France détruit la culture bretonne, rien ne pourra remplacer cette perte. […] Pour le bien commun du monde, les Bretons doivent conquérir un statut qui nous garantira la survie en tant qu'espèce culturelle (aussi indispensable que les espèces animales ou végétales). »,. Il se désole que la population, dans son immense majorité, soit désinformée sur la Bretagne et, en particulier, son histoire. Dans son analyse de l'histoire de Bretagne pour le livre Racines interdites, il explique que « les Français développent un complexe de Gaulois colonisés par les Romains » et, voulant s'élever socialement, abandonnèrent leur culture et leur langue celtique pour une culture gréco-latine, « mettant les non latins au niveau des « sauvages » primitifs ». Pour lui, les Français n’ont jamais entièrement dépassé ce complexe. Il s’oppose au « roman national » et il estime que sa propre étude de l’histoire de Bretagne, parallèlement à l’histoire française imposée par l’école, lui a donné une vision obligatoirement plus objective.

#### Aspiration et revendication d'autonomie
Pour résumer, Alan Stivell n'est pas aujourd’hui pour une véritable indépendance, mais pour une Bretagne autonome (dévolution du pouvoir) au sein d'une République démocratique française décentralisée (comme les Lander allemands), reconnaissant ses minorités et une Europe fédérale. Il évoque la nécessité vitale pour la Bretagne d'obtenir de la République française à la fois reconnaissance et définition d'un statut différencié, avec l'aide des instances internationales, à l'instar de l'Écosse, du pays de Galles ou de la Catalogne en Espagne. Néanmoins, contrairement à la majorité des gens, Alan rêverait, qu’un jour, elle puisse être directement reliée à l'Europe. Alan Stivell, comme tout le monde[Quoi ?], ignore si le sentiment général est appelé à changer. Il pense que, si le pouvoir central accepte les demandes consensuelles de la population bretonne, celle-ci se contentera de l’autonomie interne. Si ce n’est le cas, les choses devraient évoluer vers la sortie du giron français[réf. nécessaire].
En 1974, les paroles de Délivrance militent pour la reconnaissance de la Bretagne et de la Celtie (« Et nous, dont le nom connu des goélands et des cormorans, fut banni de tous les langages humains, de toutes les bibliothèques, de toutes les cartes terrestres, nous ouvrirons nos cœurs... »). En 2005, dans la version française ironique Armoricaine (suite) sur l'album Back to Breizh, il évoque avec humour les résistances vis-à-vis de la langue.

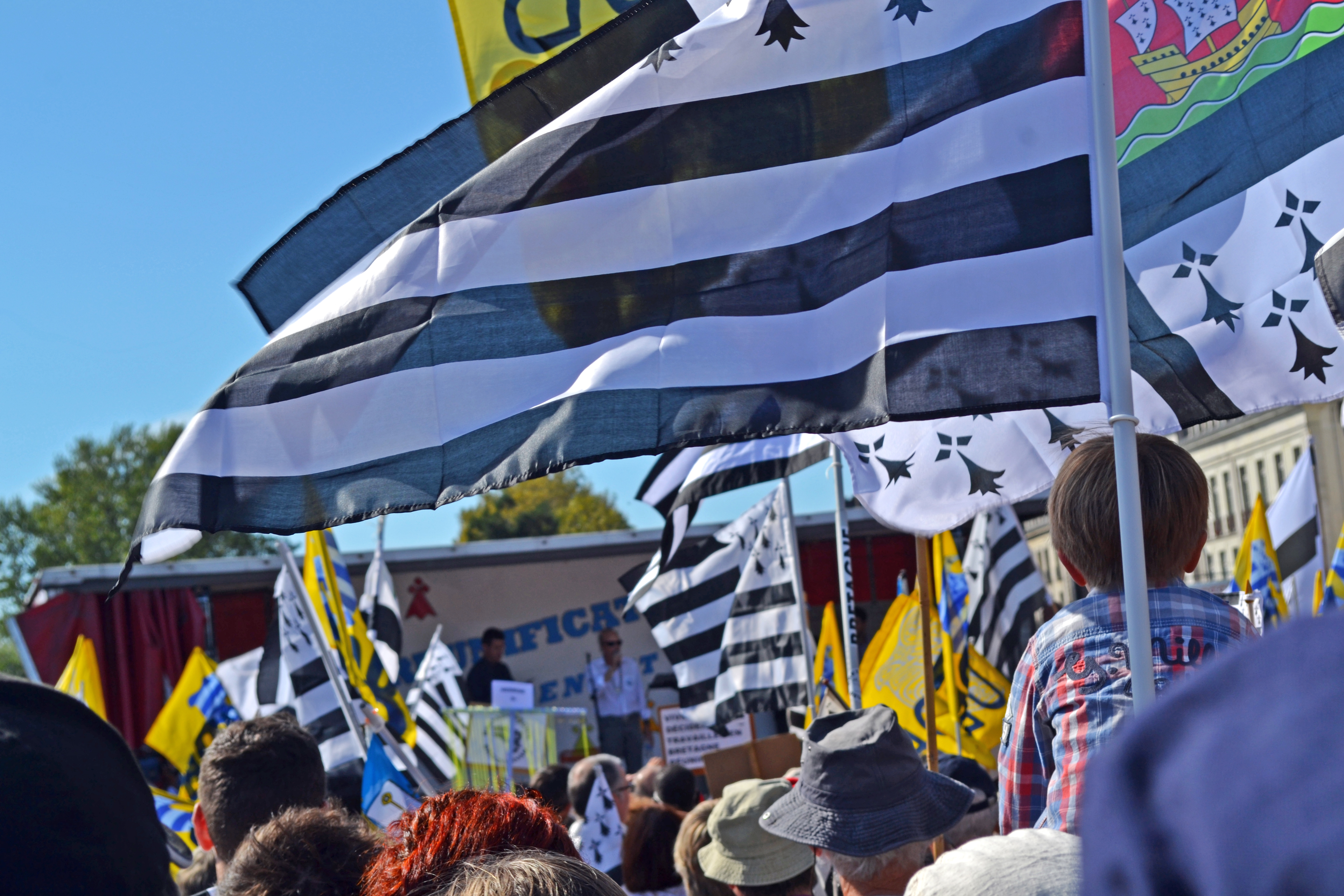
Stivell tient un discours devant les manifestants à Nantes en 2014.

Après que Stivell ait notamment popularisé des symboles forts comme le triskell celtique, le Gwenn ha du ou le sigle BZH, un activisme suit la vague bretonne des années 1970 de façon très militante, dans la mouvance du nationalisme breton, comme les actions clandestines du Front de libération de la Bretagne. Il soutient les prisonniers politiques dans l'adaptation de Nine Breton in jail avec son titre breton Nav Breton zo ba' prizon. À la suite d'un attentat au McDonald's de Quévert causant la mort d'une jeune employée, plus de mille personnes dont Alan Stivell se rassemblent à Rennes, le 8 mai 2000, à l'appel d'un collectif « La Bretagne, c'est la vie ». Même si l'auteur et ses motivations n'ont jamais été découverts, et tout en condamnant la violence, Alan Stivell pose la question de la cause qui a pu conduire un militant breton à passer à l'acte (déni d'existence de la Bretagne ? Injures des ultranationalistes ?). En 2008, à la suite d'un procès à l'encontre de militants, il prend parti dans un communiqué d'indignation. Il intervient au colloque international à Rennes, en septembre 2002, sur les questions d'identité (« Identités et démocratie »). Il participe, par ailleurs, à l’Université de Bretagne-Sud, à un colloque sur la celtitude.

### Rattachement de la Loire-Atlantique à la Bretagne

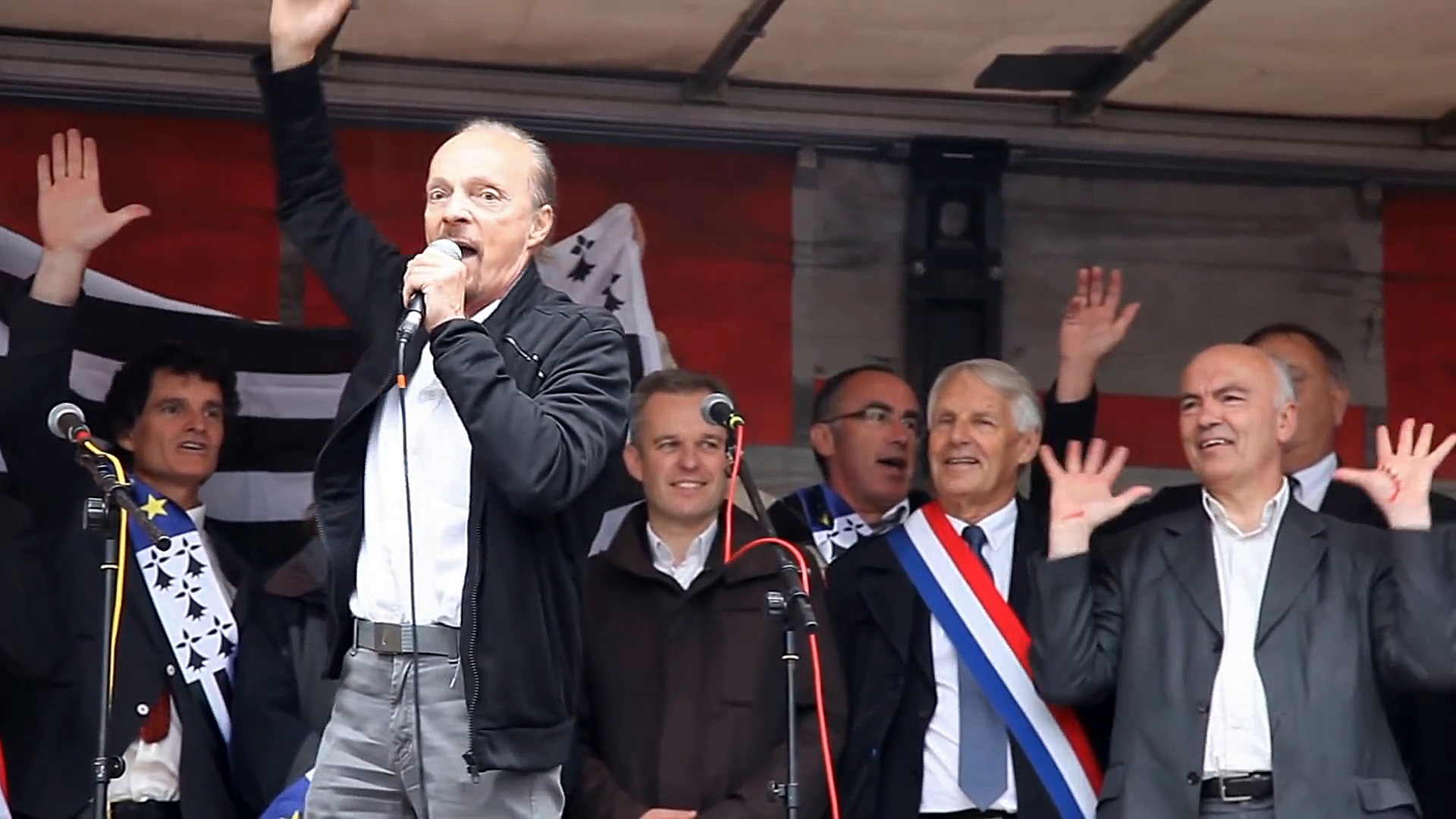
Entouré des élus bretons, il chante Hep 'Naoned, Breizh ebet le 28 juin 2014 à Nantes.

Alan Stivell défend les théories de Marc Le Fur, selon lesquelles la Loire-Atlantique aurait été rattachée à la région d’Angers via un décret du gouvernement de Vichy du 30 juin 1941,,.
Cependant, le décret du 30 juin 1941 séparant la Loire-Inférieure du reste de la Bretagne devait rester provisoire. Selon l'historien Alain Croix, « il est un peu vrai et surtout faux, de dire de Pétain qu’il a séparé la Loire-Atlantique de la Bretagne ». Un autre découpage, celui de la France en provinces défini par le Conseil national en août 1941 établit une province de Bretagne en cinq départements, dont les limites auront suscité un arbitrage du maréchal Pétain lui-même mais qui n'aura guère d'existence effective.
À La Roche-Bernard, le 30 juin 2002, il déclare que « tous ceux qui s'opposent au sentiment de l'immense majorité des habitants du pays nantais, comme des autres bretons, [...] resteront dans l'histoire comme des barbares, comme des malfaiteurs, coupables de plusieurs crimes, contre les droits de l'homme, contre la démocratie, contre la liberté de pensée, contre l'héritage de l'humanité ».
En 2011, il déclare : « Je considère la Bretagne intégrale comme la seule « officielle », celle qui n'a pas été annulée par le Peuple. Et je suis choqué par la paresse de gens qui, dans les médias, dans les écoles, ou ailleurs, utilisent le nom « Bretagne » quand ils veulent dire « Région-Bretagne ». Ils sont complices d'un vol, d'un crime. Ils ne s'en rendent pas compte, pour la plupart. »
Le 25 avril 1976, il participe à la fête de l'unité de la Bretagne au château des ducs de Bretagne avec environ 5 000 personnes et une pétition de 60 000 signatures. Le 15 mai 2004, il manifeste à Nantes au « Printemps des langues et des identités régionales » et en septembre 2008 à la Festi'Manif de Nantes. En 1976, évoquant « des siècles de honte vécus timides et humbles », il chantait dans Ar chas doñv'yelo da ouez (« Les chiens redeviendront sauvages ») : « Et si le peuple tout entier se réveille des monts d'Arrée au Pays Nantais, les chiens domestiqués seront, à nouveau, sauvages ». Il évoque la « bretonnité » de Nantes dans ses chansons : Brezhoneg 'Raok, Tamm ha Tamm – Rennes, Nantes et Brest, Vers les îles et villes de verre enregistré en pays de Retz… Sur la pochette de Back to Breizh, il inscrit « BZH » à côté du nom de la ville de Préfailles.
Le 25 juin 2014, avec Bretagne réunie, il se rend à l'Assemblée française et interpelle dans son discours les auto-déclarés « démocrates » qui souhaitent décider, « tels des monarques », de la dissolution d'un peuple dans un Grand Ouest, car pour l'artiste « c'est un crime : de rayer de la carte une des nations les plus anciennes, d’en changer les limites millénaires, de voler le bien des bretons, de refuser les conditions de la survie et du développement de notre culture, de frustrer l’humanité d’une part de son patrimoine, de sa pensée, de sa créativité, de sa sensibilité et de son futur. ». Il adapte deux de ses chansons pour présenter l'enregistrement de Hep 'Naoned, Breizh ebet le 27 juin, chanson qu'il interprète lors de la grande manifestation du 28 juin à Nantes. Il avait également chanté l'hymne breton lors de la précédente manifestation du 19 avril avec Jean-Louis Jossic, puis le 27 septembre. En février 2015, lors de la visite électorale du premier ministre Manuel Valls à Betton, il lui adresse un mot en catalan, déçu de la réforme territoriale.

### Religion
Concernant sa position face à la religion, il l'explique ainsi : « Je suis sorti du christianisme, car il est pour moi l'angle spirituel d'une civilisation parmi les civilisations, et donc pour moi aucune raison d'imposer la culture d'un groupe d'humains à d'autres humains ». Il se situe plus entre l'agnosticisme et le panthéisme, une spiritualité hors des cadres imposés.

## Un travail de communication

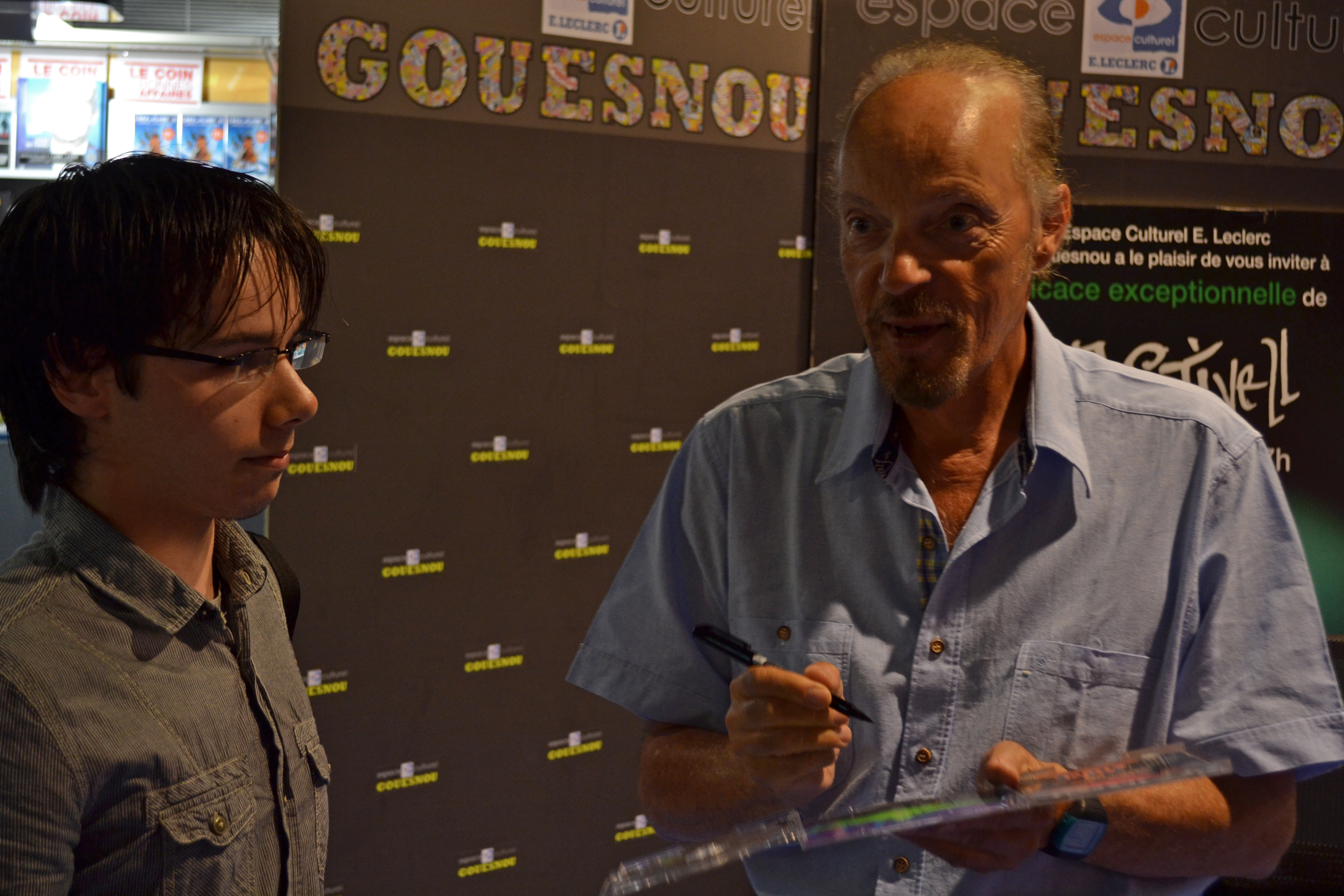
Alan Stivell en dédicace à Brest en 2013 pour la sortie du DVD Olympia 2012.

Alan Stivell a toujours eu l'envie profonde de réhabiliter la culture régionale auprès des Bretons et, par-là même, redorer l’identité bretonne. Son objectif était de devenir professionnel, ce qu'il fait en signant chez Philips, et d'arriver à passer par les mass media. Ainsi, il a lancé un nouveau mouvement musical par un travail de communication professionnel. Selon lui, pour convertir les Bretons il fallait d'abord être reconnu à Paris puis dans le monde, ce que concevait Xavier Grall : « Disons-le, puisque c'est vrai : c'est la Bretagne qui a pétri l'art d'Alan Stivell, mais c'est Paris qui l'a reconnu et qui l'a lancé. » Il avait la conviction qu'en entendant sur les ondes des airs bretons de qualité comparable aux musiques anglo-saxonnes, le peuple de Bretagne prendrait conscience de la qualité de sa culture : « L’alternative est simple : ou l’on se donne les moyens de contribuer à une prise de conscience collective rapide, ou l’on va chanter de bistrot en bistrot, jusqu’au jour où il sera trop tard. J’ai donc en 1967, en signant dans une maison de disques parisienne, choisi d’utiliser, dans la mesure du possible, les mass media. » Dès 1973, il participe à la création de la revue d'information Evid ar brezhoneg (Pour la langue bretonne) dont il sera directeur de publication. Alan Stivell fait part d'une grande écoute des autres, en participant activement à son forum par exemple ; sur son blog, il partage ses idées, ses points de vue, son actualité.
À l'encontre du mouvement musical et culturel, il est confronté selon lui à la « ghettoïsation par les étiquettes » et la minimisation de sa portée internationale. À partir du succès du disque À l'Olympia, Stivell sera montré du doigt pendant toute la période ; accusé de « récupération » médiatique par les traditionalistes, il ne cesse de justifier son action. Puis dès l'album E Dulenn, lorsqu'il exprime ses idées en chansons, les médias prennent peur des messages qu'il pourrait diffuser à une conscience collective. Dans un entretien en 1986, Glenmor déclare : « Stivell a été un phénomène, sans que sa valeur artistique soit mise en cause là-dedans. Un phénomène parisien, lancé par Paris sur la Bretagne mais Stivell a toujours dit qu’il le cherchait [...] On a dit des tas de choses sur Alan : Alan est aussi pauvre que moi. À ce moment-là, il touchait 2 % de royalties sur ses disques ». En 2004, Alan Stivell déclare au congrès de l'Institut culturel de Bretagne : « J'ai ensuite réinvesti pratiquement tout ce que je gagnais pour compléter l'action très limitée de la maison de disques. » Il explique ensuite les investissements qu'il réalise dans les années 1970 pour ses concerts et tournées : financement pour l'Olympia, bureau pour organiser les tournées, coût des voyages et de location des grandes salles ou des chapiteaux en Bretagne, 12 à 14 personnes en tournée et une sonorisation importée d'Angleterre.

### Médiatique
Dès 1967, Alan Stivell multiplie ses interventions médiatiques, dans l'Hexagone comme à l'étranger, surtout dans les îles Britanniques, pour faire en sorte que la musique bretonne soit, à terme, considérée comme parfaitement moderne. Il atteint, dans les années 1970, une portée nationale, obligeant, selon lui, les médias de masse à faire des « concessions », à accepter sa musique sans la dénaturer, à reconnaître l’existence de la culture bretonne, notamment en y chantant en breton. Après son 45 tours Pop-Plinn, début 1972, dans lequel il met la guitare électrique au premier plan, se passe un phénomène inédit : la radio diffuse des airs bretons dans la France entière. José Artur est le premier à passer du Stivell dans son Pop-Club, sur France Inter. Le 18 mars 1971, l'ORTF présente, au journal télévisé, un extrait de 3 min d'une émission, en breton avec sous-titres en français, où il raconte à Charles Le Gall son parcours et ce qui l'inspire dans sa musique.
Sur les plateaux il interprète aussi ses morceaux : Son ar chistr à Samedi Pour Vous (Albert Raisner octobre 1971), la Suite Irlandaise à Midi Trente (Danièle Gilbert, 15 avril 1972), ainsi qu'un concert donné pour l'émission Tour de Chants le 14 novembre 1972. Trouvant le service de presse de Philips insuffisant, il engage à ses frais une attachée de presse, ce qui lui permet d'aller dans plusieurs émissions, comme chez Jacques Chancel ou Michel Drucker. En 1973, il quitte Paris et est donc moins présent pour relancer médias et organisateurs. En 1975, invité à l'émission Dimanche Martin de Jacques Martin, il interprète Metig. La même année, il est aux côtés de Martine Gabarra sur Antenne 2 pour « Un jour futur ».
Cette première réussite ne s'est pourtant pas poursuivie : « Avec mes ventes, je devrais pourtant avoir démocratiquement la place qui me revient. Cette sous-information fait que je ne peux pas lutter contre une image traditionnelle, ringarde. » En effet, par la suite, les grands médias ne le diffusent presque plus, ne l'invite que ponctuellement, lors d’événements, même s'il représente d'importantes ventes d'albums en France. Comme le dit Country Joe McDonald, les auteurs-compositeurs marginaux qui ne rentrent pas dans le moule surfait sont écartés : « Si vous chantez de la vraie « protest-music », alors vous ne serez jamais star, parce que l'industrie est dirigée par des gens qui ne veulent pas entendre cette musique-là. Alan Stivell est un très grand musicien, l'un des plus grands au monde à mon avis, mais il ne sera jamais une grande star parce qu'il ne joue pas le jeu »,. Dans son livre Racines interdites, p. 130, c'est à partir de 1979 qu'il voit, selon lui, le coup de frein dont il est victime : « Les gens qui disaient de mon répertoire : « C'est joli », commencent à comprendre qu'il s'inscrit dans un contexte de libération nationale, et leur attitude contribue à freiner l'avancée de la musique bretonne », ce qu'il confirme en 1983 : « à partir de ce moment, tous mes disques ont été quasiment censurés à la radio comme à la télévision. »
En 1992, il est invité à l'émission Champs-Élysées sur Antenne 2 avec Laurent Voulzy et Alain Souchon puis l'année suivante à Stars 90. Le 24 septembre 1995, dans l'émission Taratata présentée par Nagui, il interprète Belfast Child en duo avec Simple Minds. En 1996, il est présent aux Victoires de la Musique, diffusées sur France 2, dont le prix est décerné à Dan Ar Braz.

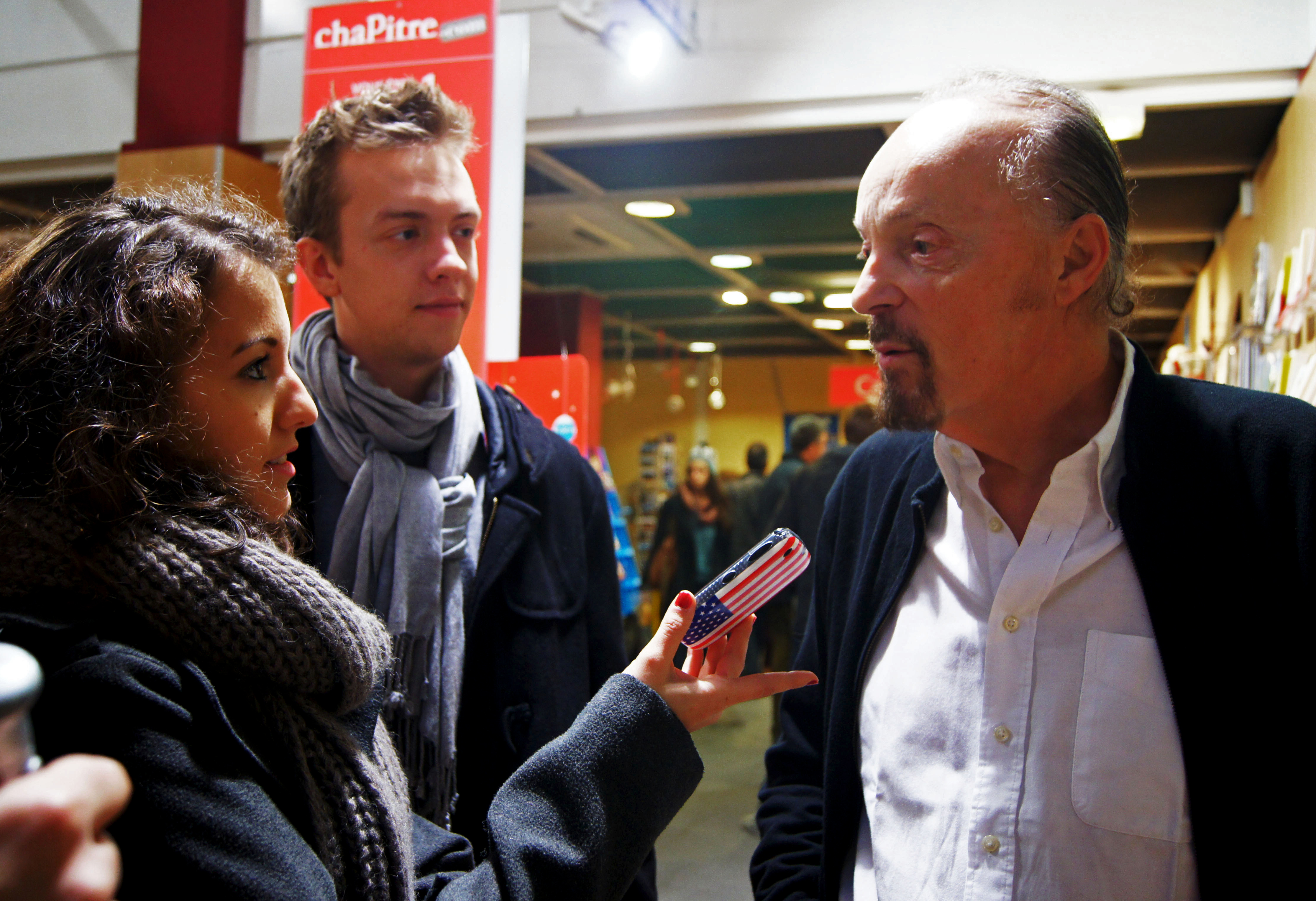
Alan Stivell interviewé par des étudiants de Sciences Po Rennes en décembre 2012.

Sur la chaîne Direct 8 de la TNT, il est invité à l'émission 88 minutes en direct le 7 mars 2008.
Sur France 2, Michel Drucker convie le chanteur lors de récentes émissions : le 24 novembre 2007 à Tenue de soirée, interprétant Brian Boru avec les Corrs, le 4 juillet 2008 en ouverture de l'émission « spéciale Tour de France » en direct de Brest, ainsi que le 11 décembre 2011 pour Vivement dimanche « spécial Bretagne » (record d'audience de la saison)[réf. nécessaire]. Sur France 3 Bretagne, il communique plus facilement, à travers les émissions culturelles, le journal régional et les reportages. Pour France 3, il commente la grande parade du festival Interceltique de Lorient, notamment en 2009, 2011 et 2012. Le 17 mai 2011, lors de l'émission Taratata consacrée à la musique celtique, il présente son album Emerald en interprétant Brittany's. Il tourne en 2011 pour la chaîne de télévision japonaise publique NHK un reportage, diffusé dans l'émission Amazing voice, consacré également à Cécile Corbel et Yann-Fañch Kemener. Sur RTL, il est invité en mai 2011 à l'émission Stop ou encore et le 12 février 2012 pour Ma liste préférée.
En février 2012, le concert du 40e anniversaire à l'Olympia suscite l'intérêt des médias : annonce par divers médias (« coup de cœur » dans L'Express, Le Figaro, L'Humanité, Paris Match, invité du 19/20 de France 3, une du Télégramme), installation de caméras dans la salle (TF1, France Télévisions, BFM TV). Il apparaît également sur France 3 dans l'émission Chabada spéciale Saint-Patrick avec les Tri Yann le 20 mars et sur France 2 pour Les Années bonheur le 5 mai. Pour son album AMzer, il réalise la promotion dans plusieurs émissions, dont Vivement dimanche.

### Filmographie
À 27 ans, Alan Stivell met en musique le court-métrage Vive-eau de Louis-Roger qui fera le tour du monde et sera récompensé (Proue d'or à Milan, Chevreuil d'or à Novi Sad). Sa musique sert à illustrer l'histoire de L'Enchanteur Merlin, Les chevaliers de la Table Ronde sur le 33 tours sorti en 1973 chez Philips. En 1974, sa musique, extraite des albums Reflets et Renaissance de la harpe celtique, accompagne La Merveilleuse Visite de Marcel Carné (TF1 Vidéo). Le 9 février 1977, le téléfilm L'Ancre de miséricorde est diffusé sur TF1 avec en bande son plusieurs albums d'Alan Stivell. Sa musique est utilisée dans le film In Search of Anna (1978) par Esben Storm (Australie), aux côtés de John Martyn, AC/DC et Rose Tattoo (sorti en DVD en 1992). La musique qu'il compose pour le film Si j'avais mille ans sorti en 1983 est la base de l'album Légende (paru la même année).
- 1974 : Alan Stivell, live enregistré par la RTB en studio, produit par Pierre Meyer et réalisé par Michel Perin (37 min). [Vidéo sur le site d'archives audiovisuelles Sonuma.be]
- 1975 : Alan Stivell, portrait de Roger Sciandra et Michel Lancelot (46:19)[n 22],[239]
- 1976 : Alan Stivell, portrait de René Vautier et Nicole Le Garrec (30 min)
- 1978 : Siamsa Cois Laoi at Pairc ui Chaoimh with Alan Stivell, de Michael Monaghan[n 23]
- 1982 : In concert, film de Keith Newman (VHS 58 min), Ramblin no 806, Shanachie Records (États-Unis), réédition 1991
- 1984 : Alan Stivell, 30 ans de musique, interview et extraits de concert lors d'une émission de FR3 [voir en ligne]
- 1991 : Hiraezh… Longing for past and future…, film de Christine Leahy (VHS 21 min)
- 1998 : Musik Breizh, un siècle de musiques bretonnes, documentaire en 5 épisodes de 28 min. chacun de Pierrick Guinard diffusé sur France 3 (DVD 2h20 2008 (BNF 41341374)) [Playlist des 5 épisodes sur YouTube]
- 1999 : BretagneS à Bercy, film du concert d'1h28 avec d'autres artistes, enregistré à Paris-Bercy (VHS Sony Music / TF1 Vidéo), Réédition DVD 2002
- 2000 : Music planet, DVD Arte Vidéo comprenant le film Parcours de Philippe Degeorges (1996, 52 min) et le concert aux Vieilles Charrues réalisé par Serge Bergli (45 min)
- 2002 : Festival interceltique de Lorient 2001, (VHS-DVD Morgane production-France 3 / France Télévisions Distribution), spectacle (95 min) et bonus (29 min)
- 2003 : Nuit celtique II, film du concert collectif au Stade de France (2h) (VHS-DVD Arsenal Productions / TF1 Musique)
- 2009 : Festival Yaouank 2009, film du concert de 52 min d'Adeline Chahin (prod. Bleu Iroise Arsenal) diffusé dans le cadre de l'émission Destinations Bretagne sur Tébéo, Ty télé, TVR.
- 2012 : Au-delà des frontières, Stivell[n 24]
- 2012 : Stivell à l’Olympia, film du concert à l'Olympia le 16 février 2012 réalisé par François Goetghebeur (coproduction Bleu Iroise / France Télévisions) diffusé le 25 avril sur France 3 Bretagne (150 min) et paru le 22 juillet 2013 en DVD (40th Anniversary Olympia 2012)
- 2023 : Le Grand BaZH.art, émission consacrée à Alan Stivell sur France 3 Bretagne, Simone et Raymond Productions (52 min)

## Hommages
Le 6 juin 2025, une statue à son effigie est inaugurée à Carhaix.